# Lijst van nummer 1-hits in de Nederlandse Top 40

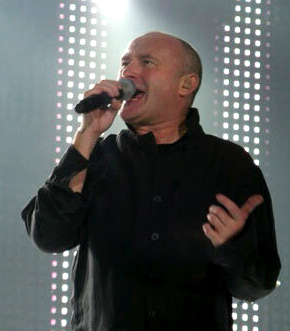
Phil Collins

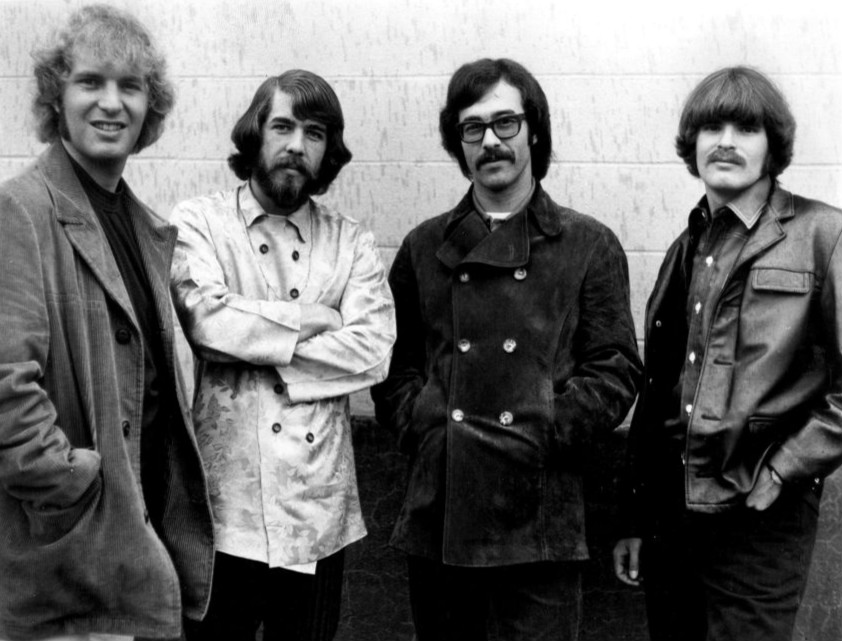
Creedence Clearwater Revival

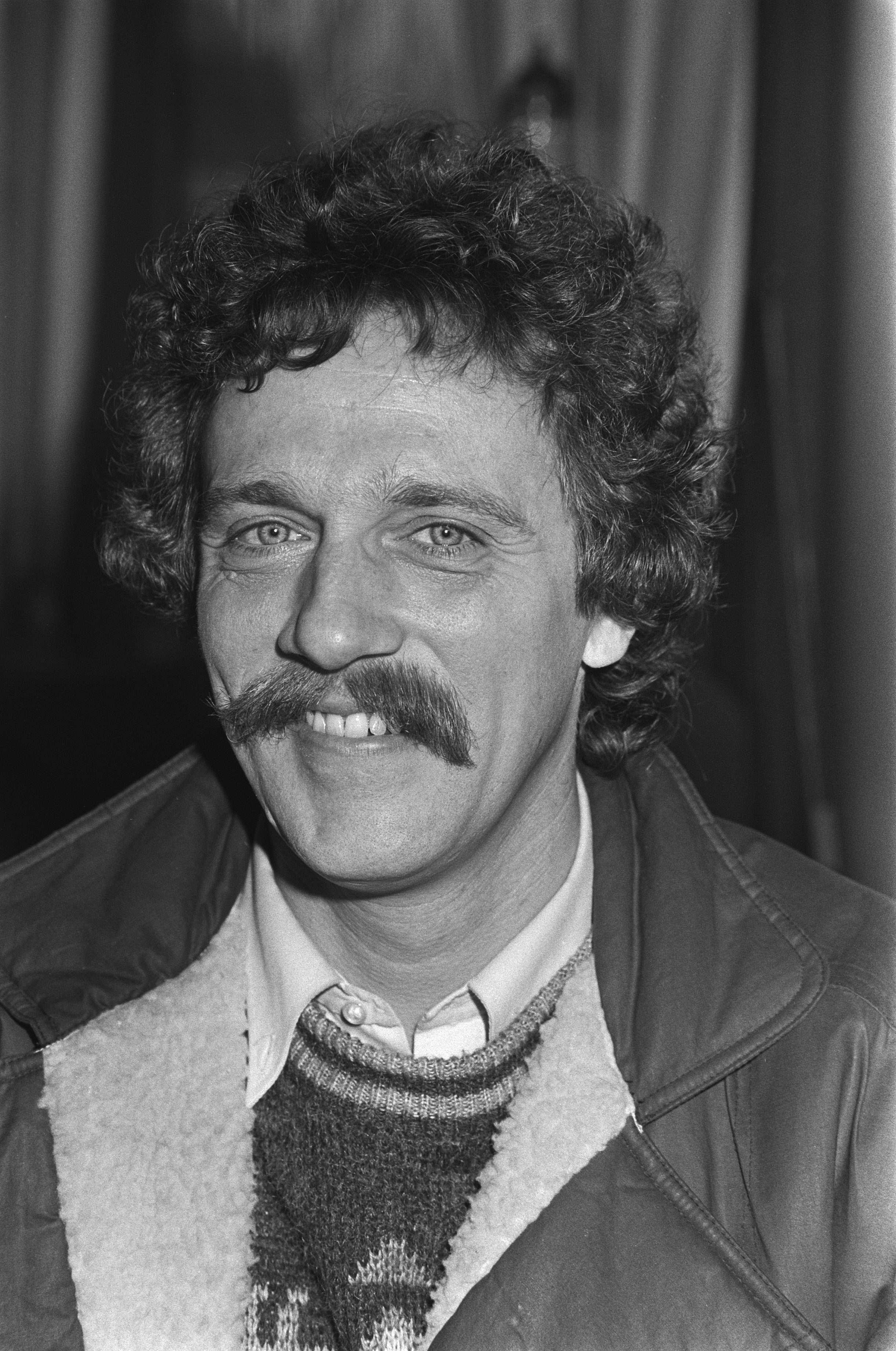
Alexander Curly

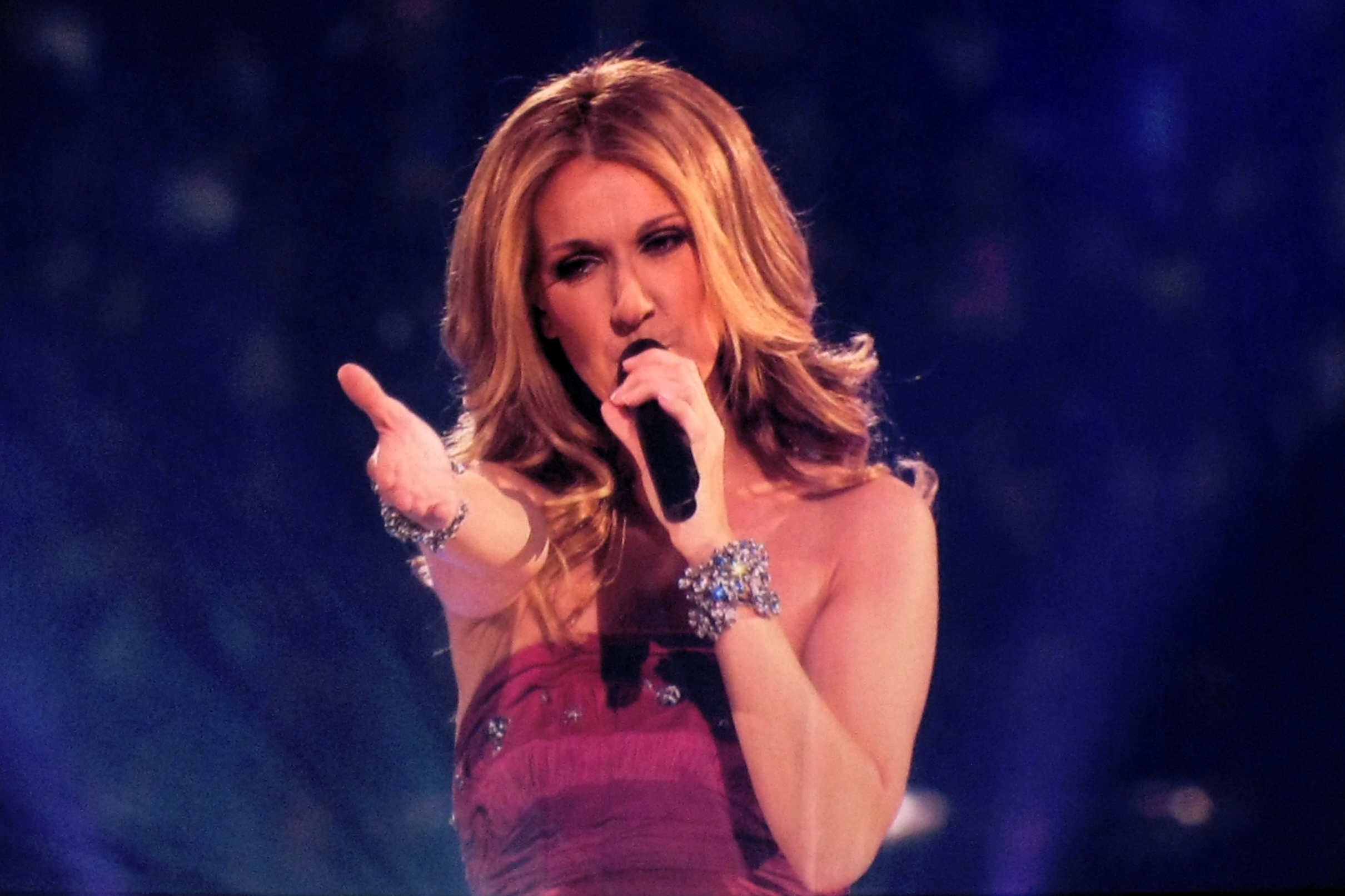
Céline Dion

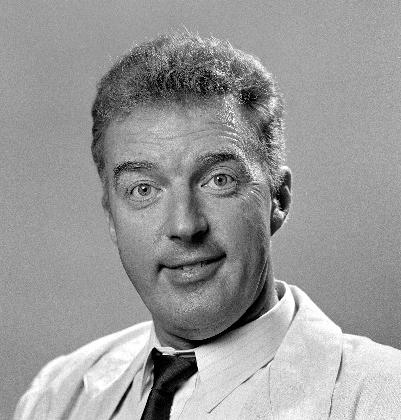
André van Duin

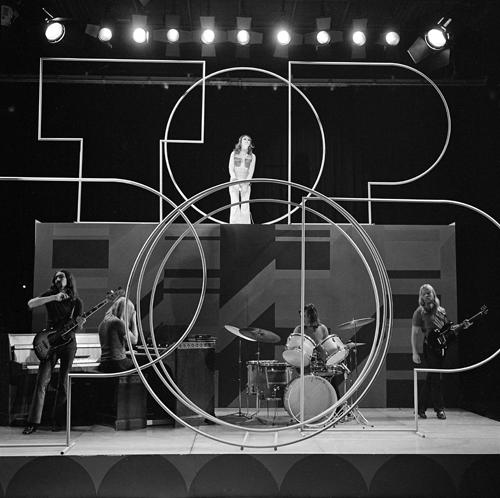
Earth & Fire

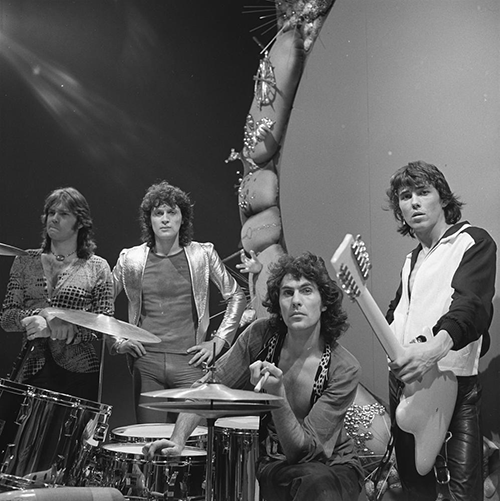
Golden Earring

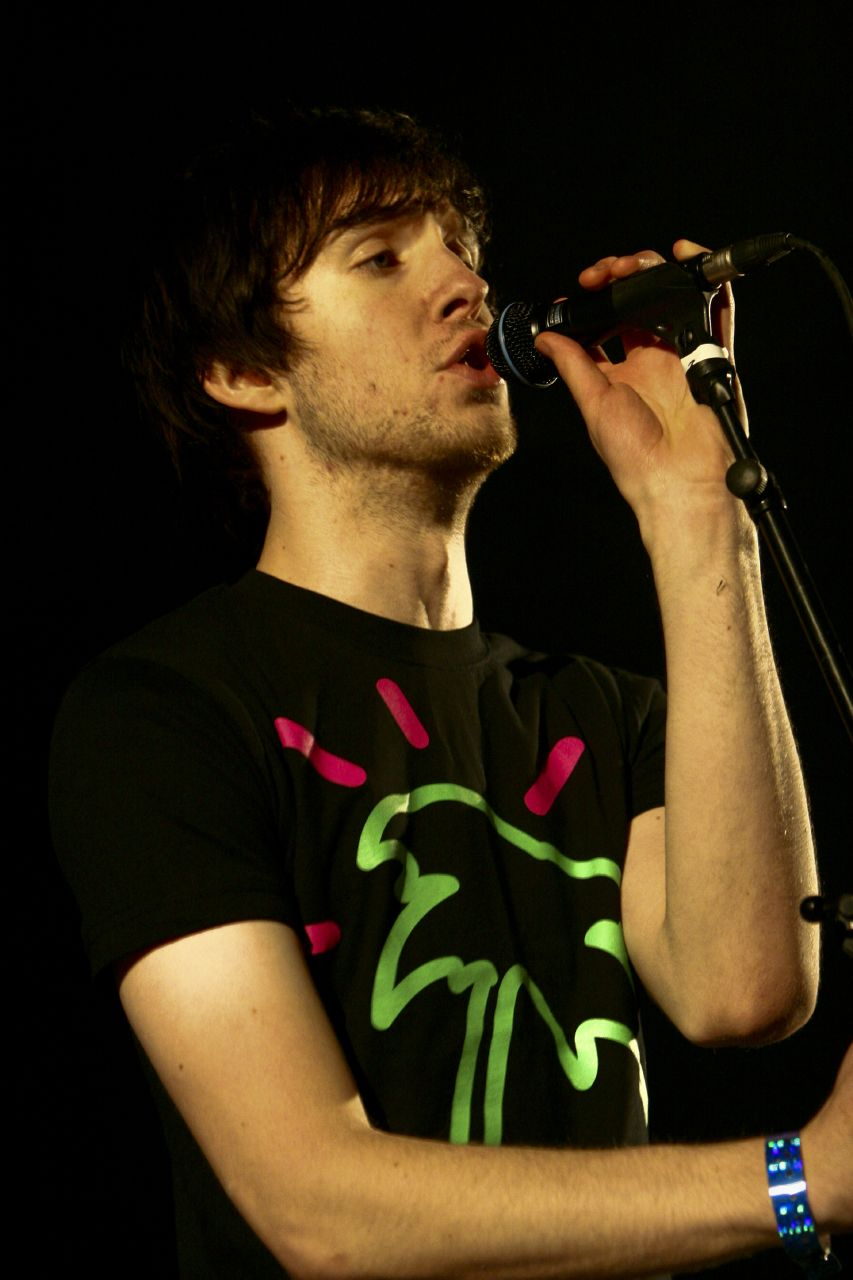
Calvin Harris

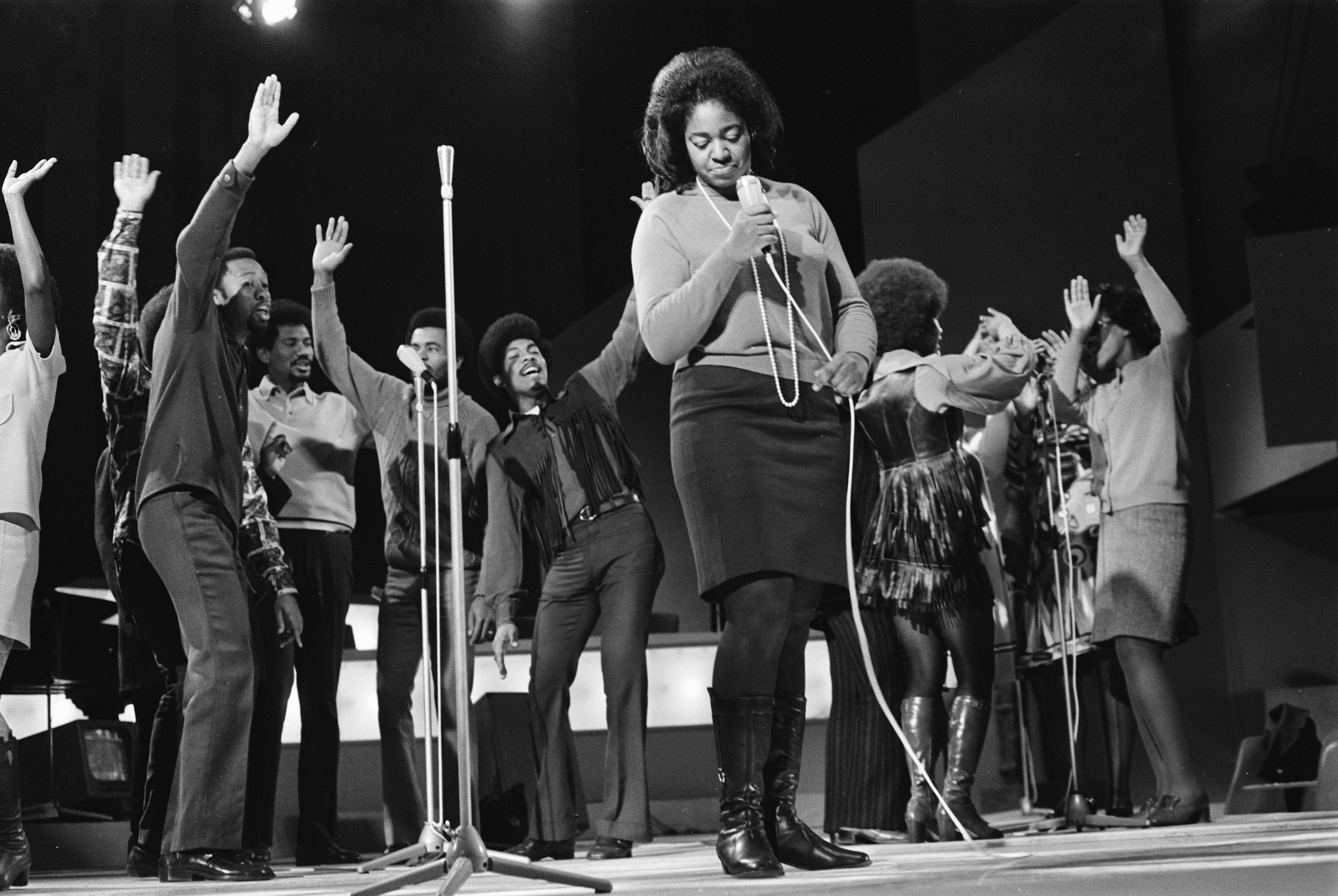
The Edwin Hawkins Singers

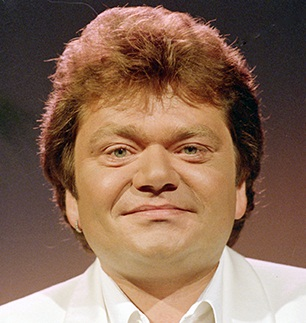
André Hazes

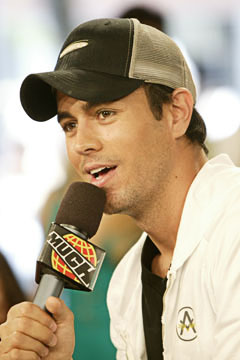
Enrique Iglesias

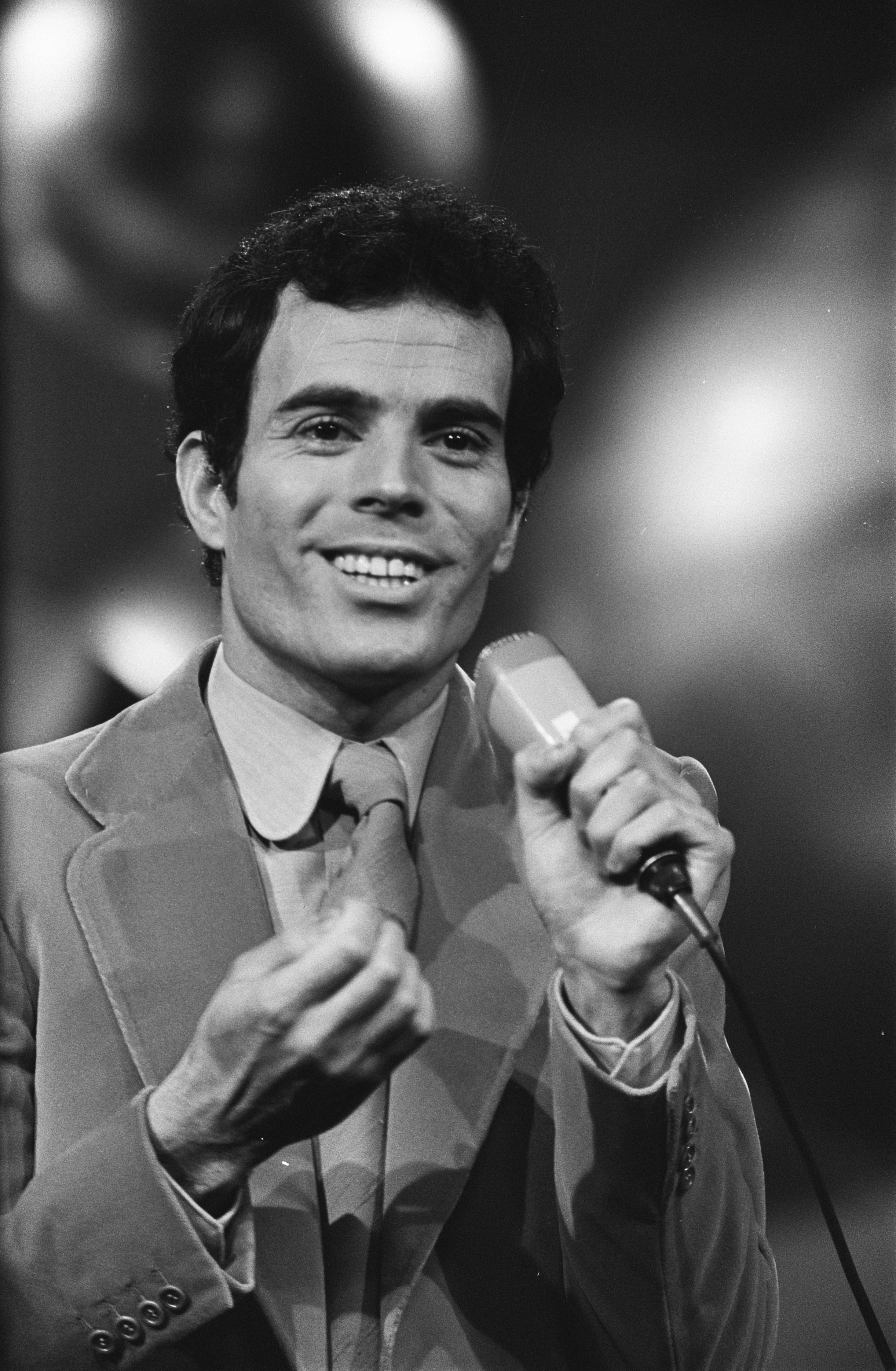
Julio Iglesias

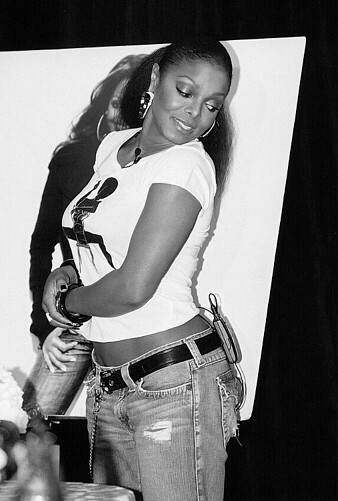
Janet Jackson

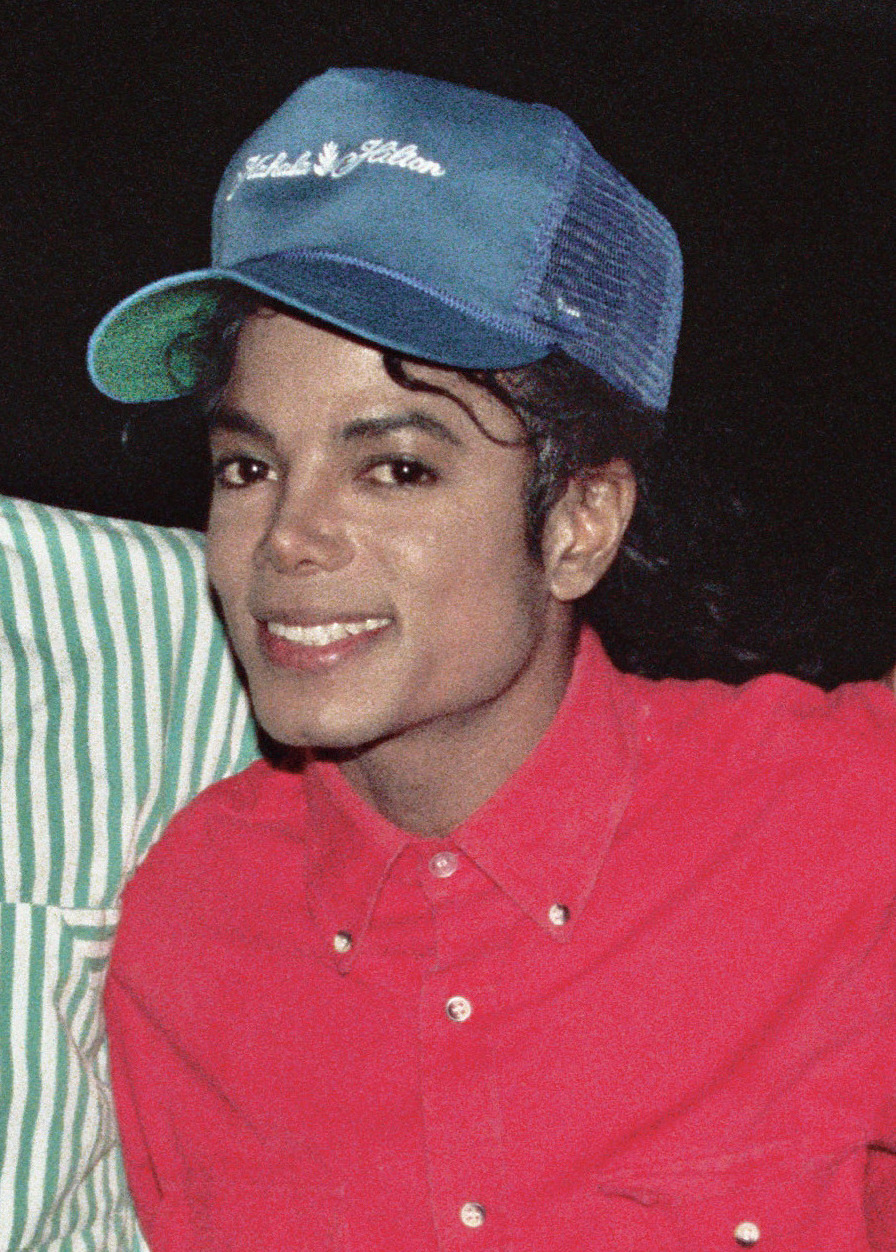
Michael Jackson

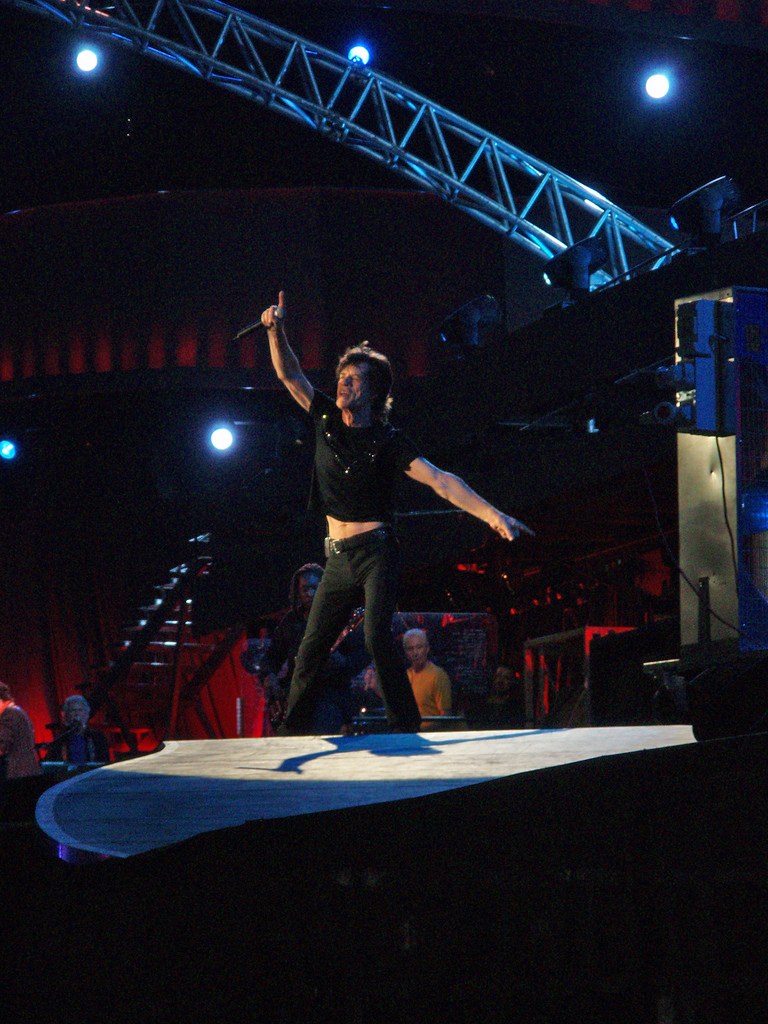
Mick Jagger

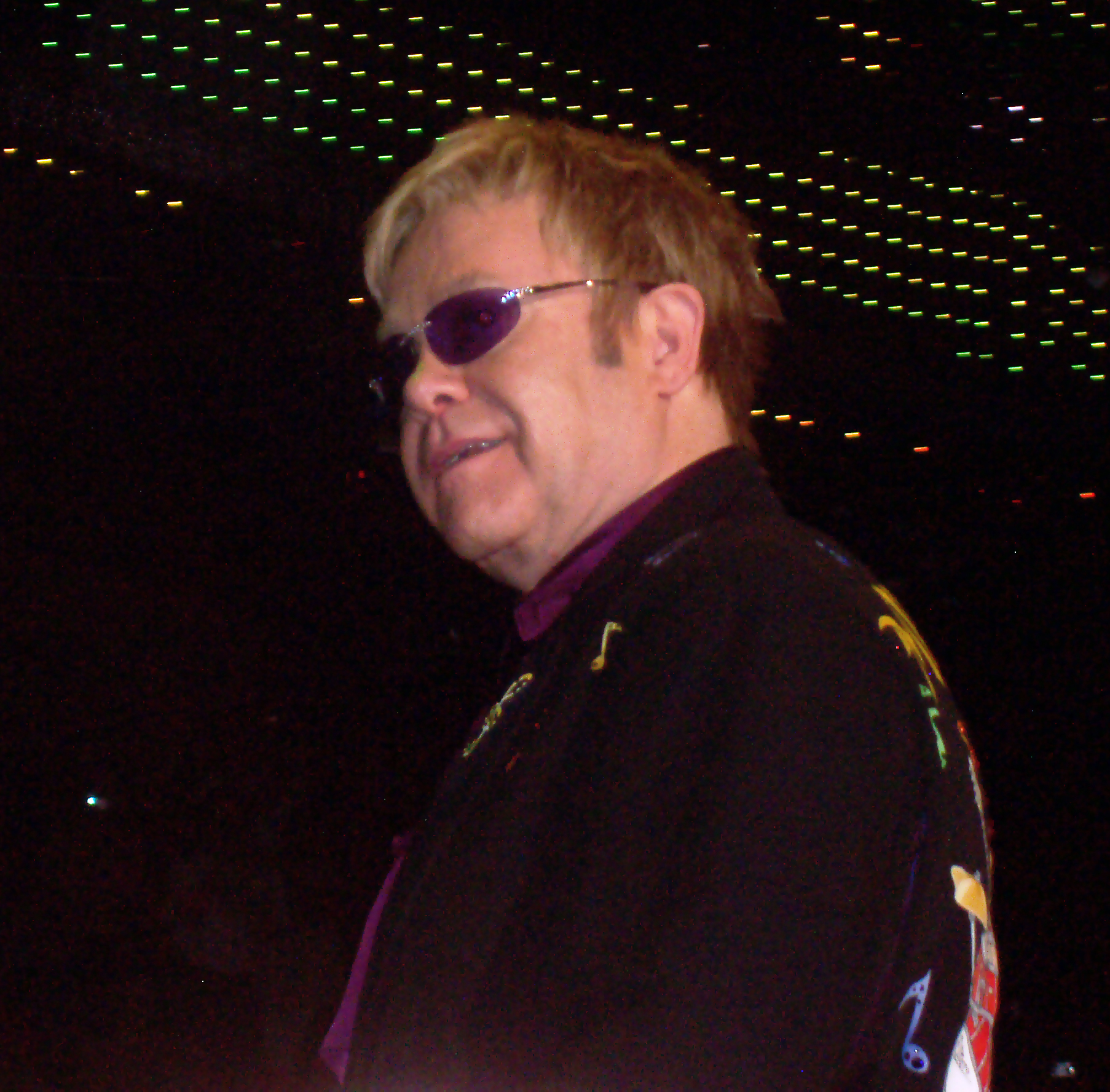
Elton John

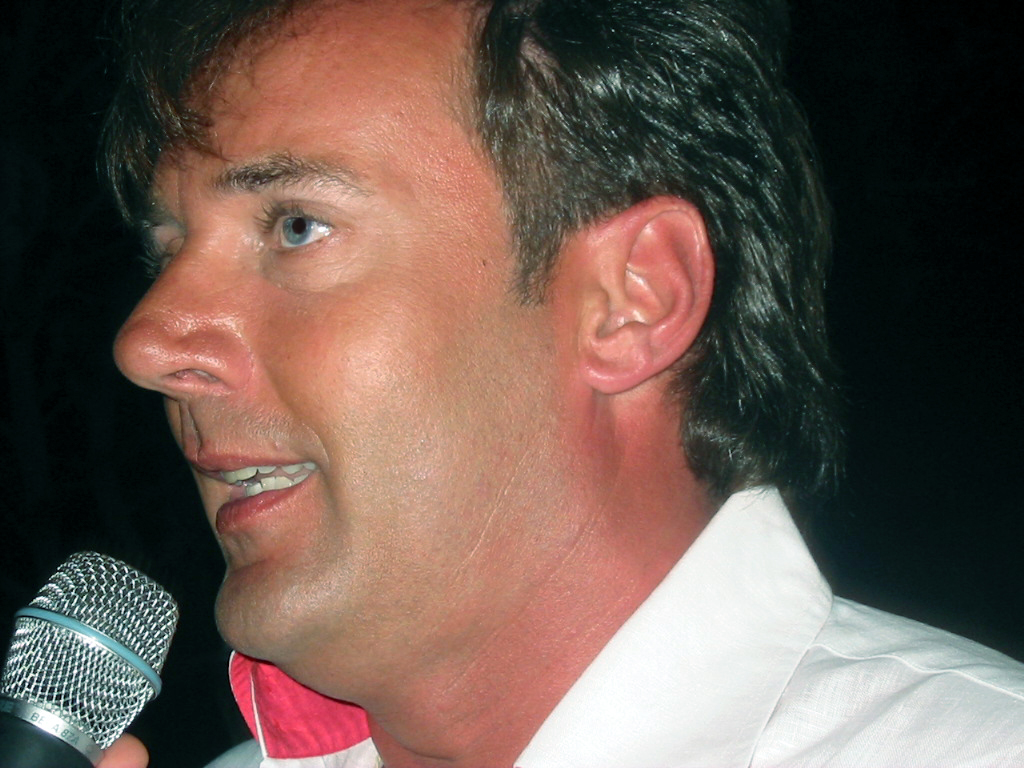
Gerard Joling

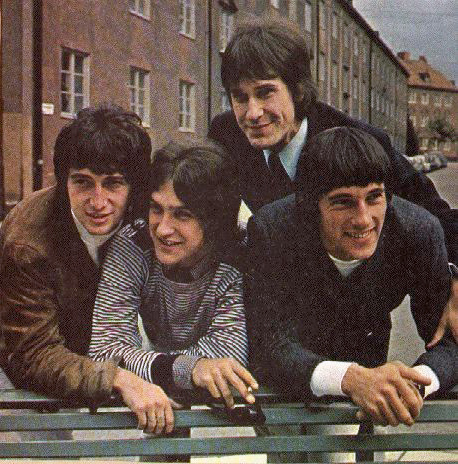
The Kinks

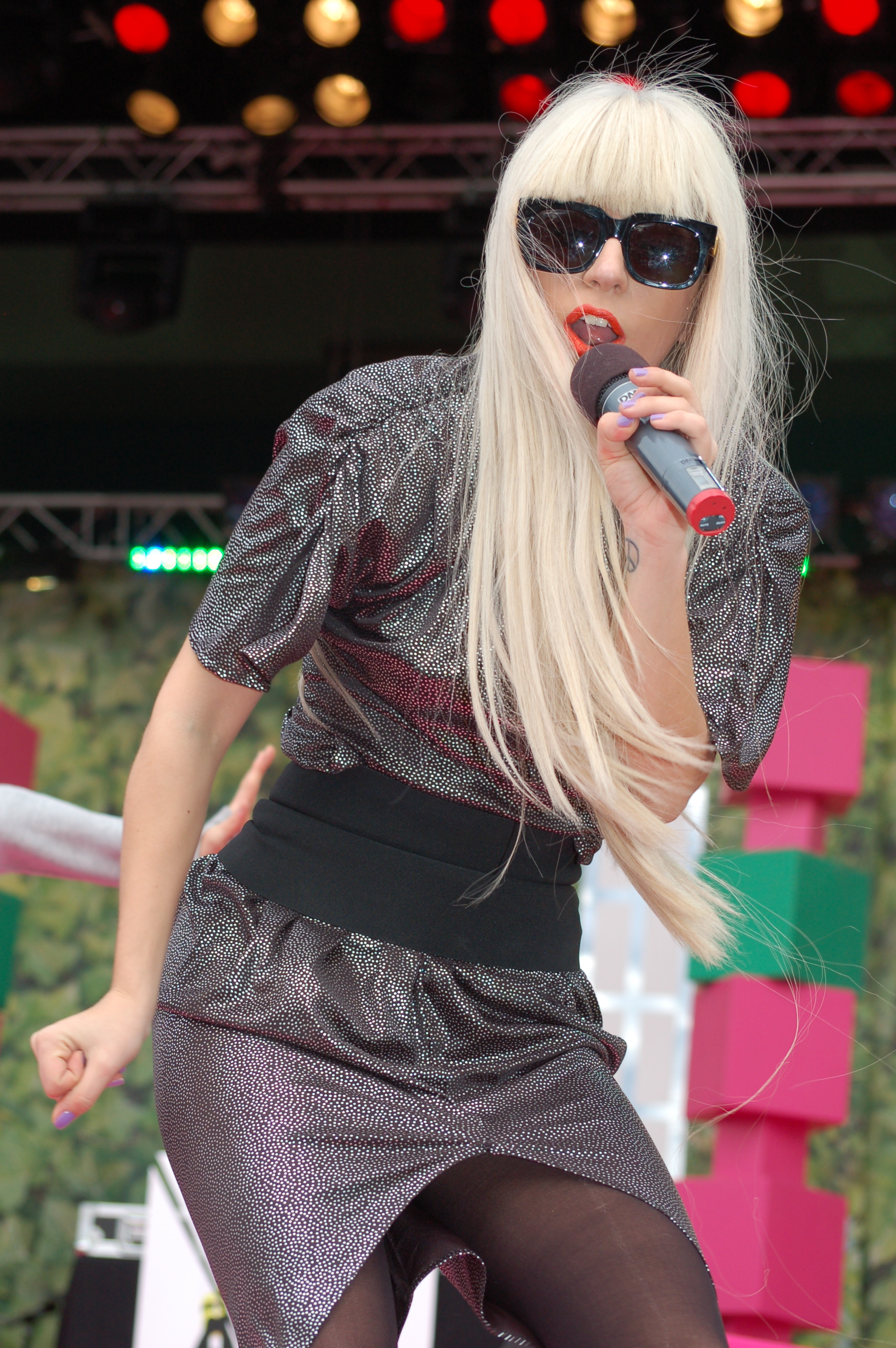
Lady Gaga

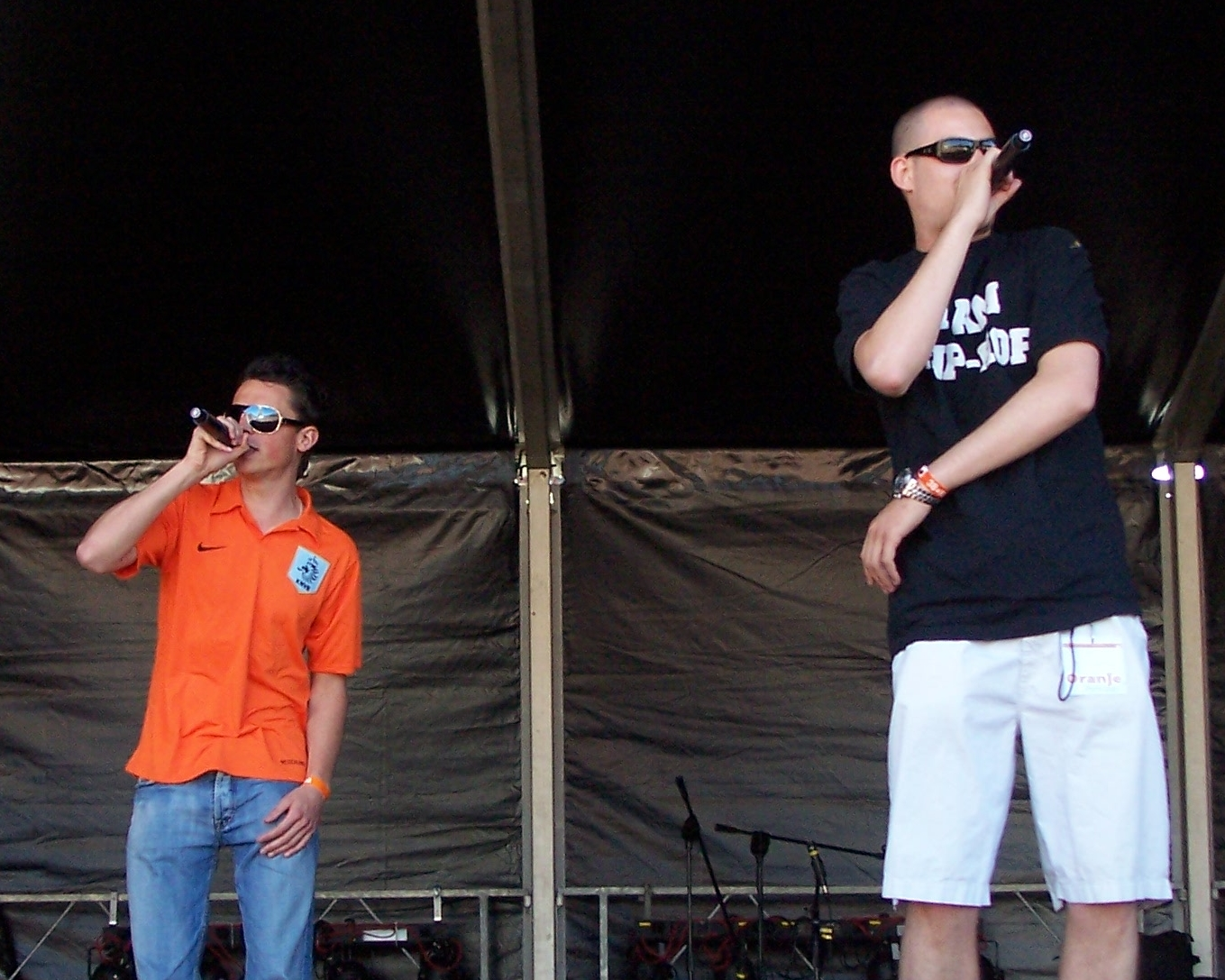
Lange Frans & Baas B

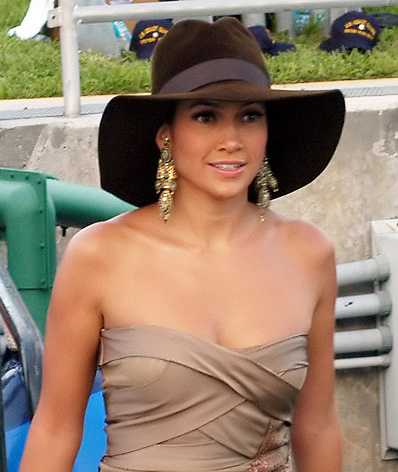
Jennifer Lopez

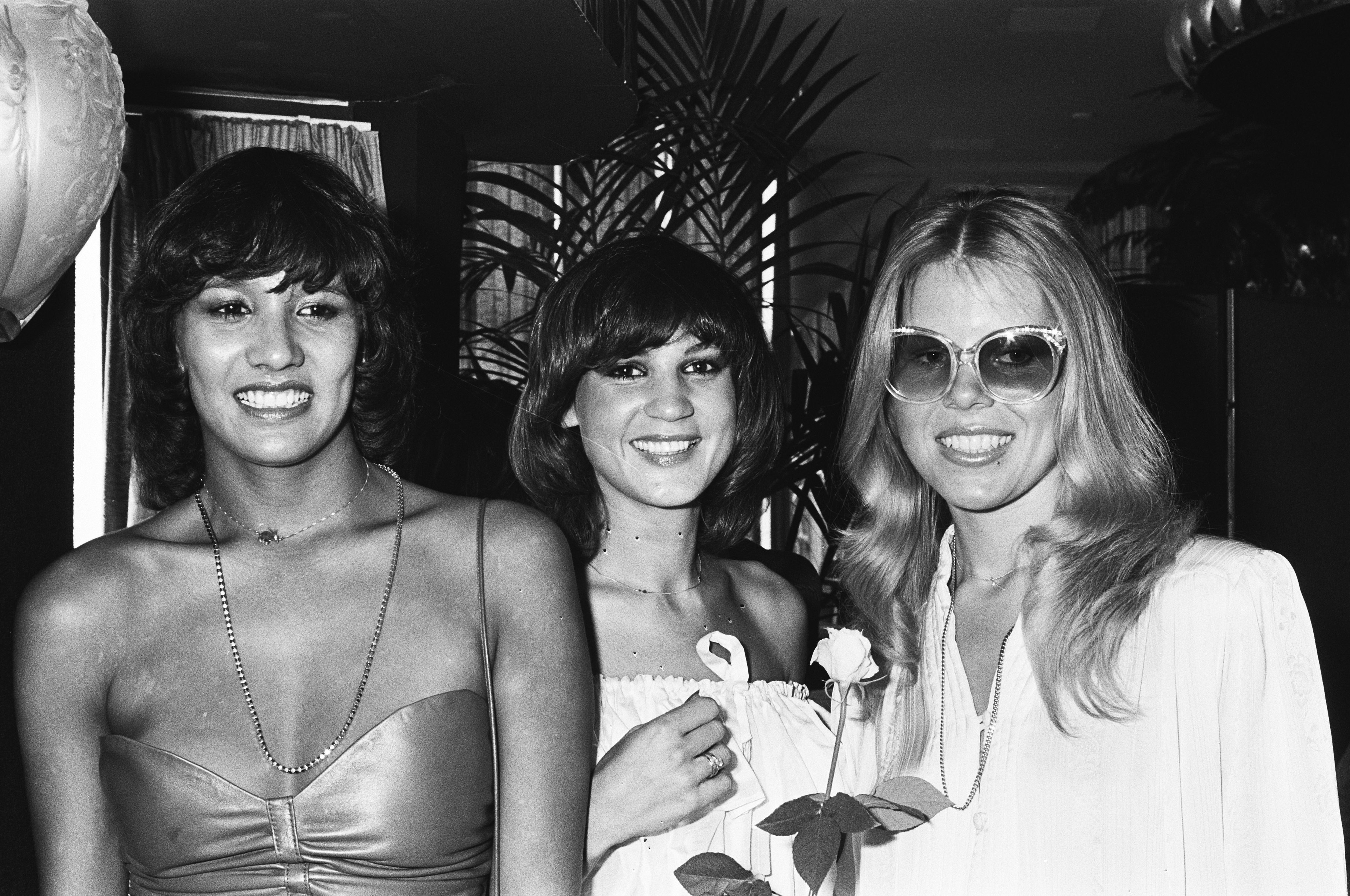
Luv'

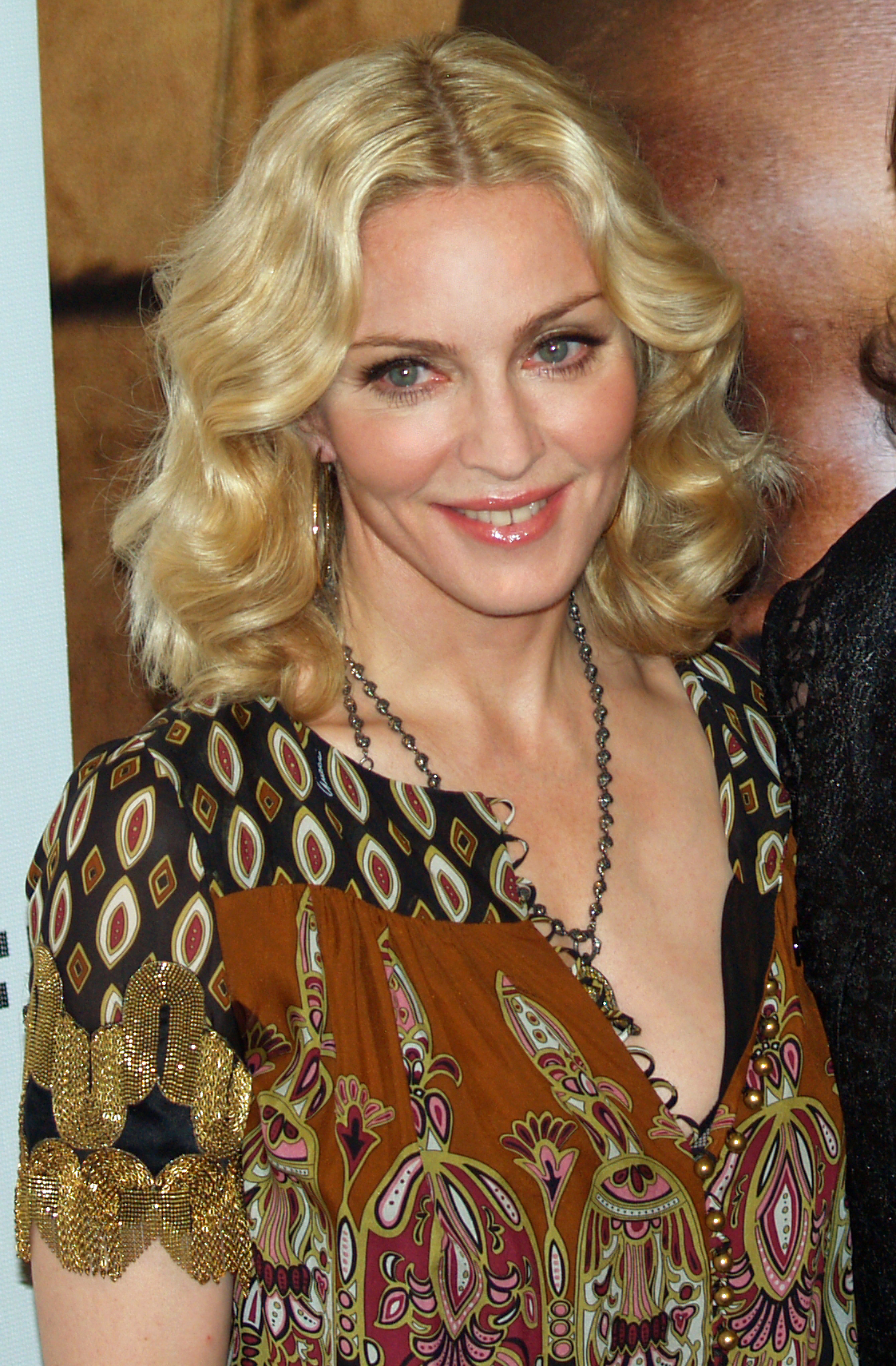
Madonna

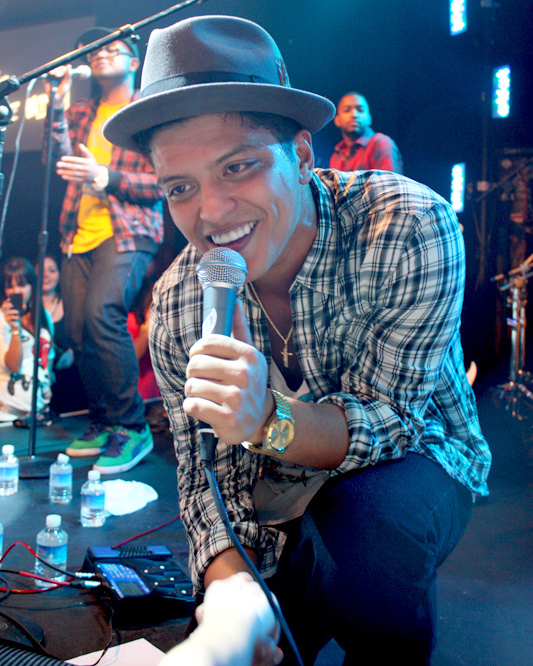
Bruno Mars

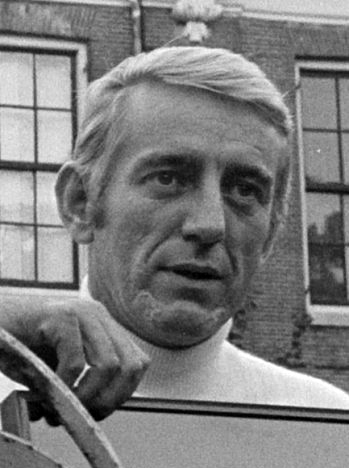
Rod McKuen

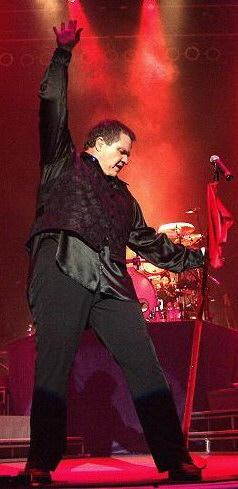
Meat Loaf

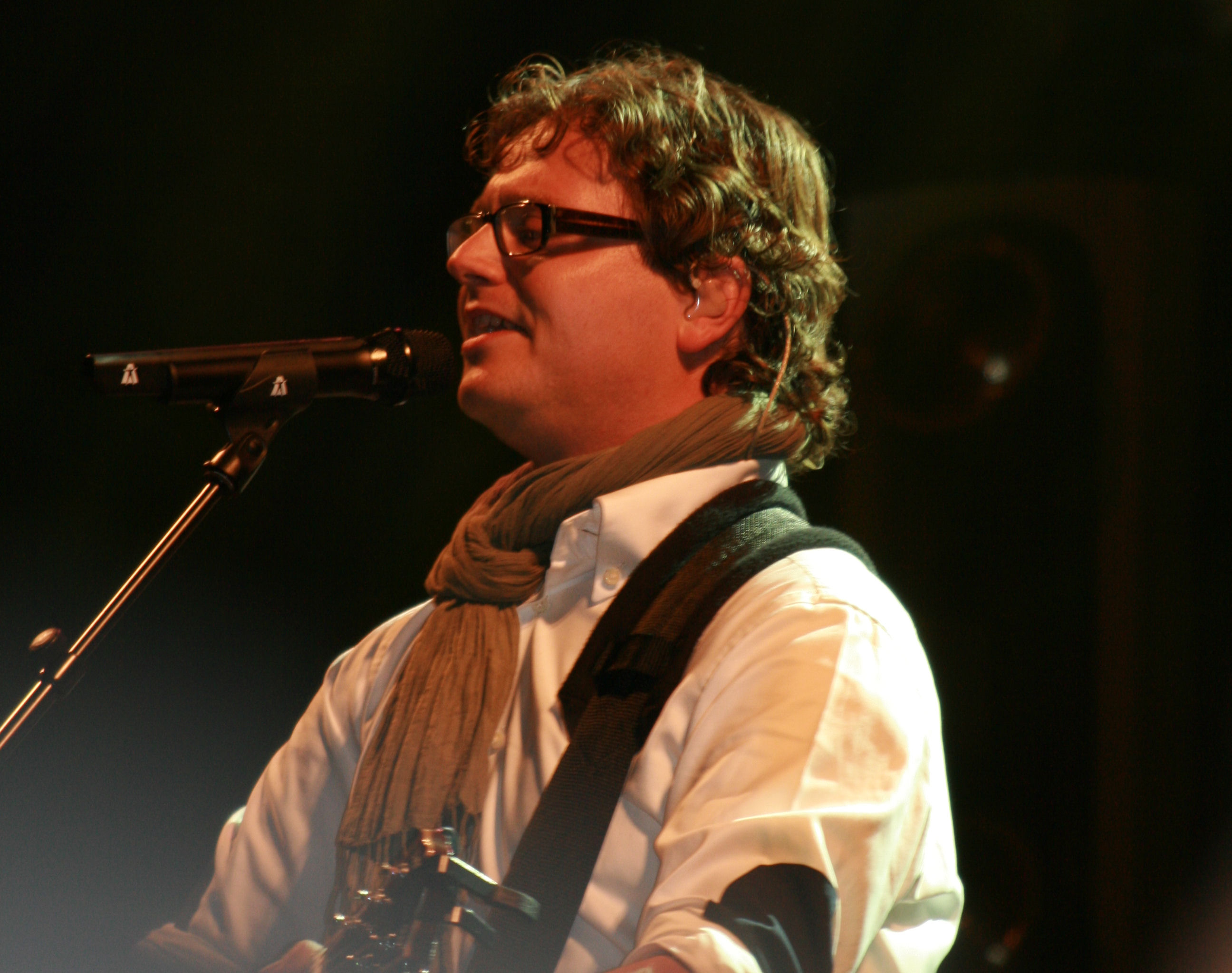
Guus Meeuwis

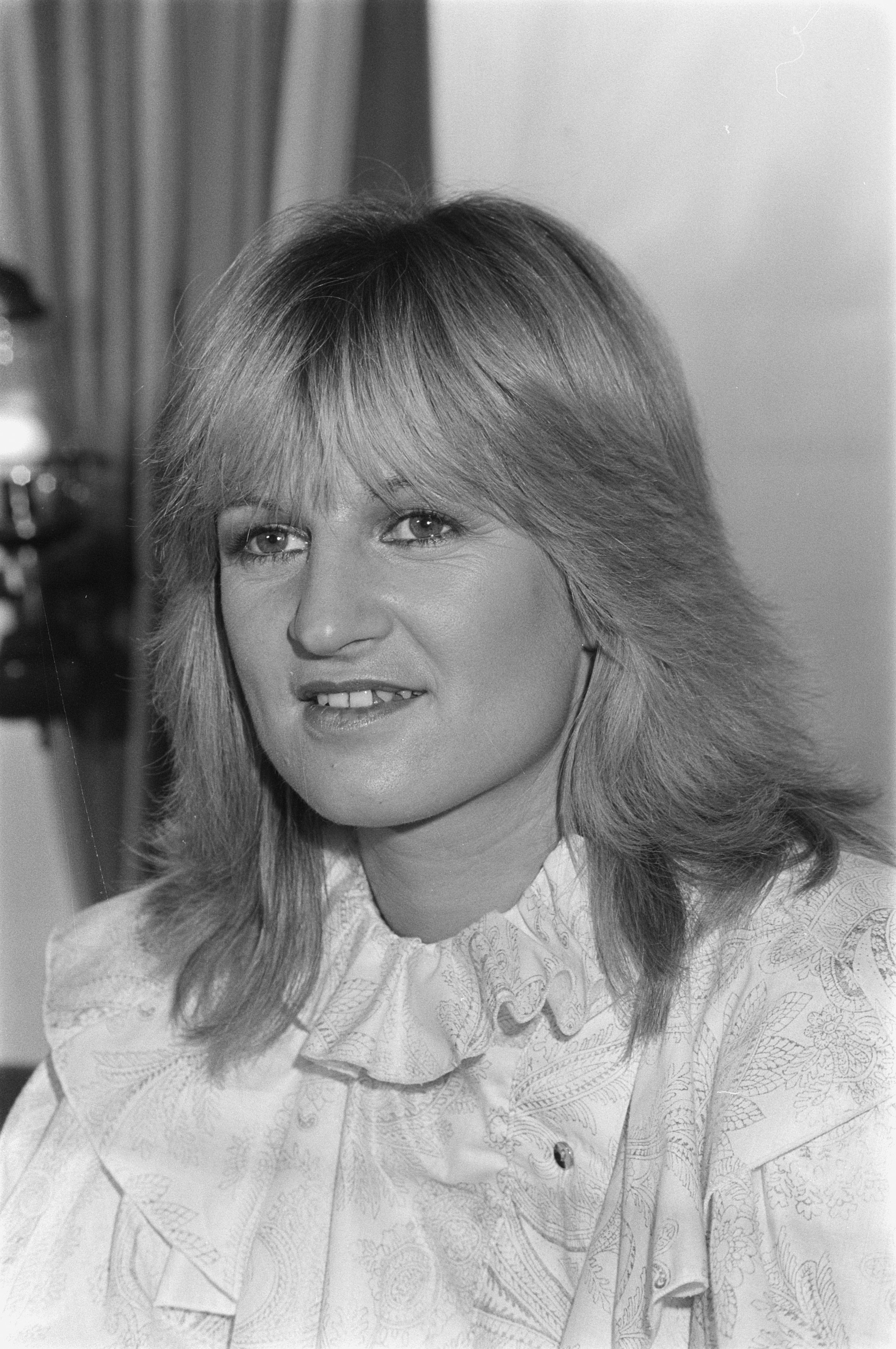
Anita Meyer

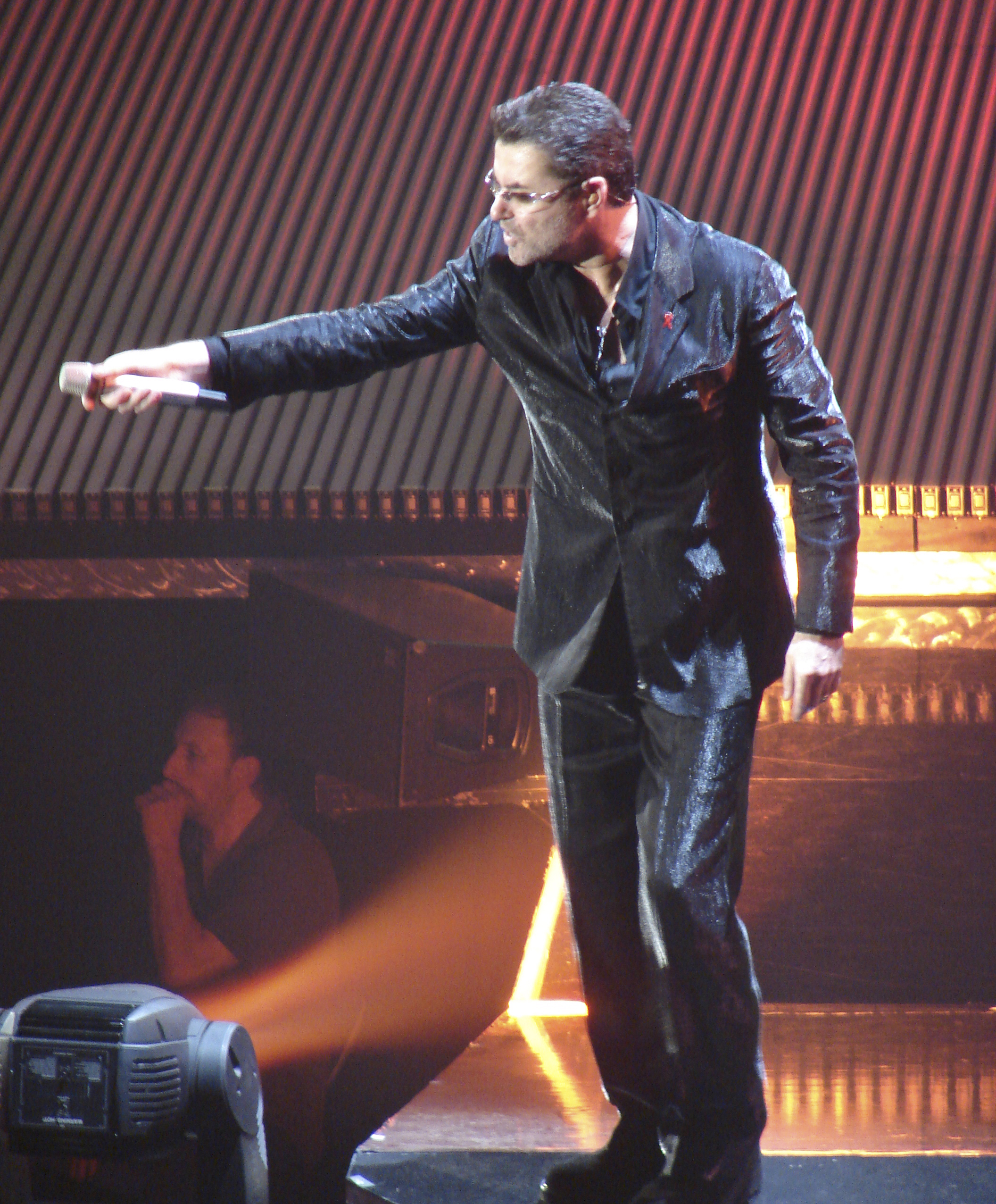
George Michael

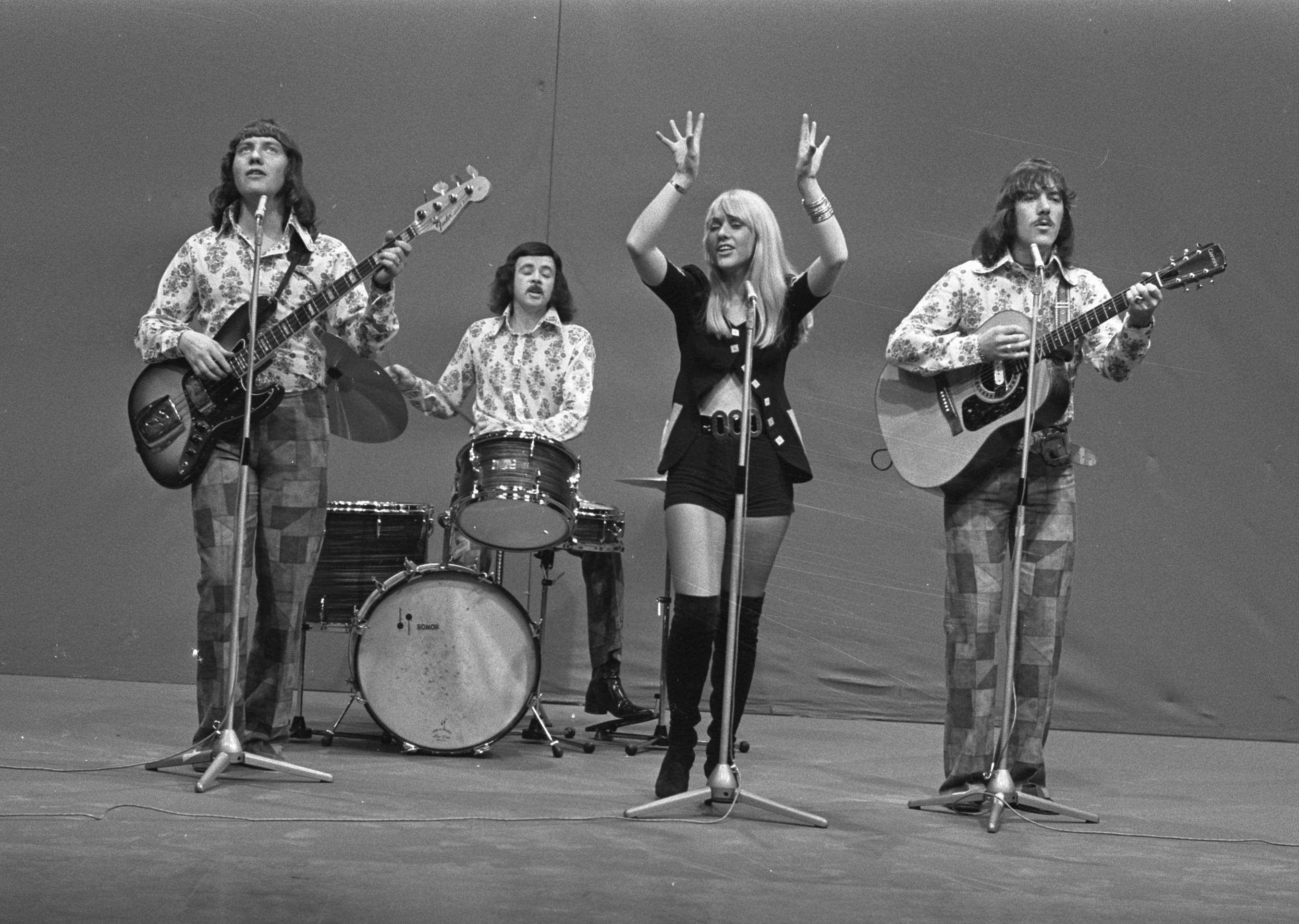
Middle Of The Road

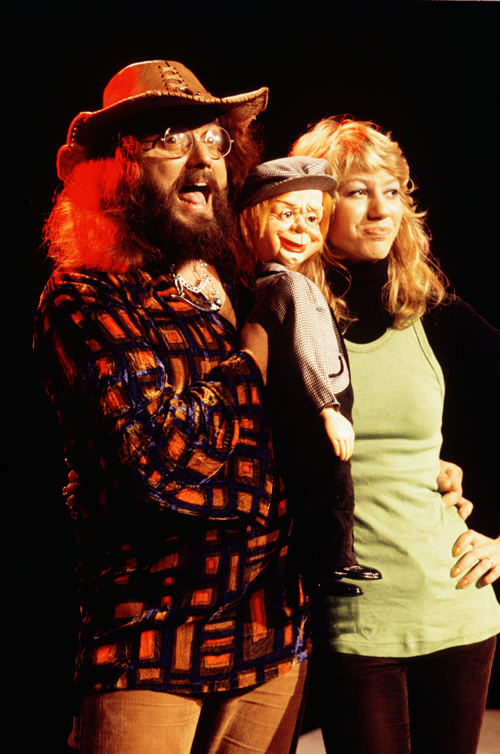
Mouth & MacNeal

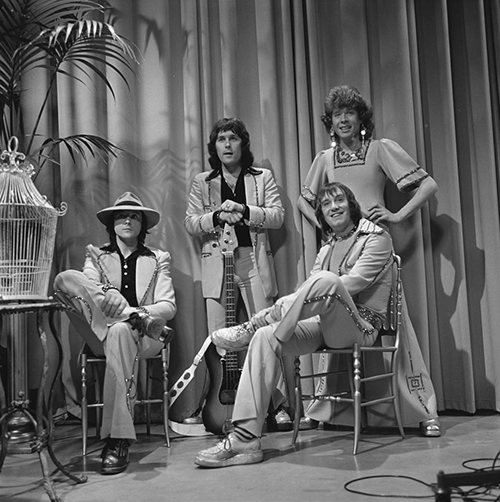
Mud

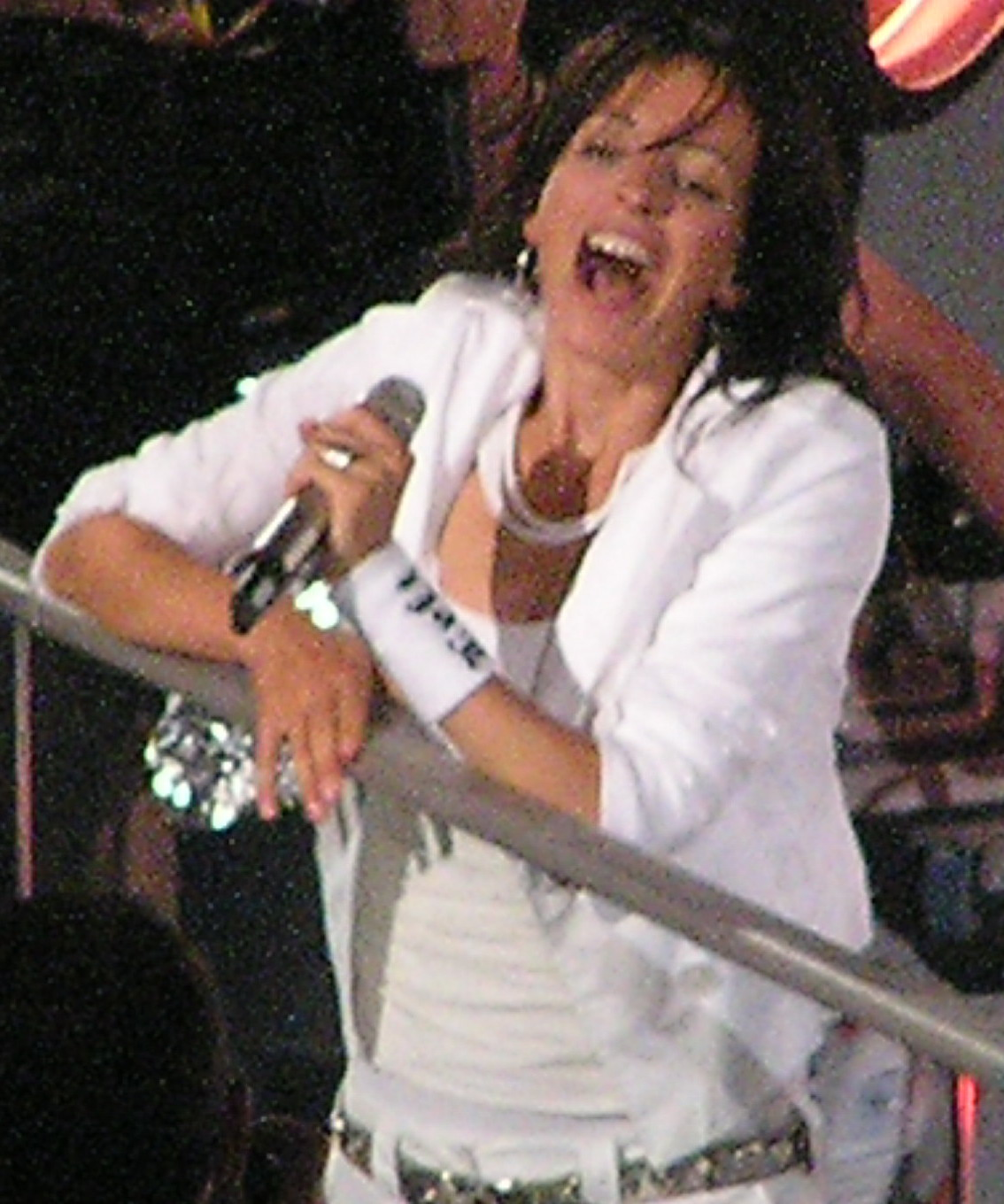
Nena

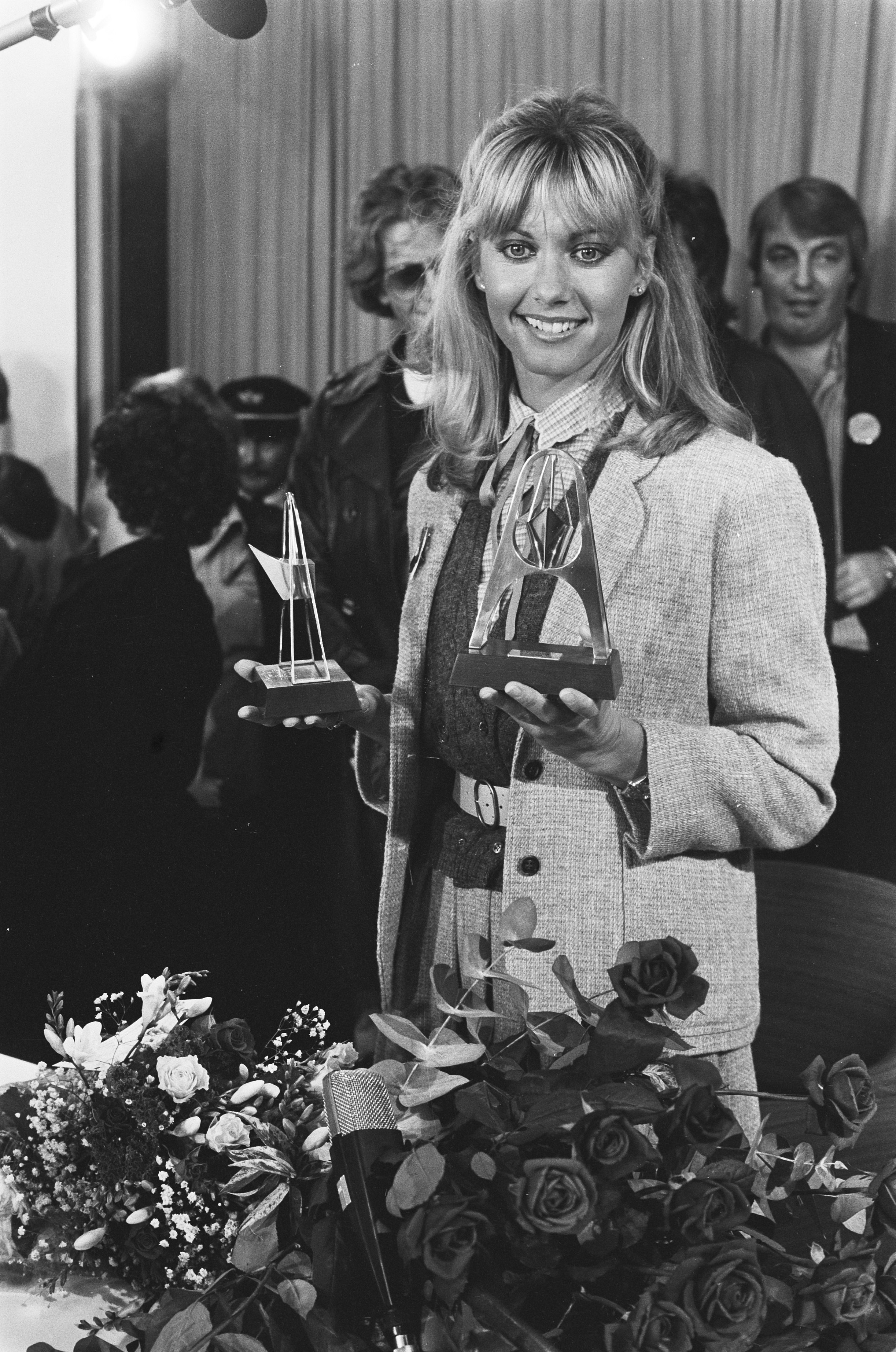
Olivia Newton-John

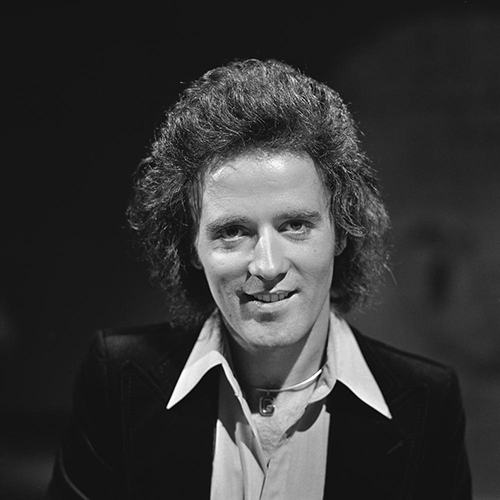
Gilbert O'Sullivan

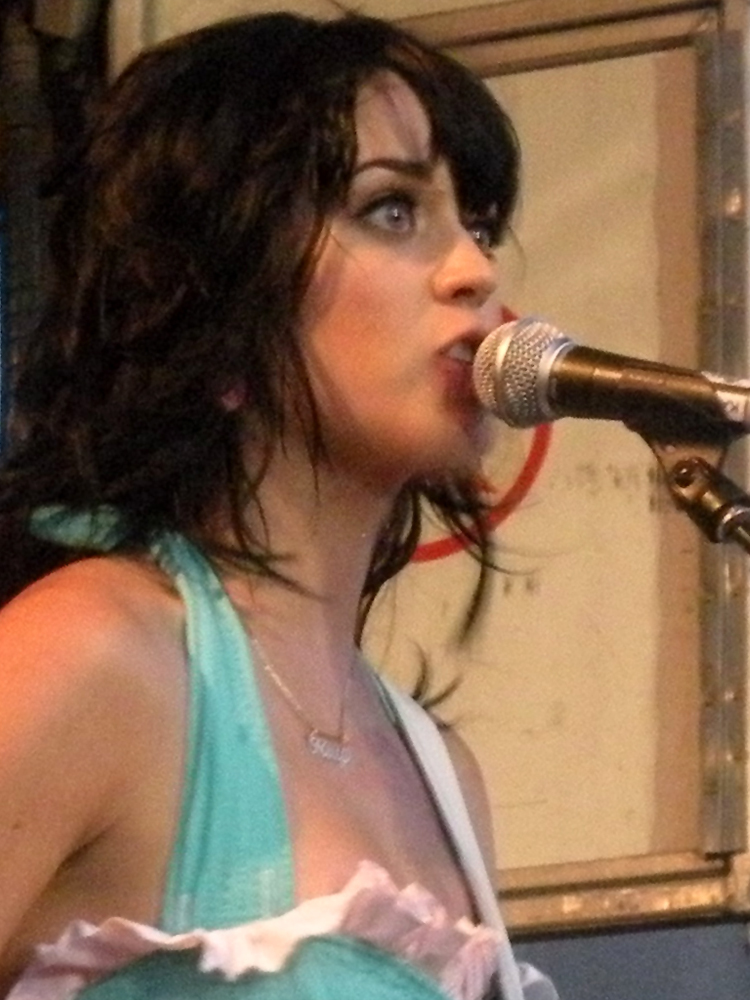
Katy Perry

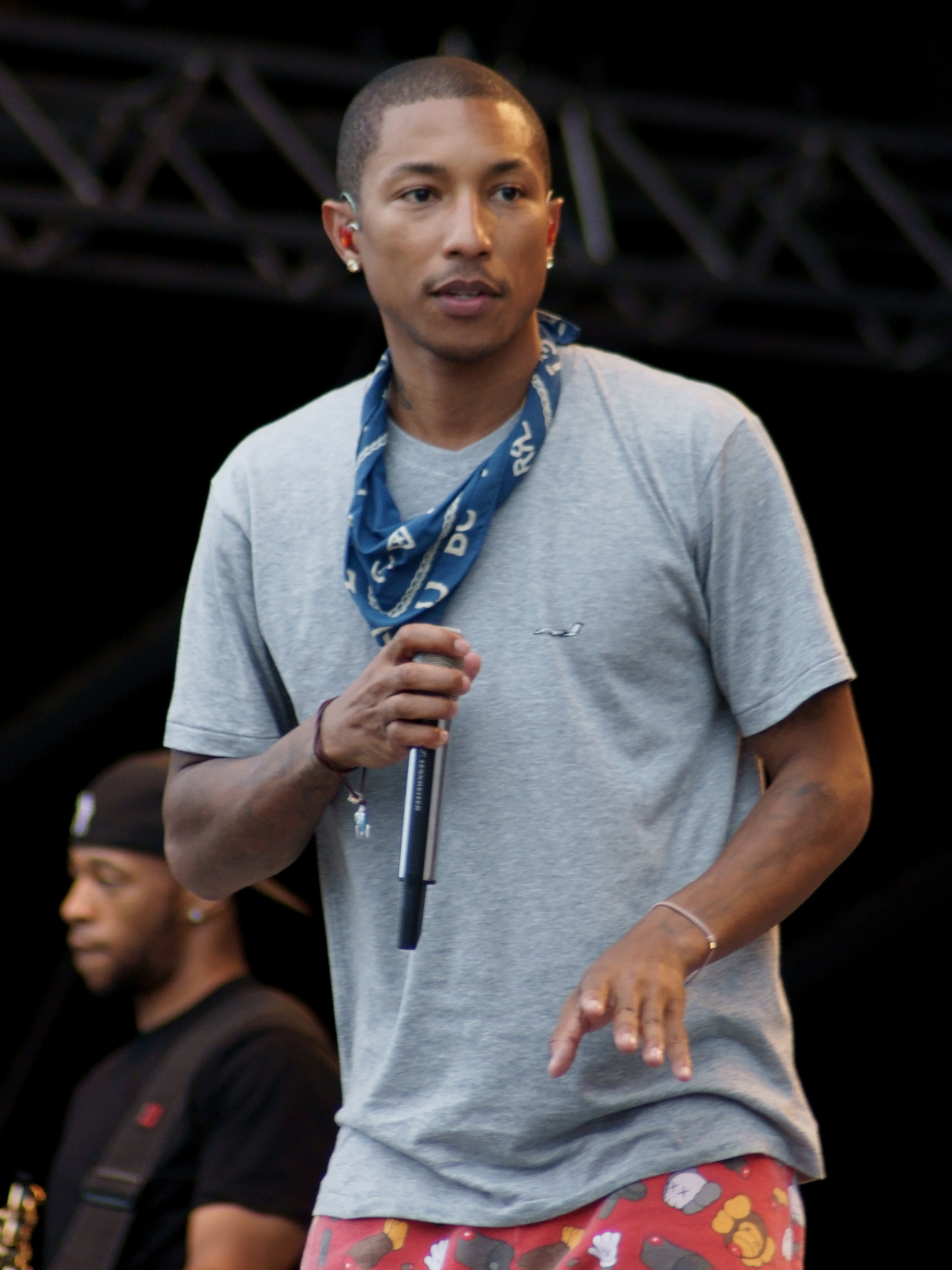
Pharrell

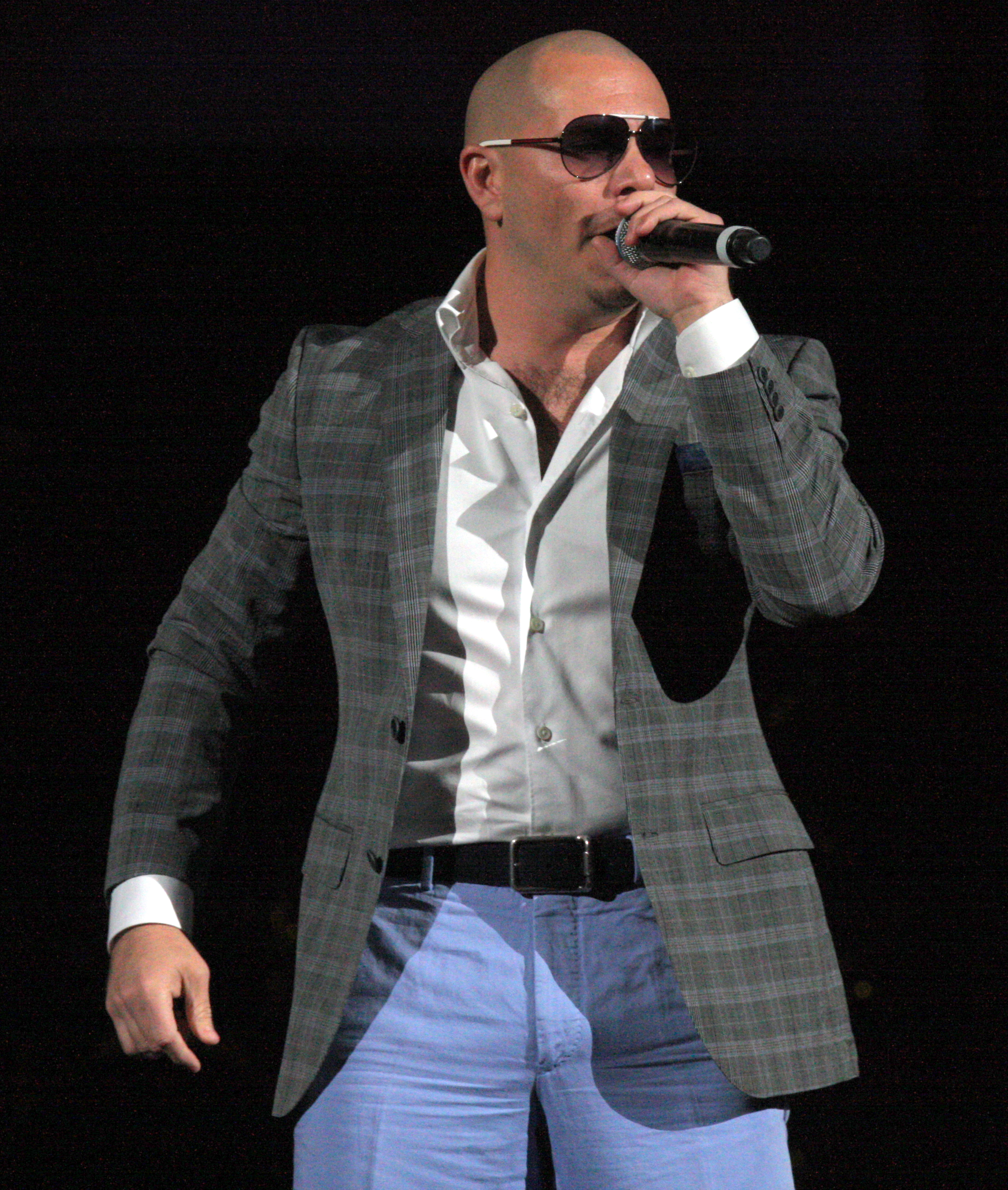
Pitbull

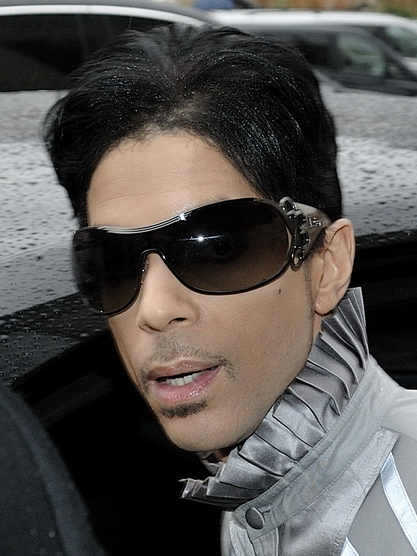
Prince

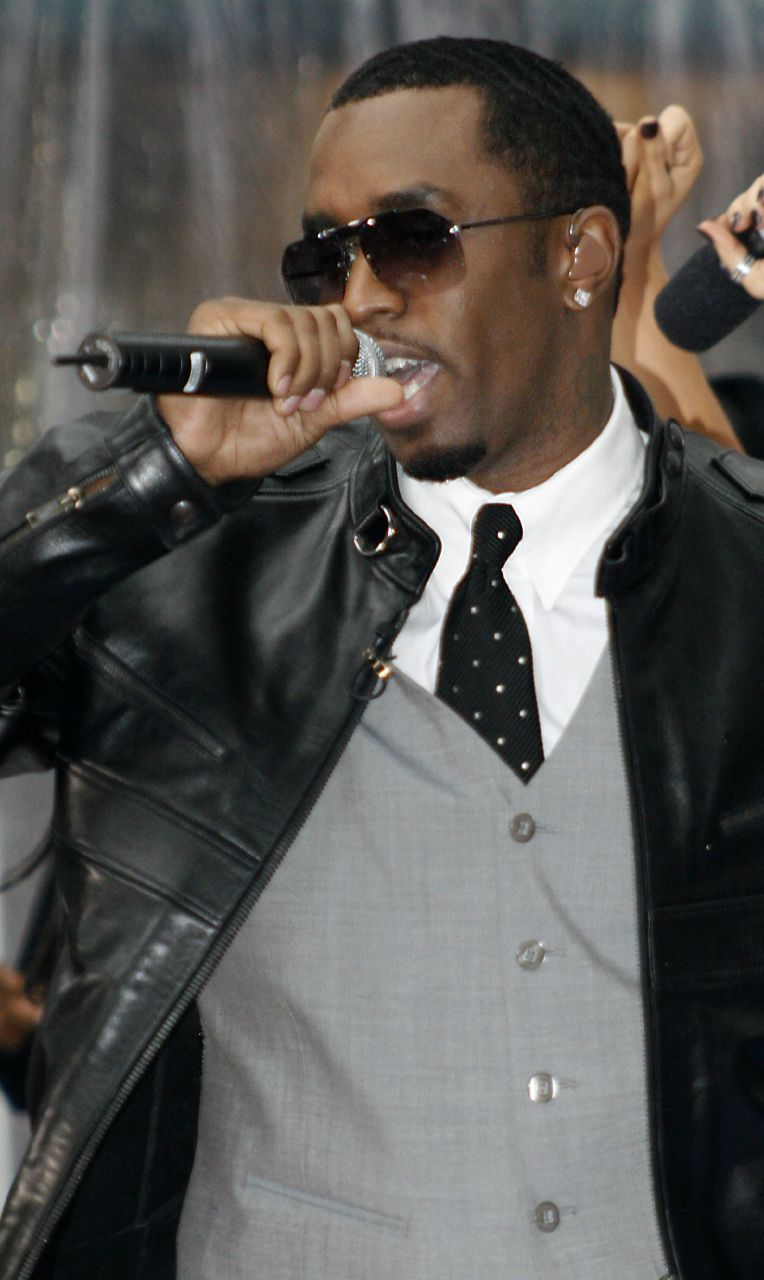
Puff Daddy

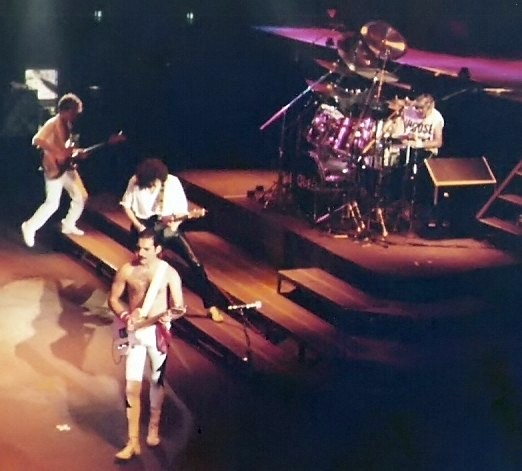
Queen

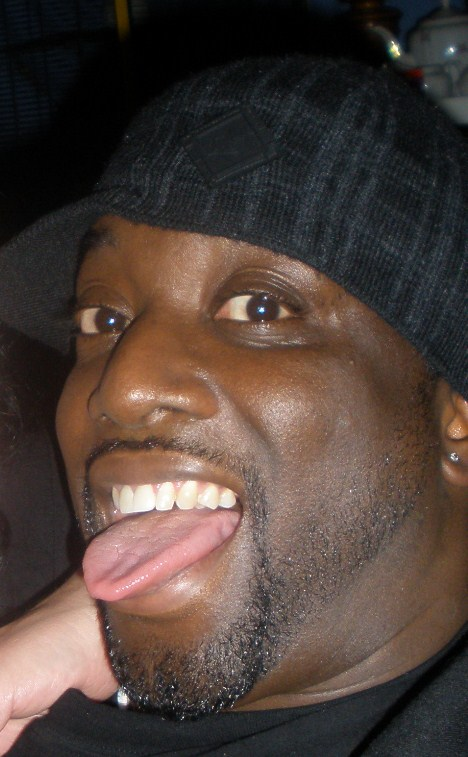
Def Rhymz

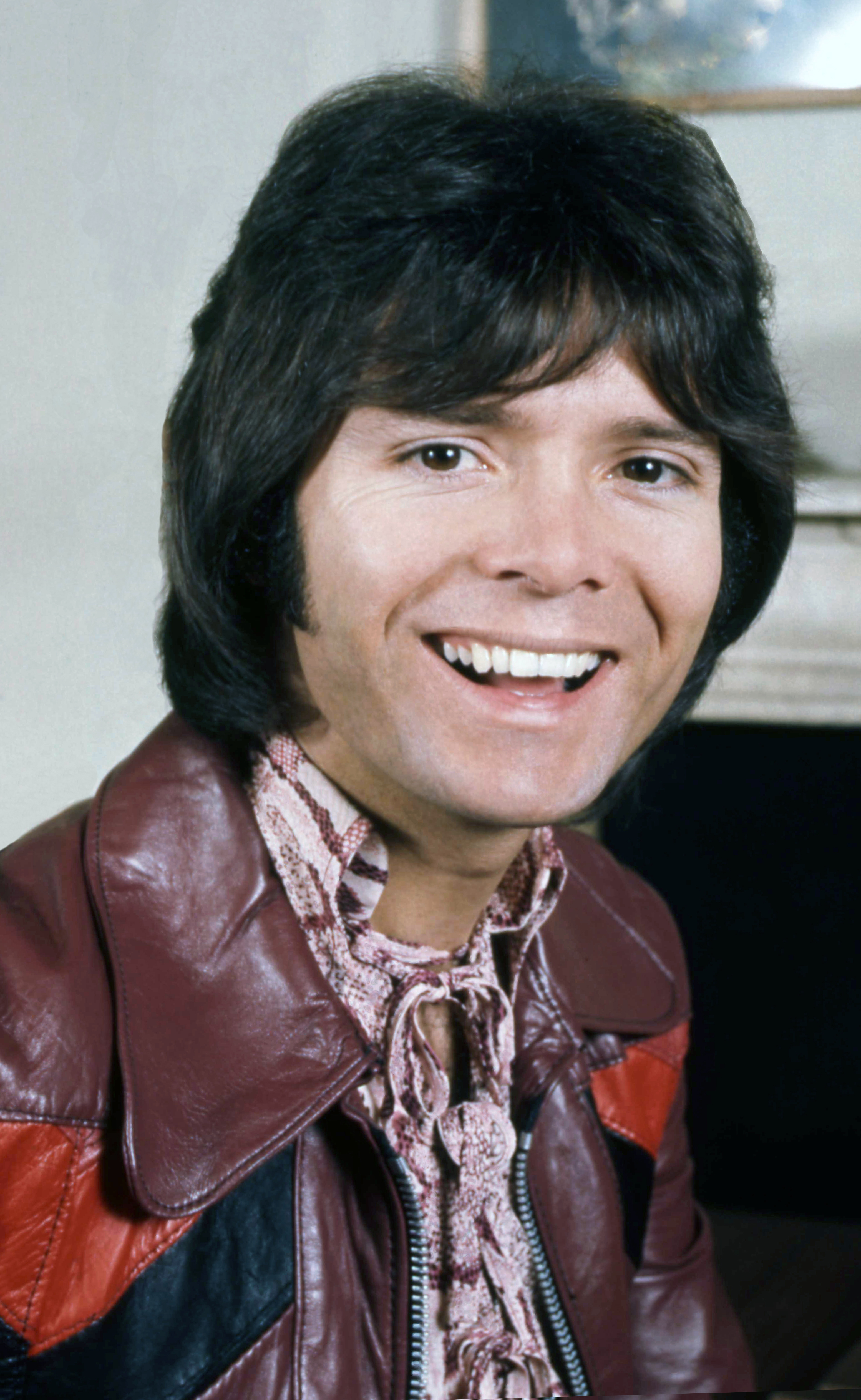
Cliff Richard

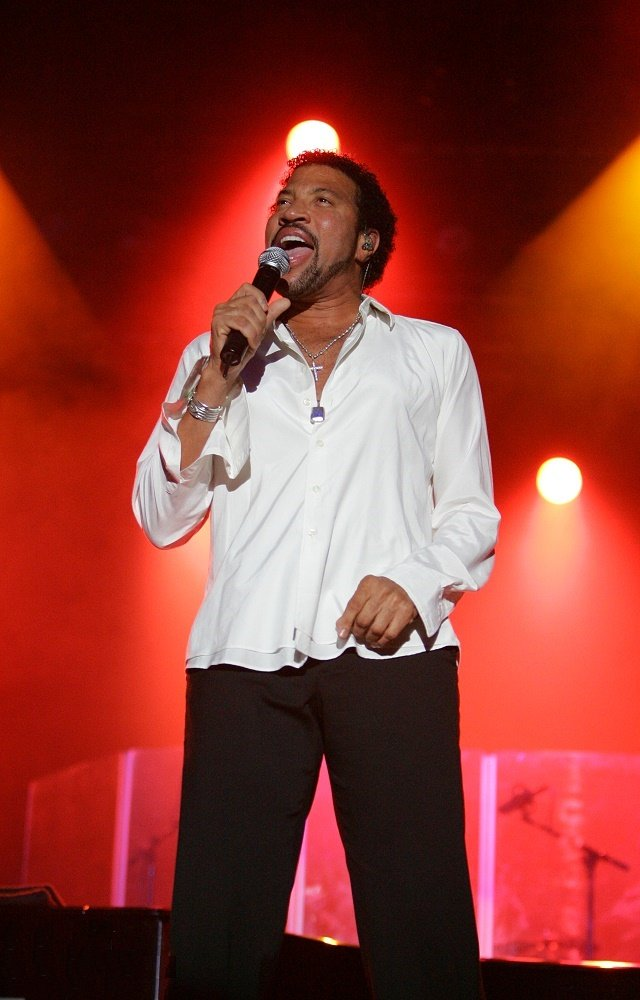
Lionel Richie

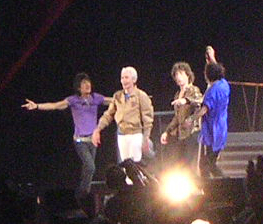
The Rolling Stones

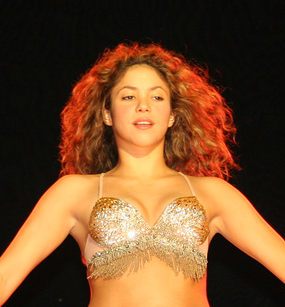
Shakira

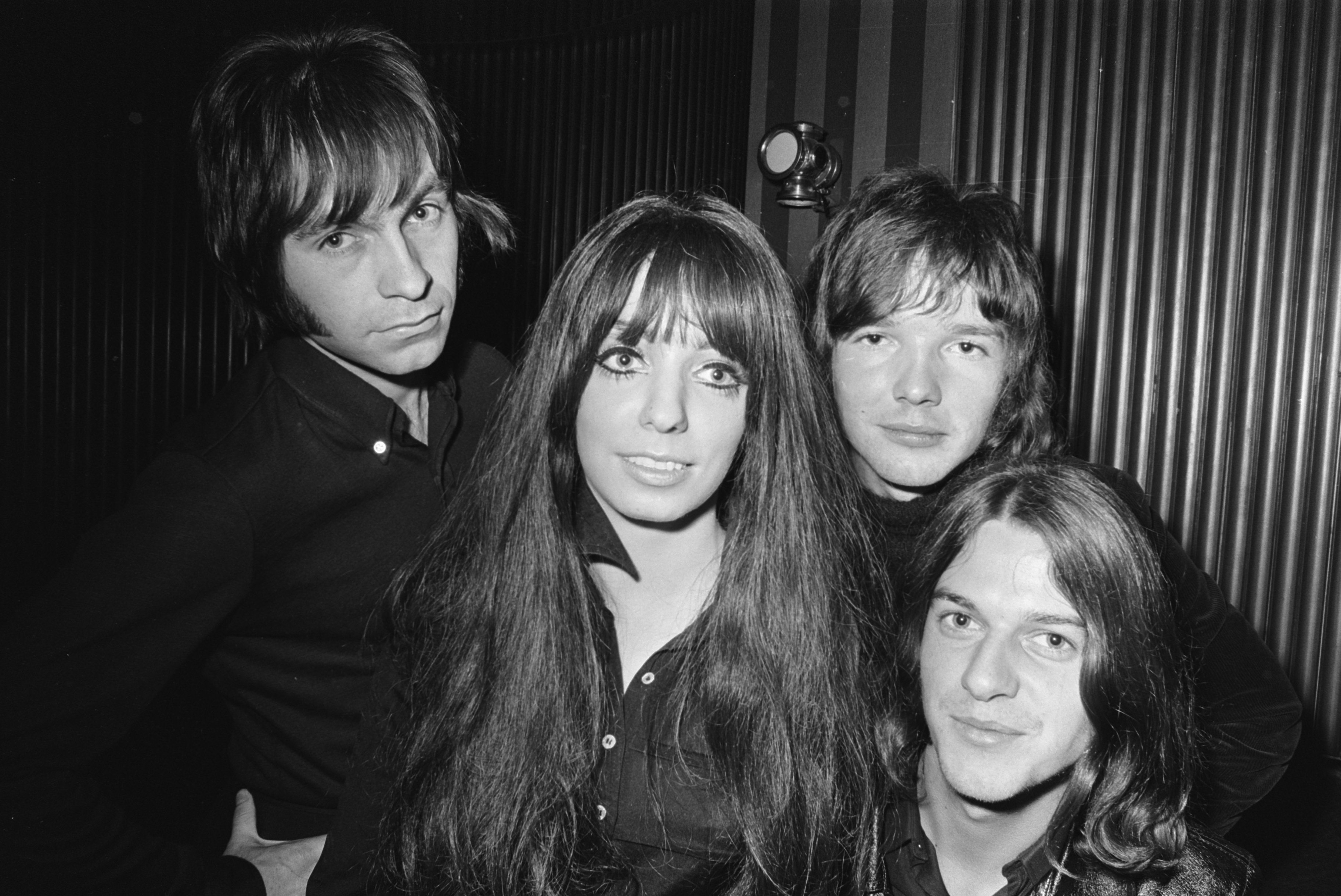
Shocking Blue

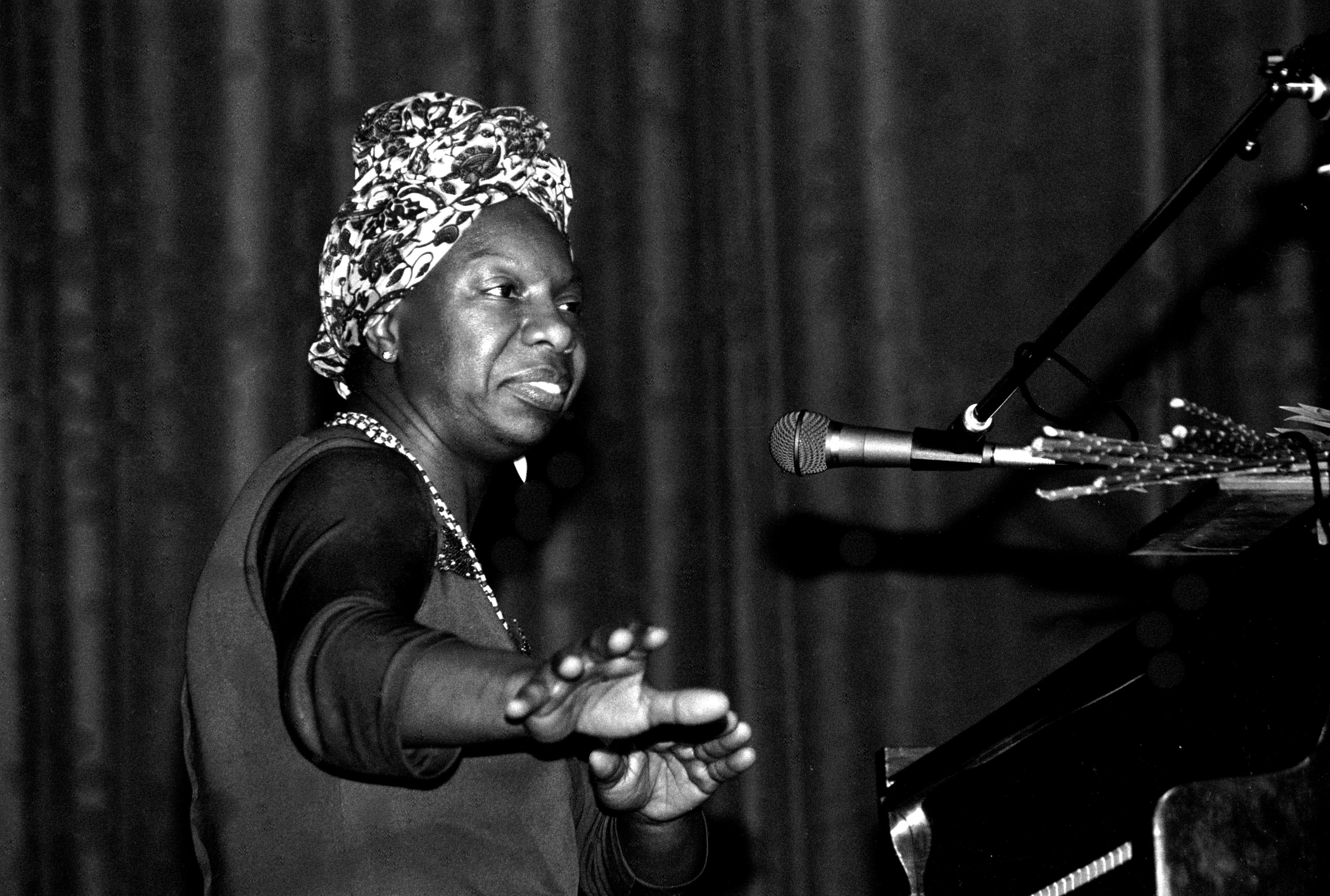
Nina Simone

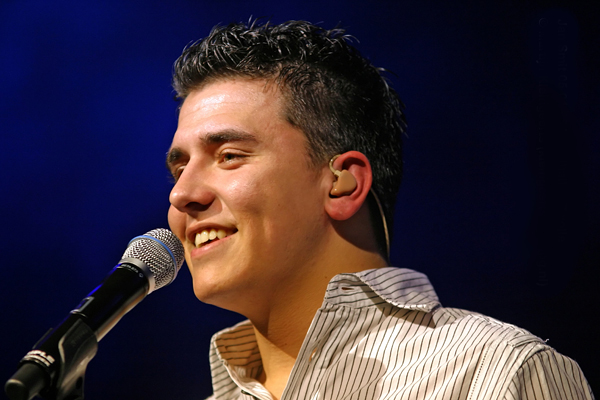
Jan Smit

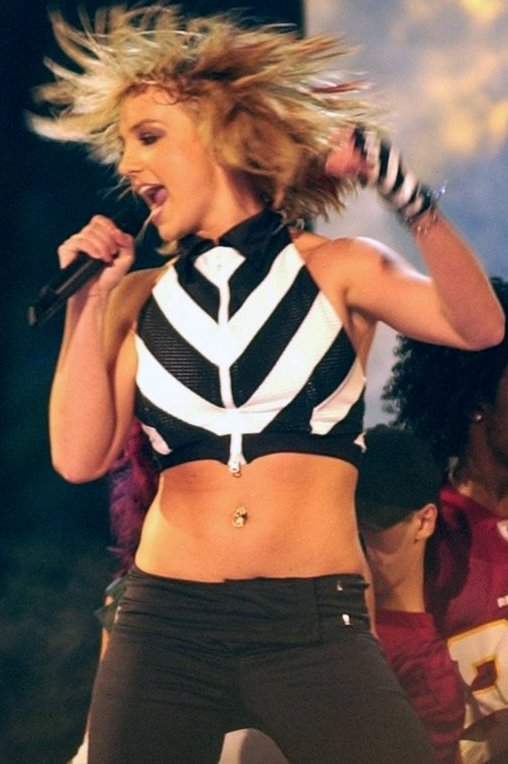
Britney Spears

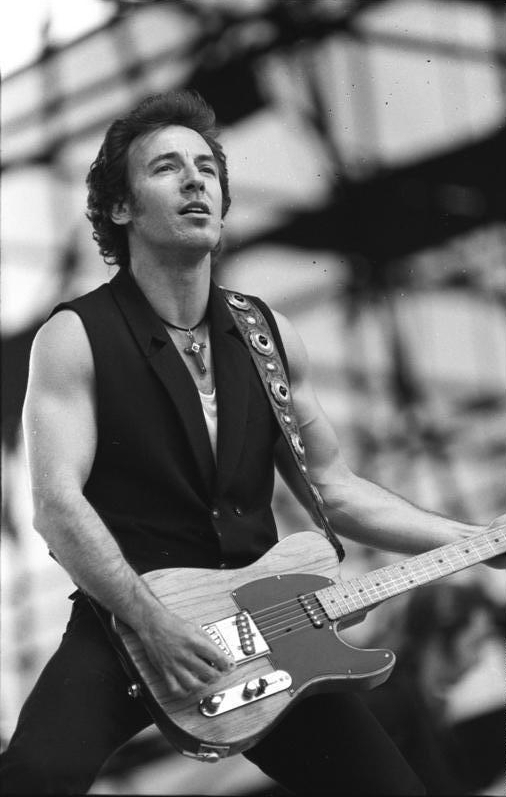
Bruce Springsteen

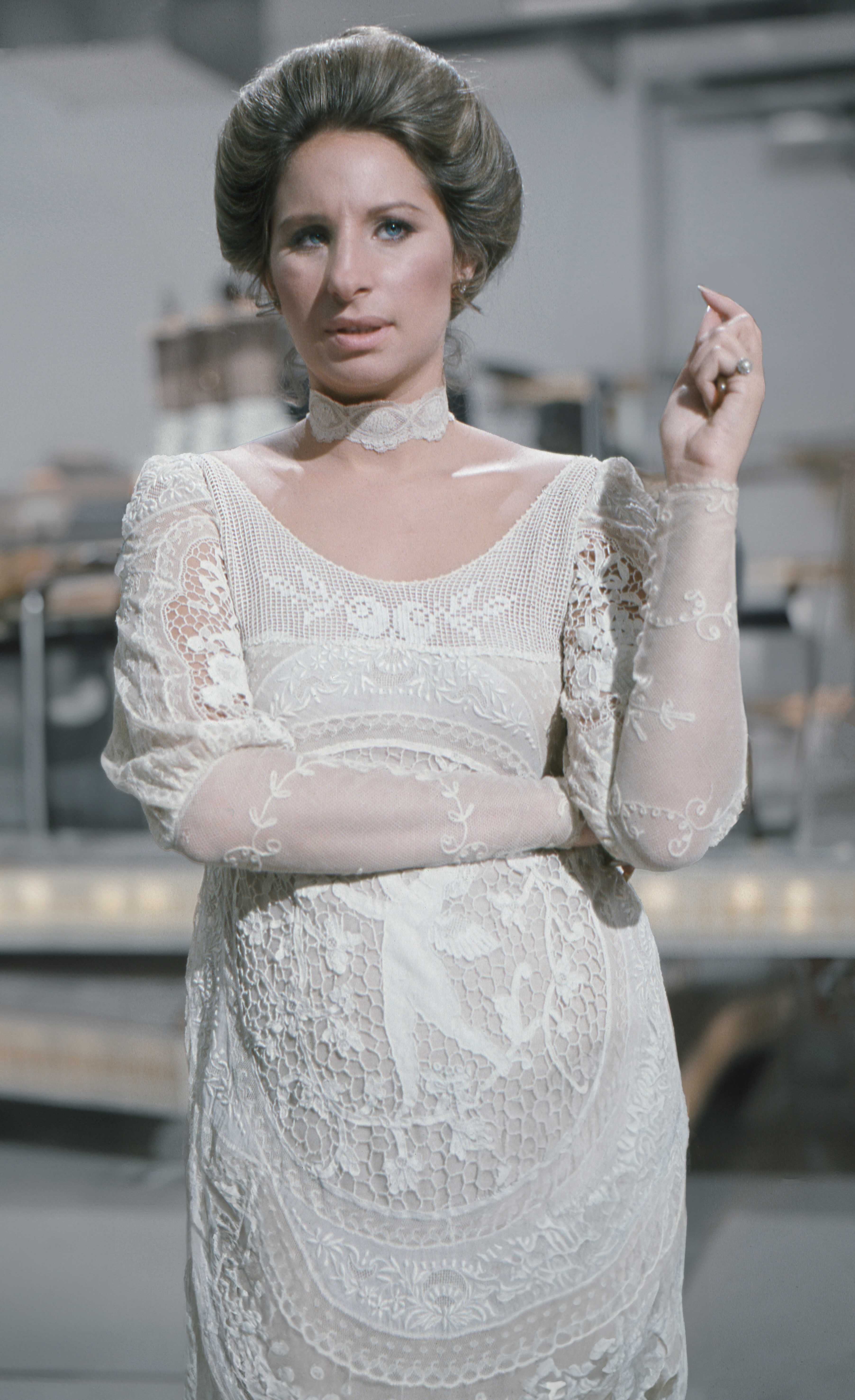
Barbra Streisand

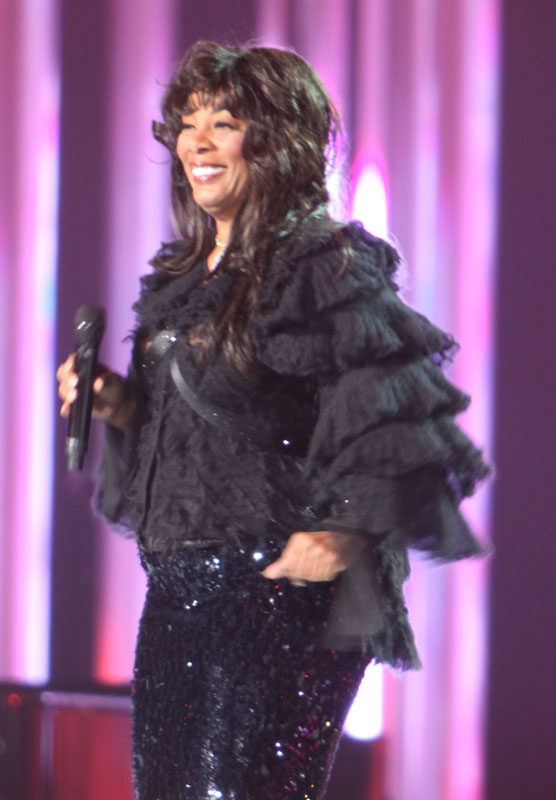
Donna Summer

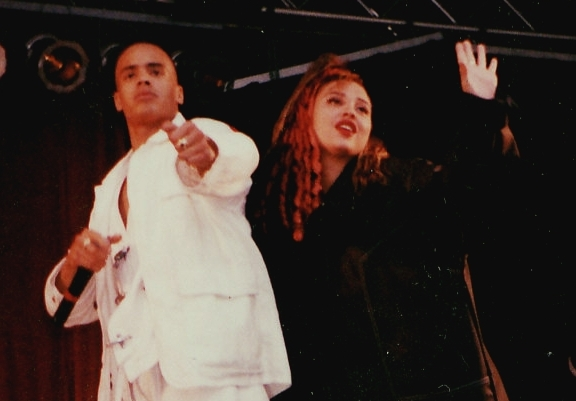
2 Unlimited

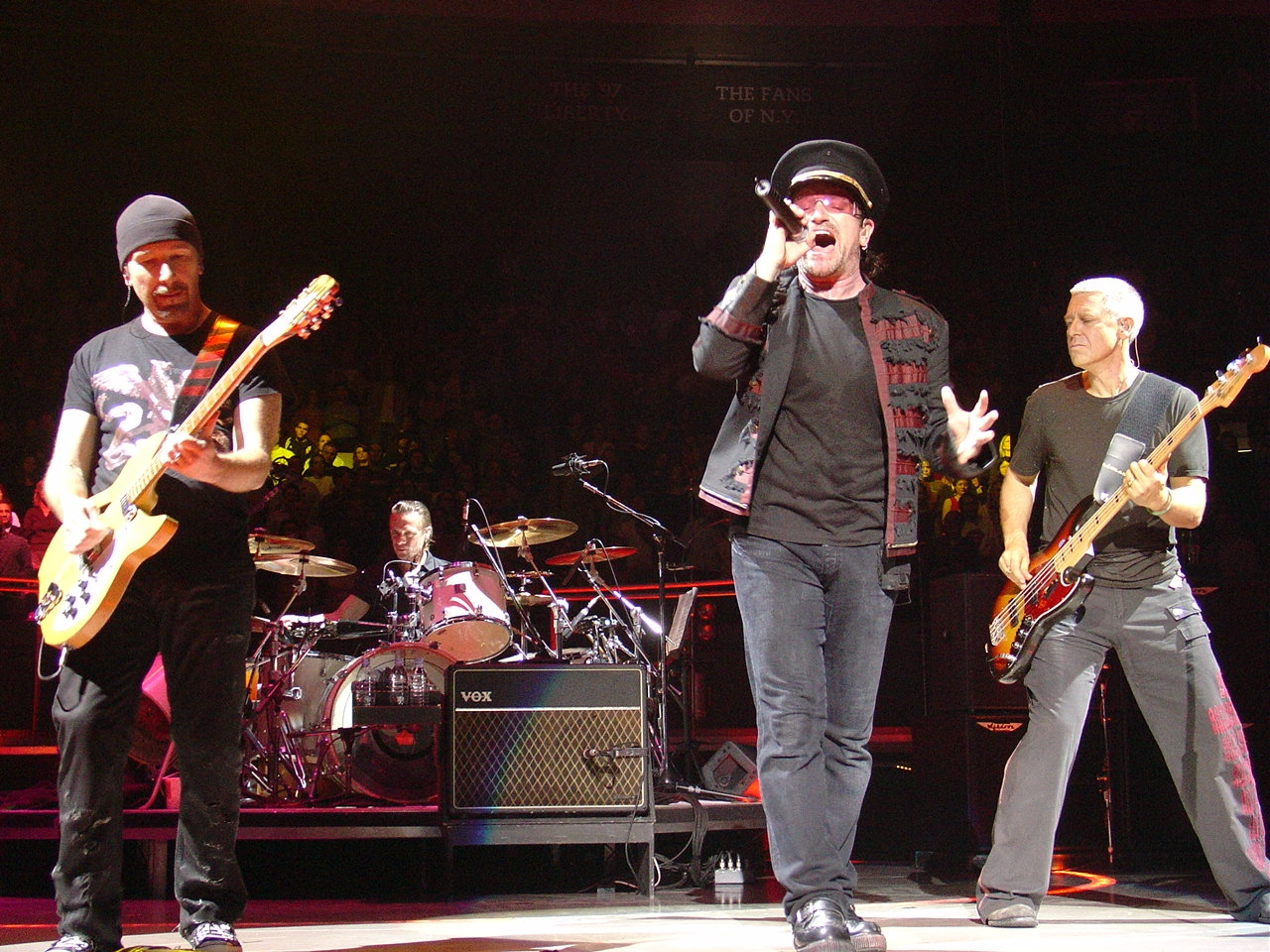
U2

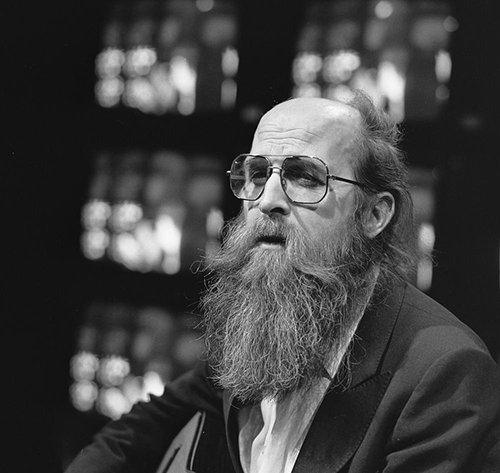
Vader Abraham

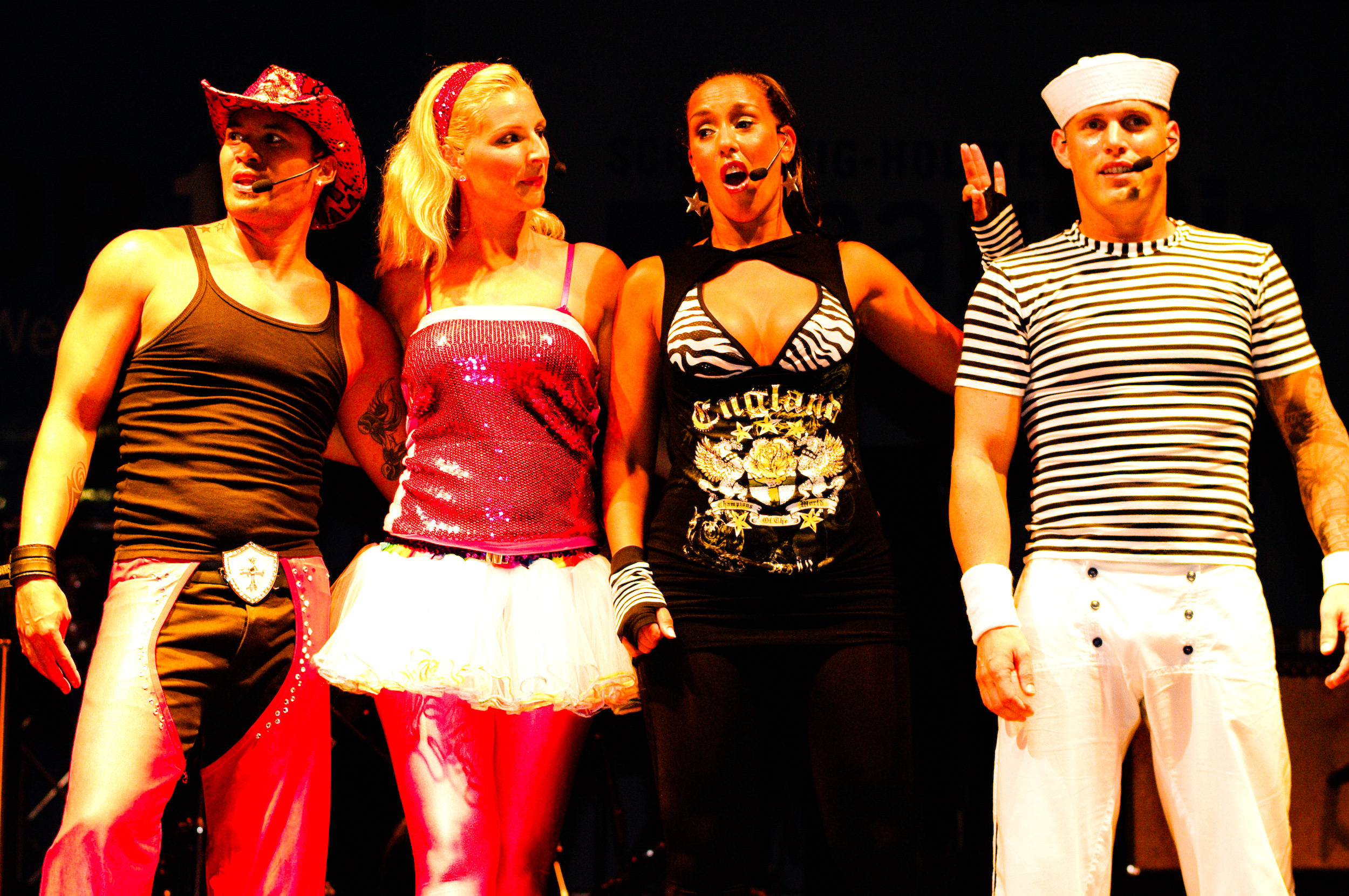
Vengaboys

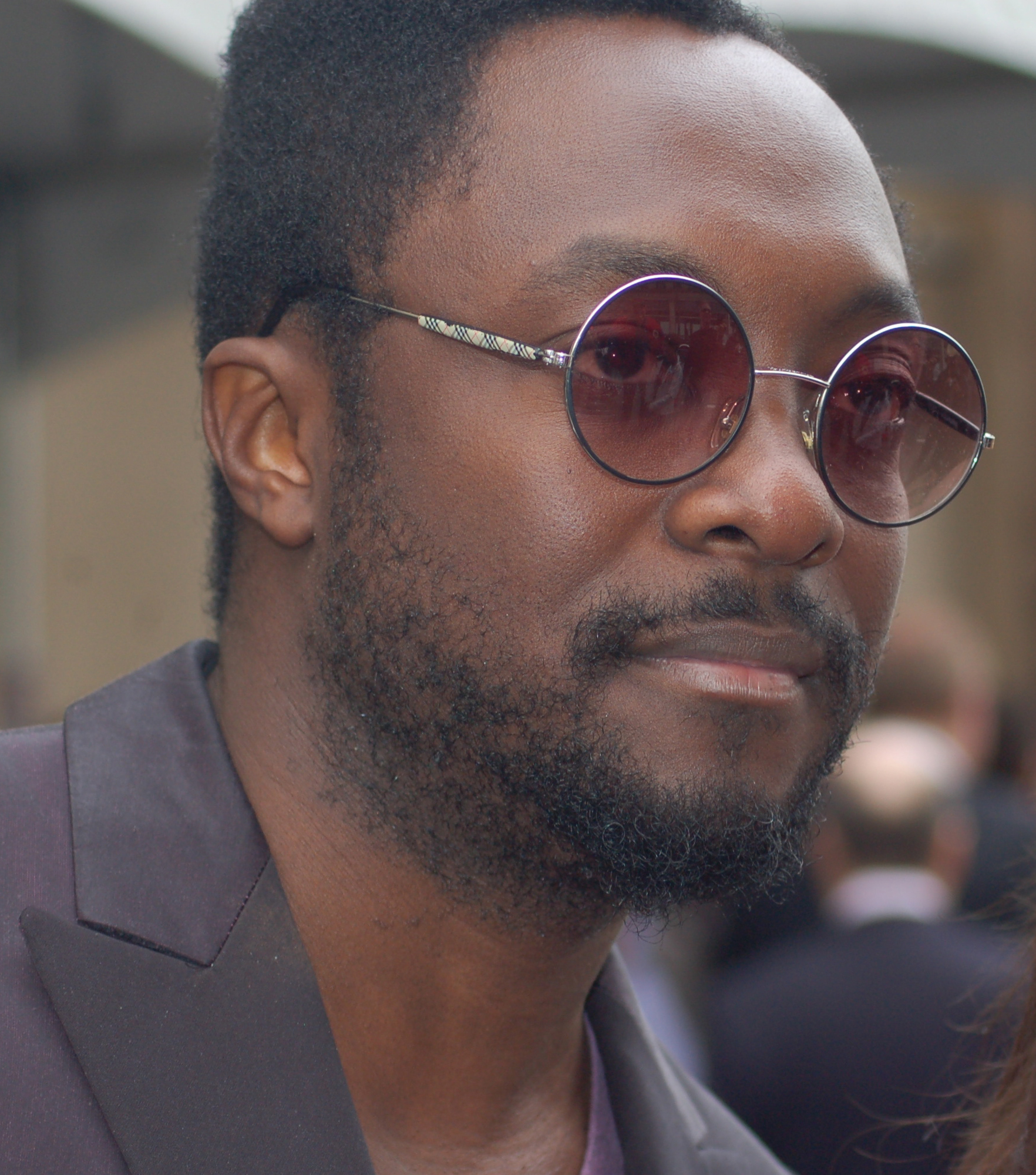
Will.i.am

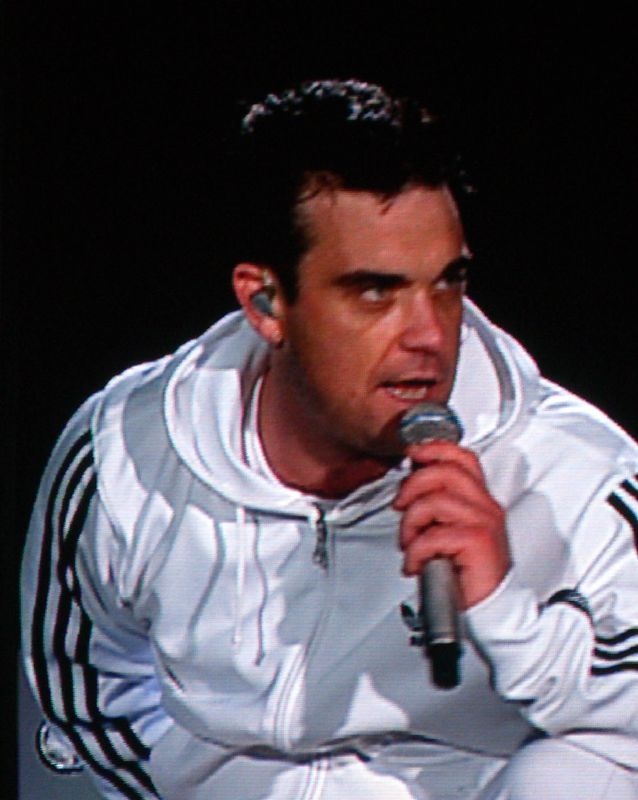
Robbie Williams

Dit is een lijst van hits die op nummer 1 in de Nederlandse Top 40 hebben gestaan. Deze lijst is gerangschikt naar uitvoerend artiest.
| Land                                 | Artiest                           | Titel                                                                                   | Jaar |
| ------------------------------------ | --------------------------------- | --------------------------------------------------------------------------------------- | ---- |
| Zweden                               | ABBA                              | Fernando                                                                                | 1976 |
| Zweden                               | ABBA                              | Dancing queen                                                                           | 1976 |
| Zweden                               | ABBA                              | Money money money                                                                       | 1976 |
| Zweden                               | ABBA                              | Chiquitita                                                                              | 1979 |
| Zweden                               | ABBA                              | I have a dream                                                                          | 1979 |
| Zweden                               | ABBA                              | The winner takes it all                                                                 | 1980 |
| Zweden                               | ABBA                              | Super trouper                                                                           | 1980 |
| Zweden                               | ABBA                              | One of us                                                                               | 1981 |
| Nederland                            | Abel                              | Onderweg                                                                                | 2000 |
| Canada                               | Bryan Adams                       | (Everything I do) I do it for you                                                       | 1991 |
| Verenigd Koninkrijk                  | Adele                             | Rolling in the Deep                                                                     | 2010 |
| Verenigd Koninkrijk                  | Adele                             | Set Fire to the Rain                                                                    | 2011 |
| Verenigd Koninkrijk                  | Adele                             | Skyfall                                                                                 | 2012 |
| Verenigd Koninkrijk                  | Adele                             | Hello                                                                                   | 2015 |
| Verenigd Koninkrijk                  | Adele                             | Easy on Me                                                                              | 2021 |
| Verenigd Koninkrijk                  | Adventures Of Stevie V            | Dirty Cash                                                                              | 1990 |
| Nederland                            | Afrojack                          | Give me everything (met Pitbull, Ne-Yo en Nayer)                                        | 2011 |
| Verenigde Staten                     | Christina Aguilera                | Moves like Jagger (met Maroon 5)                                                        | 2011 |
| Noorwegen                            | a-ha                              | Take on me                                                                              | 1985 |
| Verenigde Staten                     | Akon                              | Lonely                                                                                  | 2005 |
| Verenigde Staten                     | All-4-One                         | I swear                                                                                 | 1994 |
| Verenigde Staten                     | Mark Ambor                        | Belong Together                                                                         | 2024 |
| Frankrijk                            | Anarchic System                   | Popcorn                                                                                 | 1972 |
| Verenigd Koninkrijk                  | Anne-Marie                        | Rockabye (met Clean Bandit en Sean Paul)                                                | 2016 |
| Nederland                            | Anouk                             | Three days in a row                                                                     | 2009 |
| Nederland                            | Antoon                            | Hallo                                                                                   | 2022 |
| Griekenland                          | Aphrodite's Child                 | I want to live                                                                          | 1969 |
| Denemarken                           | Aqua                              | Barbie Girl                                                                             | 1997 |
| Nederland                            | Artiesten voor Azië               | Als je iets kan doen                                                                    | 2005 |
| Verenigd Koninkrijk                  | Rick Astley                       | Never Gonna Give You Up                                                                 | 1987 |
| Verenigd Koninkrijk                  | Atomic Kitten                     | Whole again                                                                             | 2001 |
| Zweden                               | Avicii                            | Wake me up                                                                              | 2013 |
| Zweden                               | Avicii                            | Hey Brother                                                                             | 2013 |
| Zweden                               | Avicii                            | SOS                                                                                     | 2019 |
| Israël                               | Asaf Avidan                       | One day / Reckoning song (Wankelmut rmx)                                                | 2012 |
| Nederland                            | Ali B                             | Wat zou je doen (met Marco Borsato)                                                     | 2004 |
| Suriname                             | Kenny B                           | Parijs                                                                                  | 2015 |
| Spanje                               | Baccara                           | Yes Sir, I Can Boogie                                                                   | 1977 |
| Spanje                               | Baccara                           | Sorry, I'm a Lady                                                                       | 1977 |
| Verenigde Staten                     | Backstreet Boys                   | I Want It That Way                                                                      | 1999 |
| Verenigde Staten                     | Philip Bailey                     | Easy Lover (met Phil Collins)                                                           | 1985 |
| Nederland                            | George Baker Selection            | Sing a song of love                                                                     | 1974 |
| Nederland                            | George Baker Selection            | Paloma blanca                                                                           | 1975 |
| Nederland                            | George Baker Selection            | Morning sky                                                                             | 1975 |
| Italië                               | Baltimora                         | Tarzan boy                                                                              | 1985 |
| Verenigd Koninkrijk                  | Band Aid                          | Do they know it's Christmas                                                             | 1984 |
| Verenigde Staten                     | Bangles                           | Walk Like an Egyptian                                                                   | 1986 |
| Verenigde Staten                     | Bangles                           | Eternal Flame                                                                           | 1989 |
| Verenigd Koninkrijk                  | Barry & Eileen                    | If you go                                                                               | 1975 |
| Zweden                               | Basshunter                        | Boten Anna                                                                              | 2006 |
| Nederland                            | Frans Bauer                       | De regenboog (met Marianne Weber)                                                       | 1997 |
| Nederland                            | Frans Bauer                       | Heb je even voor mij                                                                    | 2002 |
| Verenigde Staten                     | Beach Boys                        | Sloop John B                                                                            | 1966 |
| Verenigd Koninkrijk                  | The Beatles                       | I Feel Fine                                                                             | 1965 |
| Verenigd Koninkrijk                  | The Beatles                       | Rock 'n' roll music / No Reply                                                          | 1965 |
| Verenigd Koninkrijk                  | The Beatles                       | Ticket to ride                                                                          | 1965 |
| Verenigd Koninkrijk                  | The Beatles                       | Help!                                                                                   | 1965 |
| Verenigd Koninkrijk                  | The Beatles                       | Yesterday                                                                               | 1965 |
| Verenigd Koninkrijk                  | The Beatles                       | We Can Work It Out / Day Tripper                                                        | 1965 |
| Verenigd Koninkrijk                  | The Beatles                       | Michelle                                                                                | 1966 |
| Verenigd Koninkrijk                  | The Beatles                       | Paperback Writer                                                                        | 1966 |
| Verenigd Koninkrijk                  | The Beatles                       | Yellow submarine / Eleanor Rigby                                                        | 1966 |
| Verenigd Koninkrijk                  | The Beatles                       | Penny Lane / Strawberry Fields Forever                                                  | 1967 |
| Verenigd Koninkrijk                  | The Beatles                       | All you need is love                                                                    | 1967 |
| Verenigd Koninkrijk                  | The Beatles                       | Hello, Goodbye                                                                          | 1967 |
| Verenigd Koninkrijk                  | The Beatles                       | Hey Jude                                                                                | 1968 |
| Verenigd Koninkrijk                  | The Beatles                       | Get Back                                                                                | 1969 |
| Verenigd Koninkrijk                  | The Beatles                       | The Ballad of John and Yoko                                                             | 1969 |
| Verenigd Koninkrijk                  | The Beatles                       | Let it be                                                                               | 1970 |
| Verenigde Staten                     | Robin Beck                        | First time                                                                              | 1988 |
| Australië                            | Bee Gees                          | Massachusetts                                                                           | 1967 |
| Australië                            | Bee Gees                          | World                                                                                   | 1967 |
| Australië                            | Bee Gees                          | Words                                                                                   | 1968 |
| Australië                            | Bee Gees                          | Don't forget to remember                                                                | 1969 |
| Australië                            | Bee Gees                          | Stayin' Alive                                                                           | 1978 |
| Duitsland                            | Lou Bega                          | Mambo no. 5 (A little bit of...)                                                        | 1999 |
| Verenigde Staten                     | Pat Benatar                       | Love is a battlefield                                                                   | 1984 |
| Nederland                            | Yves Berendse                     | Terug in de tijd                                                                        | 2024 |
| Verenigde Staten                     | Berlin                            | Take my breath away                                                                     | 1986 |
| Nederland                            | Jody Bernal                       | Que sí que no                                                                           | 2000 |
| Verenigd Koninkrijk                  | Dave Berry                        | This Strange Effect                                                                     | 1965 |
| Verenigde Staten                     | Beyoncé                           | Beautiful Liar (met Shakira)                                                            | 2007 |
| Verenigde Staten                     | Beyoncé                           | If I Were A Boy                                                                         | 2008 |
| Canada                               | Justin Bieber                     | What do you mean?                                                                       | 2015 |
| Canada                               | Justin Bieber                     | Sorry                                                                                   | 2015 |
| Canada                               | Justin Bieber                     | Love yourself                                                                           | 2016 |
| Canada                               | Justin Bieber                     | Cold Water (met Major Lazer & MØ)                                                       | 2016 |
| Canada                               | Justin Bieber                     | Let Me Love You (met DJ Snake)                                                          | 2016 |
| Canada                               | Justin Bieber                     | Despacito (Remix) (met Luis Fonsi & Daddy Yankee)                                       | 2017 |
| Canada                               | Justin Bieber                     | Stay (met The Kid Laroi)                                                                | 2021 |
| Verenigde Staten                     | The Black Eyed Peas               | Where is the love?                                                                      | 2003 |
| Verenigde Staten                     | The Black Eyed Peas               | Mas que nada (met Sérgio Mendes)                                                        | 2006 |
| Verenigde Staten                     | The Black Eyed Peas               | I Gotta Feeling                                                                         | 2009 |
| Nederland                            | BLØF                              | Holiday in Spain (met Counting Crows)                                                   | 2004 |
| Verenigde Staten                     | Blondie                           | Denis                                                                                   | 1978 |
| Verenigd Koninkrijk                  | Blue                              | Sorry Seems to Be the Hardest Word (met Elton John)                                     | 2003 |
| Verenigde Staten                     | Blue Cheer                        | Summertime blues                                                                        | 1968 |
| Verenigd Koninkrijk                  | James Blunt                       | You're Beautiful                                                                        | 2005 |
| Verenigde Staten                     | B.o.B                             | Nothin' on you (met Bruno Mars)                                                         | 2010 |
| Italië                               | Andrea Bocelli                    | Because we believe (met Marco Borsato)                                                  | 2006 |
| Finland                              | Bomfunk MC's                      | Freestyler                                                                              | 2000 |
| Verenigde Staten                     | Bon Jovi                          | It's my life                                                                            | 2000 |
| Duitsland                            | Boney M                           | Sunny                                                                                   | 1977 |
| Duitsland                            | Boney M                           | Ma Baker                                                                                | 1977 |
| Duitsland                            | Boney M                           | Rivers of Babylon                                                                       | 1978 |
| Duitsland                            | Boney M                           | Hooray! Hooray! It's a Holi-Holiday                                                     | 1979 |
| Nederland                            | Jeroen van der Boom               | Jij bent zo                                                                             | 2007 |
| Nederland                            | Jeroen van der Boom               | Eén wereld                                                                              | 2007 |
| Verenigde Staten                     | Borgeous                          | Tsunami (met DVBBS)                                                                     | 2013 |
| Nederland                            | Boris                             | When You Think of Me                                                                    | 2004 |
| Nederland                            | Marco Borsato                     | Dromen zijn bedrog                                                                      | 1994 |
| Nederland                            | Marco Borsato                     | Waarom nou jij                                                                          | 1994 |
| Nederland                            | Marco Borsato                     | De bestemming                                                                           | 1998 |
| Nederland                            | Marco Borsato                     | Binnen                                                                                  | 1999 |
| Nederland                            | Marco Borsato                     | Lopen op het water (met Sita)                                                           | 2002 |
| Nederland                            | Marco Borsato                     | Afscheid nemen bestaat niet                                                             | 2003 |
| Nederland                            | Marco Borsato                     | Voorbij (met Do)                                                                        | 2004 |
| Nederland                            | Marco Borsato                     | Wat zou je doen (met Ali B)                                                             | 2004 |
| Nederland                            | Marco Borsato                     | Because we believe (met Andrea Bocelli)                                                 | 2006 |
| Nederland                            | Marco Borsato                     | Rood                                                                                    | 2006 |
| Nederland                            | Marco Borsato                     | Everytime I think of you (met Lucie Silvas)                                             | 2006 |
| Nederland                            | Marco Borsato                     | Wit licht                                                                               | 2008 |
| Nederland                            | Marco Borsato                     | Stop de tijd                                                                            | 2008 |
| Nederland                            | Marco Borsato                     | Dochters                                                                                | 2008 |
| Nederland                            | Marco Borsato                     | Hoe het danst (met Armin van Buuren en Davina Michelle)                                 | 2019 |
| Verenigd Koninkrijk                  | David Bowie                       | Under Pressure (met Queen)                                                              | 1981 |
| Verenigd Koninkrijk                  | David Bowie                       | Let's dance                                                                             | 1983 |
| Verenigd Koninkrijk                  | David Bowie                       | This is not America (met Pat Metheny Group)                                             | 1985 |
| Verenigd Koninkrijk                  | David Bowie                       | Dancing in the street (met Mick Jagger)                                                 | 1985 |
| Verenigd Koninkrijk                  | David Bowie                       | Tonight (Live) (met Tina Turner)                                                        | 1989 |
| Verenigde Staten                     | Boys Town Gang                    | Can't take my eyes off you                                                              | 1982 |
| Verenigde Staten                     | Boyz II Men                       | End of the road                                                                         | 1992 |
| Ierland                              | Boyzone                           | No Matter What                                                                          | 1998 |
| Nederland                            | Brainpower                        | Dansplaat                                                                               | 2002 |
| Verenigde Staten                     | Brandy                            | The boy is mine (met Monica)                                                            | 1998 |
| Duitsland                            | Freddy Breck                      | Rote Rosen                                                                              | 1973 |
| Verenigd Koninkrijk                  | Bronski Beat                      | Smalltown Boy                                                                           | 1984 |
| Nederland                            | Herman Brood                      | My way                                                                                  | 2001 |
| Verenigd Koninkrijk                  | Brotherhood of Man                | Save your kisses for me                                                                 | 1976 |
| Verenigd Koninkrijk                  | Sam Brown                         | Stop                                                                                    | 1988 |
| Verenigd Koninkrijk                  | Bucks Fizz                        | Making Your Mind Up                                                                     | 1981 |
| Verenigd Koninkrijk                  | Bucks Fizz                        | The Land of Make Believe                                                                | 1982 |
| Nederland                            | Armin van Buuren                  | Hoe het danst (met Marco Borsato en Davina Michelle)                                    | 2019 |
| Nederland                            | BZN                               | Mon amour                                                                               | 1976 |
| Nederland                            | BZN                               | Pearlydumm                                                                              | 1980 |
| Verenigd Koninkrijk                  | Melanie C                         | Never be the same again (met Lisa 'Left Eye' Lopes)                                     | 2000 |
| Verenigd Koninkrijk                  | Melanie C                         | I turn to you                                                                           | 2000 |
| Cuba Verenigde Staten                | Camila Cabello                    | Señorita (met Shawn Mendes)                                                             | 2019 |
| Verenigde Staten                     | Candyman                          | Knockin' boots                                                                          | 1991 |
| Verenigd Koninkrijk Italië           | Cappella                          | Move on baby                                                                            | 1994 |
| Verenigde Staten                     | Captain Jack                      | Captain Jack                                                                            | 1996 |
| Verenigde Staten                     | Captain Jack                      | Drill instructor                                                                        | 1996 |
| Verenigde Staten                     | Irene Cara                        | Fame                                                                                    | 1983 |
| Verenigde Staten                     | Mariah Carey                      | I'll be there (met Trey Lorenz)                                                         | 1992 |
| Verenigde Staten                     | Mariah Carey                      | Without you                                                                             | 1994 |
| Duitsland                            | Cascada                           | Evacuate the dancefloor                                                                 | 2009 |
| Nederland                            | The Cats                          | Lea                                                                                     | 1968 |
| Nederland                            | The Cats                          | Why                                                                                     | 1969 |
| Nederland                            | The Cats                          | Marian                                                                                  | 1969 |
| Nederland                            | The Cats                          | Where have I been wrong                                                                 | 1970 |
| Nederland                            | The Cats                          | Be my day                                                                               | 1974 |
| Nederland                            | Ch!pz                             | Cowboy                                                                                  | 2003 |
| Nederland                            | Ch!pz                             | 1001 Arabian nights                                                                     | 2004 |
| Nederland                            | Ch!pz                             | One two three                                                                           | 2005 |
| Nederland                            | Ch!pz                             | Carnival                                                                                | 2005 |
| Verenigde Staten                     | The Chainsmokers                  | Closer (met Halsey)                                                                     | 2016 |
| Verenigde Staten                     | Champaign                         | How 'bout us                                                                            | 1981 |
| Verenigde Staten                     | Tracy Chapman                     | Fast Car                                                                                | 1988 |
| Verenigde Staten                     | Cheap Trick                       | I Want You to Want Me                                                                   | 1979 |
| Verenigde Staten                     | Cher                              | Believe                                                                                 | 1998 |
| Zweden                               | Neneh Cherry                      | Buffalo Stance                                                                          | 1989 |
| Verenigde Staten                     | Chicago                           | If You Leave Me Now                                                                     | 1976 |
| Brazilië                             | Cidinho & Doca                    | Rap das Armas                                                                           | 2009 |
| Nederland                            | City to City                      | The road ahead (Miles of the unknown)                                                   | 1999 |
| Verenigd Koninkrijk                  | Petula Clark                      | This is my song                                                                         | 1967 |
| Nederland                            | Claude                            | Ladada (Mon dernier mot)                                                                | 2022 |
| Verenigde Staten                     | Kelly Clarkson                    | Because of you                                                                          | 2005 |
| Verenigd Koninkrijk                  | Clean Bandit                      | Rather be (met Jess Glynne)                                                             | 2014 |
| Verenigd Koninkrijk                  | Clean Bandit                      | Rockabye (met Sean Paul en Anne-Marie)                                                  | 2016 |
| Frankrijk                            | Julien Clerc                      | This Melody                                                                             | 1976 |
| België                               | Clouseau                          | Passie                                                                                  | 1995 |
| Verenigde Staten                     | Cock Robin                        | The promise you made                                                                    | 1986 |
| Verenigd Koninkrijk                  | Coldplay                          | Talk                                                                                    | 2005 |
| Verenigd Koninkrijk                  | Coldplay                          | Viva la vida                                                                            | 2008 |
| Jamaica                              | Dave & Ansel Collins              | Double barrel                                                                           | 1971 |
| Verenigd Koninkrijk                  | Phil Collins                      | In the air tonight                                                                      | 1981 |
| Verenigd Koninkrijk                  | Phil Collins                      | You Can't Hurry Love                                                                    | 1982 |
| Verenigd Koninkrijk                  | Phil Collins                      | Easy Lover (met Philip Bailey)                                                          | 1985 |
| Verenigd Koninkrijk                  | Phil Collins                      | A groovy kind of love                                                                   | 1988 |
| Verenigde Staten                     | Chi Coltrane                      | Go like Elijah                                                                          | 1973 |
| Verenigde Staten                     | Commodores                        | Nightshift                                                                              | 1985 |
| Verenigd Koninkrijk                  | Communards                        | Don't leave me this way                                                                 | 1986 |
| Jamaica                              | Conkarah                          | Banana (met Shaggy)                                                                     | 2020 |
| Verenigde Staten                     | Sam Cooke                         | Wonderful world                                                                         | 1986 |
| Nederland                            | Coole Piet                        | Paniek in de confettifabriek                                                            | 2006 |
| Verenigde Staten                     | Coolio                            | Gangsta's paradise (met L.V.)                                                           | 1995 |
| Verenigd Koninkrijk                  | Joel Corry                        | Head & Heart (met MNEK)                                                                 | 2020 |
| Verenigde Staten                     | Counting Crows                    | Holiday in Spain (met BLØF)                                                             | 2004 |
| Verenigd Koninkrijk                  | Julie Covington                   | Don't cry for me Argentina                                                              | 1977 |
| Nederland                            | Gerard Cox                        | 't Is weer voorbij die mooie zomer                                                      | 1973 |
| Filipijnen                           | Billy Crawford                    | Trackin'                                                                                | 2002 |
| Verenigde Staten                     | Randy Crawford                    | One Day I'll Fly Away                                                                   | 1980 |
| Verenigde Staten                     | Creedence Clearwater Revival      | Who'll Stop the Rain                                                                    | 1970 |
| Verenigde Staten                     | Creedence Clearwater Revival      | Up Around the Bend                                                                      | 1970 |
| Duitsland                            | Culture Beat                      | Mr. Vain                                                                                | 1993 |
| Verenigd Koninkrijk                  | Culture Club                      | Karma chameleon                                                                         | 1983 |
| Nederland                            | Alexander Curly                   | I'll Never Drink Again                                                                  | 1972 |
| Nederland                            | Alexander Curly                   | Guus                                                                                    | 1975 |
| Australië                            | Cyril                             | Stumblin' In                                                                            | 2024 |
| Verenigde Staten                     | Miley Cyrus                       | Flowers                                                                                 | 2023 |
| Verenigd Koninkrijk                  | Doris D & the Pins                | Shine up                                                                                | 1981 |
| Puerto Rico                          | Daddy Yankee                      | Despacito / Despacito (Remix) (met Luis Fonsi & Justin Bieber)                          | 2017 |
| Frankrijk                            | Daft Punk                         | Starboy (met The Weeknd)                                                                | 2016 |
| Italië                               | Gigi d'Agostino                   | L'amour toujours                                                                        | 2001 |
| Suriname                             | Damaru                            | Mi rowsu (Tuintje in mijn hart) (met Jan Smit)                                          | 2009 |
| Verenigde Staten                     | Terence Trent d'Arby              | Wishing Well                                                                            | 1987 |
| Nederland                            | Dave                              | Dansez maintenant                                                                       | 1975 |
| Nederland                            | Davina Michelle                   | Duurt te lang                                                                           | 2018 |
| Nederland                            | Davina Michelle                   | Hoe het danst (met Marco Borsato en Armin van Buuren)                                   | 2019 |
| Nederland                            | Davina Michelle                   | 17 miljoen mensen (met Snelle)                                                          | 2020 |
| Verenigde Staten                     | Sammy Davis jr.                   | Baretta's theme                                                                         | 1976 |
| Verenigde Staten                     | Dawn                              | Tie a yellow ribbon round the ole oak tree                                              | 1973 |
| Verenigde Staten                     | Taylor Dayne                      | Tell it to my heart                                                                     | 1988 |
| Australië                            | DCUP                              | We No Speak Americano (met Yolanda Be Cool)                                             | 2010 |
| Verenigde Staten                     | De La Soul                        | Me, myself and I                                                                        | 1989 |
| Algerije                             | Sharif Dean                       | Do you love me?                                                                         | 1973 |
| Jamaica                              | Desmond Dekker & the Aces         | The Israelites                                                                          | 1969 |
| Nederland                            | Roxy Dekker                       | Sugardaddy                                                                              | 2024 |
| Nederland                            | Roxy Dekker                       | Gaan we weg? (met Ronnie Flex)                                                          | 2024 |
| Nederland                            | Ilse DeLange                      | Miracle                                                                                 | 2008 |
| Verenigde Staten                     | Jason Derulo                      | Savage Love (Laxed – Siren Beat) (met Jawsh 685)                                        | 2020 |
| Verenigd Koninkrijk                  | Des'ree                           | Life                                                                                    | 1998 |
| Jamaica                              | Dillinger                         | Cokane in My Brain                                                                      | 1977 |
| Canada                               | Céline Dion                       | Think twice                                                                             | 1995 |
| Canada                               | Céline Dion                       | Tell him (met Barbra Streisand)                                                         | 1997 |
| Canada                               | Céline Dion                       | My heart will go on                                                                     | 1998 |
| Verenigd Koninkrijk                  | Dire Straits                      | Private investigations                                                                  | 1982 |
| Verenigd Koninkrijk                  | Disciples                         | How deep is your love (met Calvin Harris)                                               | 2015 |
| Nederland                            | DJ Jean                           | The launch                                                                              | 1999 |
| Frankrijk                            | DJ Snake                          | Lean On (met Major Lazer & MØ)                                                          | 2015 |
| Frankrijk                            | DJ Snake                          | Let Me Love You (met Justin Bieber)                                                     | 2016 |
| Nederland                            | Do                                | Voorbij (met Marco Borsato)                                                             | 2004 |
| Nederland                            | Doe Maar                          | De bom                                                                                  | 1982 |
| Nederland                            | Doe Maar                          | Pa                                                                                      | 1983 |
| Duitsland Oostenrijk                 | DÖF                               | Codo (Düse im Sauseschritt)                                                             | 1983 |
| Nederland                            | Dolly Dots                        | Love me just a little bit more (Totally hooked on you)                                  | 1984 |
| Puerto Rico                          | Don Omar                          | Danza kuduro (met Lucenzo)                                                              | 2011 |
| Verenigd Koninkrijk                  | Donovan                           | Atlantis                                                                                | 1969 |
| Italië                               | Double You                        | Please Don't Go                                                                         | 1992 |
| Jamaica                              | Carl Douglas                      | Kung fu fighting                                                                        | 1974 |
| Nederland                            | Egbert Douwe                      | Kom uit de bedstee mijn liefste                                                         | 1968 |
| Nigeria                              | Dr. Alban                         | It's my life                                                                            | 1992 |
| Canada                               | Drake                             | One Dance (met Wizkid & Kyla)                                                           | 2016 |
| Canada                               | Dragonette                        | Hello (met Martin Solveig)                                                              | 2010 |
| Nederland                            | Drukwerk                          | Je loog tegen mij                                                                       | 1982 |
| Ierland                              | Cian Ducrot                       | People                                                                                  | 2023 |
| Verenigd Koninkrijk                  | Duffy                             | Mercy                                                                                   | 2008 |
| Nederland                            | André van Duin                    | Willempie                                                                               | 1976 |
| Nederland                            | André van Duin                    | Als je huilt / Bim bam                                                                  | 1982 |
| Nederland                            | André van Duin                    | Pizza lied (Effe wachte...)                                                             | 1993 |
| Verenigd Koninkrijk                  | The Dukes                         | Friday on My Mind                                                                       | 1966 |
| Nederland                            | Candy Dulfer                      | Lily was here (met David A. Stewart)                                                    | 1989 |
| Verenigd Koninkrijk                  | Duran Duran                       | The Reflex                                                                              | 1984 |
| Nederland                            | Dutch Swing College Band          | Letkis jenka                                                                            | 1965 |
| Duitsland                            | Frank Duval & Orchestra           | Angel of mine                                                                           | 1981 |
| Canada                               | DVBBS                             | Tsunami (met Borgeous)                                                                  | 2013 |
| Nederland                            | Joey Dyser                        | 100 Years                                                                               | 1975 |
| Verenigde Staten                     | Eamon                             | F**k it (I don't want you back)                                                         | 2003 |
| Nederland                            | Earth & Fire                      | Memories                                                                                | 1972 |
| Nederland                            | Earth & Fire                      | Weekend                                                                                 | 1979 |
| Verenigd Koninkrijk                  | Sheena Easton                     | For your eyes only                                                                      | 1981 |
| Australië                            | The Easybeats                     | Friday on my mind                                                                       | 1966 |
| Italië                               | Eiffel 65                         | Blue (Da ba dee)                                                                        | 1999 |
| Verenigd Koninkrijk                  | Electric Light Orchestra          | Xanadu (met Olivia Newton-John)                                                         | 1980 |
| Zweden                               | Emilia                            | Big Big World                                                                           | 1998 |
| Verenigde Staten                     | Eminem                            | Without Me                                                                              | 2002 |
| Verenigde Staten                     | Eminem                            | Lose Yourself                                                                           | 2002 |
| Duitsland                            | Enigma                            | Sadeness (Part I)                                                                       | 1990 |
| Ierland                              | Enya                              | Orinoco flow (Sail away)                                                                | 1988 |
| Ierland                              | Enya                              | I Don't Wanna Know (met Mario Winans & P Diddy)                                         | 2004 |
| Verenigde Staten                     | Gloria Estefan                    | Can't Stay Away from You (met Miami Sound Machine)                                      | 1988 |
| Zweden                               | Europe                            | The final countdown                                                                     | 1986 |
| Verenigde Staten                     | Faith Evans                       | I'll Be Missing You (met Puff Daddy & 112)                                              | 1997 |
| Verenigd Koninkrijk                  | Nathan Evans                      | Wellerman (220Kid x Billen Ted Remix)                                                   | 2021 |
| Verenigde Staten                     | Extreme                           | More than words                                                                         | 1991 |
| Verenigd Koninkrijk                  | Faithless                         | God is a DJ                                                                             | 1998 |
| Oostenrijk                           | Falco                             | Jeanny                                                                                  | 1986 |
| Duitsland                            | Harold Faltermeyer                | Axel F                                                                                  | 1985 |
| Verenigd Koninkrijk                  | Georgie Fame                      | Rosetta (met Alan Price)                                                                | 1971 |
| Nederland                            | Ferrari                           | Sweet love                                                                              | 1976 |
| Italië                               | Tiziano Ferro                     | Perdono                                                                                 | 2002 |
| Verenigde Staten                     | Fifth Harmony                     | Work from Home (met Ty Dolla Sign)                                                      | 2016 |
| Verenigd Koninkrijk                  | Scott Fitzgerald                  | If I had words (met Yvonne Keeley)                                                      | 1978 |
| Verenigd Koninkrijk                  | Fleetwood Mac                     | Oh well (Part 1)                                                                        | 1969 |
| Verenigd Koninkrijk                  | Fleetwood Mac                     | Go your own way                                                                         | 1977 |
| Nederland                            | Ronnie Flex                       | Drank & Drugs (met Lil' Kleine)                                                         | 2015 |
| Nederland                            | Ronnie Flex                       | Gaan we weg? met (Roxy Dekker)                                                          | 2024 |
| Nederland                            | Fluitsma & Van Tijn               | 15 Miljoen Mensen                                                                       | 1996 |
| Verenigde Staten                     | Ellen Foley                       | Paradise by the dashboard light (met Meat Loaf)                                         | 1978 |
| Verenigde Staten                     | Ellen Foley                       | We belong to the night                                                                  | 1979 |
| Puerto Rico                          | Luis Fonsi                        | Despacito / Despacito (Remix) (met Daddy Yankee & Justin Bieber)                        | 2017 |
| Verenigde Staten                     | 4 Non Blondes                     | What's up                                                                               | 1993 |
| Verenigde Staten                     | Foxy                              | Get off                                                                                 | 1978 |
| Verenigd Koninkrijk                  | Peter Frampton                    | Show Me the Way                                                                         | 1976 |
| Verenigd Koninkrijk                  | Frankie Goes To Hollywood         | Two tribes                                                                              | 1984 |
| Verenigde Staten                     | Aretha Franklin                   | I Knew You Were Waiting (For Me) (met George Michael)                                   | 1987 |
| Nederland                            | René Froger                       | Alles kan een mens gelukkig maken (met Het Goede Doel)                                  | 1989 |
| Verenigde Staten                     | Fugees                            | Killing me softly                                                                       | 1996 |
| Canada                               | Nelly Furtado                     | All Good Things (Come to an End)                                                        | 2006 |
| Zweden                               | Galantis                          | Runaway (U & I)                                                                         | 2015 |
| Verenigde Staten                     | Art Garfunkel                     | Bright eyes                                                                             | 1979 |
| Verenigde Staten                     | Siedah Garrett                    | I just can't stop loving you (met Michael Jackson)                                      | 1987 |
| Verenigd Koninkrijk                  | Gareth Gates                      | Anyone of Us (Stupid Mistake)                                                           | 2003 |
| Verenigd Koninkrijk                  | Genesis                           | I Can't Dance                                                                           | 1992 |
| Nederland                            | Niels Geusebroek                  | Take your time girl (Live @ Ruud de Wild, 538)                                          | 2013 |
| Australië                            | Robin Gibb                        | Saved by the bell                                                                       | 1969 |
| Mauritius                            | Gibson Brothers                   | Non-stop dance                                                                          | 1977 |
| Verenigde Staten                     | Jim Gilstrap                      | Swing your daddy                                                                        | 1975 |
| Verenigd Koninkrijk                  | Roger Glover & Guests             | Love is all                                                                             | 1975 |
| Verenigd Koninkrijk                  | Jess Glynne                       | Rather be (met Clean Bandit)                                                            | 2014 |
| Nederland                            | Het Goede Doel                    | Alles kan een mens gelukkig maken (met René Froger)                                     | 1989 |
| Nederland                            | Golden Earring(s)                 | Dong-dong-di-ki-di-gi-dong                                                              | 1968 |
| Nederland                            | Golden Earring(s)                 | Back home                                                                               | 1970 |
| Nederland                            | Golden Earring(s)                 | Radar love                                                                              | 1973 |
| Nederland                            | Golden Earring(s)                 | Twilight zone                                                                           | 1982 |
| Nederland                            | Golden Earring(s)                 | When the lady smiles                                                                    | 1984 |
| Verenigde Staten                     | Selena Gomez                      | Calm Down (met Rema)                                                                    | 2022 |
| Nederland                            | Gompie                            | Alice, Who the X Is Alice?                                                              | 1995 |
| Duitsland                            | Goombay Dance Band                | Sun of Jamaica                                                                          | 1980 |
| Nederland                            | Rijk de Gooyer                    | De bostella (met Johnny Kraaykamp)                                                      | 1967 |
| Nederland                            | Gordon                            | Kon ik maar even bij je zijn                                                            | 1991 |
| België                               | Gotye                             | Somebody that I used to know (met Kimbra)                                               | 2011 |
| Zuid-Korea                           | Peggy Gou                         | (It Goes Like) Nanana                                                                   | 2023 |
| Guyana                               | Eddy Grant                        | Gimme hope Jo'anna                                                                      | 1988 |
| Verenigde Staten                     | Cee Lo Green                      | F** k you!                                                                              | 2010 |
| Jamaica                              | Jesse Green                       | Nice and slow                                                                           | 1976 |
| Verenigde Staten                     | Green Day                         | The Saints Are Coming (met U2)                                                          | 2006 |
| België                               | Raymond van het Groenewoud        | Liefde voor muziek                                                                      | 1991 |
| Nederland                            | Boudewijn de Groot                | Het Land van Maas en Waal                                                               | 1967 |
| Frankrijk                            | David Guetta                      | I'm Good (Blue) (met Bebe Rexha)                                                        | 2022 |
| Nederland                            | Guillermo & Tropical Danny        | Toppertje                                                                               | 2006 |
| Verenigde Staten                     | Guns N' Roses                     | Knockin' on Heaven's Door                                                               | 1992 |
| Verenigd Koninkrijk                  | Guys 'n' Dolls                    | You're my world                                                                         | 1977 |
| Trinidad en Tobago                   | Haddaway                          | What Is Love                                                                            | 1993 |
| Nederland                            | Hakkûhbar                         | Gabbertje                                                                               | 1996 |
| Verenigde Staten                     | Halsey                            | Closer (met The Chainsmokers)                                                           | 2016 |
| Tsjechië                             | Jan Hammer                        | Crockett's Theme                                                                        | 1987 |
| Verenigd Koninkrijk                  | Paul Hardcastle                   | 19                                                                                      | 1985 |
| Verenigd Koninkrijk                  | Calvin Harris                     | Summer                                                                                  | 2014 |
| Verenigd Koninkrijk                  | Calvin Harris                     | Blame (met John Newman)                                                                 | 2014 |
| Verenigd Koninkrijk                  | Calvin Harris                     | How deep is your love (met Disciples)                                                   | 2015 |
| Verenigd Koninkrijk                  | George Harrison                   | My Sweet Lord                                                                           | 1970 |
| Verenigde Staten                     | Edwin Hawkins Singers             | Oh, happy day                                                                           | 1969 |
| Verenigde Staten                     | Edwin Hawkins Singers             | Lay Down (Candles in the Rain) (met Melanie)                                            | 1970 |
| Nederland                            | André Hazes                       | Zij gelooft in mij                                                                      | 2004 |
| Nederland                            | André Hazes                       | Blijf bij mij (met Gerard Joling)                                                       | 2007 |
| Nederland                            | André Hazes                       | Bedankt mijn vriend (met André Hazes jr.)                                               | 2007 |
| Nederland                            | André Hazes jr.                   | Bedankt mijn vriend (met André Hazes)                                                   | 2007 |
| Nederland                            | Heintje                           | Ich bau' dir ein Schloß                                                                 | 1968 |
| Nederland                            | Heintje                           | Heidschi bumbeidschi                                                                    | 1968 |
| Nederland                            | Jacques Herb                      | Manuela (met De Riwi's)                                                                 | 1971 |
| Verenigd Koninkrijk                  | Herman's Hermits                  | No milk today                                                                           | 1966 |
| Nederland                            | Toon Hermans                      | Mien, waar is mijn feestneus?                                                           | 1968 |
| Nederland                            | Hermes House Band                 | I will survive                                                                          | 1994 |
| Nederland                            | Hero                              | Toen ik je zag                                                                          | 1997 |
| België                               | Ivan Heylen                       | De wilde boerndochtere                                                                  | 1974 |
| Verenigde Staten                     | Hippie Sabotage                   | Stay high (Habits remix) (met Tove Lo)                                                  | 2014 |
| Nederland                            | Höllenboer                        | Het busje komt zo                                                                       | 1995 |
| Verenigd Koninkrijk                  | The Hollies                       | The day that Curly Billy shot down Crazy Sam McGee                                      | 1973 |
| Nederland                            | Mart Hoogkamer                    | Ik ga zwemmen                                                                           | 2021 |
| Verenigd Koninkrijk                  | Mary Hopkin                       | Goodbye                                                                                 | 1969 |
| Verenigde Staten                     | Bruce Hornsby & the Range         | The Way It Is                                                                           | 1986 |
| Verenigde Staten                     | Hot Butter                        | Popcorn                                                                                 | 1972 |
| Verenigde Staten                     | Whitney Houston                   | I Wanna Dance with Somebody (Who Loves Me)                                              | 1987 |
| Verenigde Staten                     | Whitney Houston                   | I Will Always Love You                                                                  | 1992 |
| Verenigde Staten                     | Whitney Houston                   | Could I Have This Kiss Forever (met Enrique Iglesias)                                   | 2000 |
| Duitsland                            | Les Humphries Singers             | To my Father's house                                                                    | 1970 |
| Verenigde Staten                     | Chrissie Hynde                    | I Got You Babe (met UB40)                                                               | 1985 |
| Spanje                               | Enrique Iglesias                  | Could I Have This Kiss Forever (met Whitney Houston)                                    | 2000 |
| Spanje                               | Enrique Iglesias                  | Can You Hear Me                                                                         | 2008 |
| Spanje                               | Enrique Iglesias                  | El perdón (met Nicky Jam)                                                               | 2015 |
| Spanje                               | Julio Iglesias                    | Un canto a Galicia                                                                      | 1972 |
| Spanje                               | Julio Iglesias                    | Quiéreme mucho                                                                          | 1979 |
| Jamaica                              | Inner Circle                      | Sweat (A La La La La Long)                                                              | 1992 |
| Verenigde Staten                     | Janet Jackson                     | What Have You Done for Me Lately                                                        | 1986 |
| Verenigde Staten                     | Janet Jackson                     | Together Again                                                                          | 1998 |
| Verenigde Staten                     | Jermaine Jackson                  | When the Rain Begins to Fall (met Pia Zadora)                                           | 1984 |
| Verenigde Staten                     | Michael Jackson                   | One Day In Your Life                                                                    | 1981 |
| Verenigde Staten                     | Michael Jackson                   | Beat it                                                                                 | 1983 |
| Verenigde Staten                     | Michael Jackson                   | Wanna Be Startin' Somethin'                                                             | 1983 |
| Verenigde Staten                     | Michael Jackson                   | I Just Can't Stop Loving You (met Siedah Garrett)                                       | 1987 |
| Verenigde Staten                     | Michael Jackson                   | Bad                                                                                     | 1987 |
| Verenigde Staten                     | Michael Jackson                   | Smooth Criminal                                                                         | 1988 |
| Duitsland                            | Felix Jaehn                       | Ain't nobody (Loves me better) (met Jasmine Thompson)                                   | 2015 |
| Verenigd Koninkrijk                  | Mick Jagger                       | (You Gotta Walk) Don't Look Back (met Peter Tosh)                                       | 1978 |
| Verenigd Koninkrijk                  | Mick Jagger                       | Dancing in the street (met David Bowie)                                                 | 1985 |
| Dominicaanse Republiek               | Nicky Jam                         | El perdón (met Enrique Iglesias)                                                        | 2015 |
| Nederland                            | Jamaï                             | Step right up                                                                           | 2003 |
| Finland                              | Gudrun Jankis Orkest              | Let kiss                                                                                | 1965 |
| Nieuw-Zeeland                        | Jawsh 685                         | Savage Love (Laxed – Siren Beat) (met Jason Derulo)                                     | 2020 |
| Verenigde Staten                     | Jay and the Americans             | Cara Mia                                                                                | 1980 |
| Haïti                                | Wyclef Jean                       | Hips don't lie (met Shakira)                                                            | 2006 |
| Nederland                            | Jeckyll & Hyde                    | Freefall                                                                                | 2007 |
| Verenigde Staten                     | Joan Jett & the Blackhearts       | I love Rock'n Roll                                                                      | 1982 |
| Nederland                            | De Jeugd Van Tegenwoordig         | Watskeburt?!                                                                            | 2006 |
| Roemenië                             | Vika Jigulina                     | Stereo Love (met Edward Maya)                                                           | 2009 |
| Nederland                            | Jim                               | Tell her                                                                                | 2003 |
| Verenigd Koninkrijk                  | Jive Bunny & The Mastermixers     | Swing the mood                                                                          | 1989 |
| Verenigde Staten                     | Billy Joel                        | Goodnight Saigon                                                                        | 1983 |
| Nederland                            | Johan & de Groothandel            | As Dick me hullep nodig heb                                                             | 1994 |
| Verenigd Koninkrijk                  | Elton John                        | Nikita                                                                                  | 1985 |
| Verenigd Koninkrijk                  | Elton John                        | Don't Let the Sun Go Down On Me (Live) (met George Michael)                             | 1992 |
| Verenigd Koninkrijk                  | Elton John                        | Something About the Way You Look Tonight / Candle in the Wind                           | 1997 |
| Verenigd Koninkrijk                  | Elton John                        | Sorry Seems to Be the Hardest Word (met Blue)                                           | 2003 |
| Verenigd Koninkrijk                  | Elton John                        | Merry Christmas (met Ed Sheeran)                                                        | 2021 |
| Kaapverdië                           | Johnny & Orquesta Rodrigues       | Hey mal yo                                                                              | 1975 |
| Nederland                            | Gerard Joling                     | Ticket to the tropics                                                                   | 1985 |
| Nederland                            | Gerard Joling                     | No more bolero's                                                                        | 1989 |
| Nederland                            | Gerard Joling                     | Blijf bij mij (met André Hazes)                                                         | 2007 |
| Verenigd Koninkrijk                  | Tom Jones                         | Green green grass of home                                                               | 1966 |
| Nederland                            | Freek de Jonge                    | Leven na de dood (met Stips)                                                            | 1997 |
| Nederland                            | Joost                             | Europapa                                                                                | 2024 |
| Nederland                            | Jop                               | Jij bent de zon                                                                         | 2000 |
| Verenigde Staten                     | Alexis Jordan                     | Happiness                                                                               | 2010 |
| Nederland                            | José                              | I will follow him                                                                       | 1982 |
| Verenigde Staten                     | Juicy J                           | Dark horse (met Katy Perry)                                                             | 2013 |
| Verenigde Staten                     | Noah Kahan                        | Stick Season                                                                            | 2022 |
| Duitsland                            | Roland Kaiser                     | Santa Maria                                                                             | 1980 |
| Australië                            | Kamahl                            | The elephant song                                                                       | 1975 |
| Nederland                            | Kane                              | Something to Say                                                                        | 2005 |
| Nederland                            | Kane                              | Fearless                                                                                | 2005 |
| Nederland                            | Kane                              | Shot of a Gun                                                                           | 2008 |
| Guinee                               | Mory Kanté                        | Yéké yéké                                                                               | 1988 |
| Frankrijk Brazilië                   | Kaoma                             | Lambada                                                                                 | 1989 |
| Nederland                            | de Kapotte Kontjes                | Lauwe pis (met Theo Maassen)                                                            | 2007 |
| Verenigde Staten                     | KC & the Sunshine Band            | That's the way (I like it)                                                              | 1975 |
| Verenigde Staten                     | K-Ci & JoJo                       | All my life                                                                             | 1998 |
| Nederland                            | Yvonne Keeley                     | If I had words (met Scott Fitzgerald)                                                   | 1978 |
| Duitsland                            | The Kelly Family                  | I can't help myself (I love you, I want you)                                            | 1996 |
| Verenigde Staten                     | R Kelly                           | I Believe I Can Fly                                                                     | 1997 |
| Verenigde Staten                     | R Kelly                           | If I could turn back the hands of time                                                  | 1999 |
| Nederland                            | Karin Kent                        | Dans je de hele nacht met mij?                                                          | 1966 |
| Verenigde Staten                     | Ke$ha                             | Timber (met Pitbull)                                                                    | 2013 |
| Spanje                               | Las Ketchup                       | The ketchup song (Aserejé)                                                              | 2002 |
| Verenigde Staten                     | Alicia Keys                       | Fallin'                                                                                 | 2001 |
| Australië                            | The Kid Laroi                     | Stay (met Justin Bieber)                                                                | 2021 |
| Nieuw-Zeeland                        | Kimbra                            | Somebody That I Used to Know (met Gotye)                                                | 2011 |
| Suriname                             | Van B. King                       | Follow the leader (met The Soca Boys)                                                   | 1998 |
| Verenigd Koninkrijk                  | The Kinks                         | Dedicated follower of fashion                                                           | 1966 |
| Verenigd Koninkrijk                  | The Kinks                         | Sunny Afternoon                                                                         | 1966 |
| Verenigd Koninkrijk                  | The Kinks                         | Waterloo Sunset                                                                         | 1967 |
| Verenigd Koninkrijk                  | The Kinks                         | Lola                                                                                    | 1970 |
| Verenigd Koninkrijk                  | The Kinks                         | Lola (live)                                                                             | 1980 |
| Nederland                            | Sharon Kips                       | Heartbreak away                                                                         | 2007 |
| Verenigde Staten                     | KISS                              | I Was Made for Lovin' You                                                               | 1979 |
| Oostenrijk                           | Klangkarussell                    | Sonnentanz                                                                              | 2012 |
| Nederland                            | René Klijn                        | Mr. Blue                                                                                | 1993 |
| Nederland                            | Hank the Knife & the Jets         | Stan the Gunman                                                                         | 1975 |
| Nederland                            | Boer Koekoek                      | Den Uyl is in den olie (met Vader Abraham)                                              | 1974 |
| Nederland                            | John Kraaijkamp sr.               | De bostella (met Rijk de Gooyer)                                                        | 1967 |
| Nederland                            | Krezip                            | I would stay                                                                            | 2000 |
| Nederland                            | Kris Kross Amsterdam              | Hij is van mij                                                                          | 2018 |
| Nederland                            | Kris Kross Amsterdam              | How You Samba                                                                           | 2023 |
| Nederland                            | Wolter Kroes                      | Viva Hollandia EK 2008                                                                  | 2008 |
| Verenigd Koninkrijk                  | Kyla                              | One Dance (met Drake & Wizkid)                                                          | 2016 |
| Nederland                            | L.A. Style                        | James Brown is dead                                                                     | 1991 |
| Verenigde Staten                     | Labelle                           | Voulez-vous coucher avec moi ce soir (Lady Marmalade)                                   | 1975 |
| Verenigde Staten                     | Lady Gaga                         | Just Dance (met Colby O'Donis)                                                          | 2008 |
| Verenigde Staten                     | Lady Gaga                         | Poker Face                                                                              | 2008 |
| Verenigde Staten                     | Lady Gaga                         | Born this way                                                                           | 2011 |
| Verenigde Staten                     | Lady Gaga                         | Die with a Smile (met Bruno Mars)                                                       | 2024 |
| Nederland                            | Lange Frans & Baas B              | Zinloos                                                                                 | 2004 |
| Nederland                            | Lange Frans & Baas B              | Het land van...                                                                         | 2005 |
| Nederland                            | Duncan Laurence                   | Arcade                                                                                  | 2019 |
| Griekenland                          | Vicky Leandros                    | Après toi                                                                               | 1972 |
| Griekenland                          | Vicky Leandros                    | Ich hab' die Liebe geseh'n                                                              | 1972 |
| Nederland                            | Paul de Leeuw                     | Ik wil niet dat je liegt / Waarheen, waarvoor                                           | 1993 |
| Verenigde Staten                     | John Legend                       | All of me                                                                               | 2013 |
| Nederland                            | D.C. Lewis                        | Mijn gebed                                                                              | 1970 |
| Verenigd Koninkrijk                  | Leona Lewis                       | Bleeding love                                                                           | 2008 |
| Verenigde Staten                     | Ryan Lewis                        | Thrift Shop (met Macklemore en Wanz)                                                    | 2012 |
| Kameroen Verenigde Staten            | Libianca                          | People                                                                                  | 2023 |
| Verenigde Staten                     | Lil Jon                           | Yeah! (met Usher en Ludacris)                                                           | 2004 |
| Nederland                            | Lil' Kleine                       | Drank & Drugs (met Ronnie Flex)                                                         | 2015 |
| Verenigde Staten                     | Lil Louis                         | French kiss                                                                             | 1989 |
| Frankrijk                            | Lilly Wood & The Prick            | Prayer in C (Robin Schulz remix) (met Robin Schulz)                                     | 2014 |
| Brazilië                             | Gusttavo Lima                     | Balada                                                                                  | 2012 |
| Nederland                            | Linda, Roos & Jessica             | Ademnood                                                                                | 1995 |
| Verenigde Staten                     | Lipps Inc                         | Funkytown                                                                               | 1980 |
| Nederland                            | Lisa                              | Hallelujah                                                                              | 2009 |
| Zweden                               | Tove Lo                           | Stay high (Habits remix) (met Hippie Sabotage)                                          | 2014 |
| Verenigd Koninkrijk                  | June Lodge                        | Someone Loves You Honey (met Prince Mohammed)                                           | 1982 |
| Verenigd Koninkrijk                  | Londonbeat                        | I've Been Thinking About You                                                            | 1990 |
| Nederland                            | Long Tall Ernie and the Shakers   | Do you remember                                                                         | 1977 |
| Verenigd Koninkrijk                  | Dua Lipa                          | New Rules                                                                               | 2017 |
| Verenigd Koninkrijk                  | Dua Lipa                          | One Kiss                                                                                | 2018 |
| Verenigd Koninkrijk                  | Dua Lipa                          | Dance The Night                                                                         | 2023 |
| Verenigde Staten                     | Lisa 'Left Eye' Lopes             | Never Be the Same Again (met Melanie C)                                                 | 2000 |
| Verenigde Staten                     | Jennifer Lopez                    | If you had my love                                                                      | 1999 |
| Verenigde Staten                     | Jennifer Lopez                    | Love don't cost a thing                                                                 | 2001 |
| Zweden                               | Loreen                            | Tattoo                                                                                  | 2023 |
| Spanje                               | Los del Río                       | Macarena                                                                                | 1996 |
| Portugal                             | Lucenzo                           | Danza Kuduro (met Don Omar)                                                             | 2011 |
| Verenigde Staten                     | Ludacris                          | Yeah! (met Usher en Lil' Jon)                                                           | 2004 |
| Denemarken                           | Lukas Graham                      | 7 years                                                                                 | 2016 |
| Verenigde Staten                     | Lumidee                           | Never Leave You (Uh Oooh, Uh Oooh)                                                      | 2003 |
| Verenigde Staten                     | Luniz                             | I Got 5 on It                                                                           | 1996 |
| Nederland                            | Luv'                              | You're the greatest lover                                                               | 1978 |
| Nederland                            | Luv'                              | Trojan horse                                                                            | 1978 |
| Verenigde Staten                     | L.V.                              | Gangsta's paradise (met Coolio)                                                         | 1995 |
| Nederland                            | Maan                              | Blijven slapen (met Snelle)                                                             | 2021 |
| Nederland                            | Theo Maassen                      | Lauwe pis (met de Kapotte Kontjes)                                                      | 2007 |
| Verenigd Koninkrijk                  | Amy Macdonald                     | This is the life                                                                        | 2008 |
| Verenigde Staten                     | Macklemore                        | Thrift Shop (met Ryan Lewis en Wanz)                                                    | 2012 |
| Trinidad en Tobago                   | The Mad Stuntman                  | I Like to Move It (met Reel 2 Real)                                                     | 1994 |
| Frankrijk                            | Mad'House                         | Like a prayer                                                                           | 2002 |
| Noorwegen                            | Madcon                            | Beggin'                                                                                 | 2008 |
| Verenigde Staten                     | Madonna                           | Into the Groove                                                                         | 1985 |
| Verenigde Staten                     | Madonna                           | Who's that girl                                                                         | 1987 |
| Verenigde Staten                     | Madonna                           | Hung up                                                                                 | 2005 |
| Verenigde Staten                     | Madonna                           | 4 Minutes (met Justin Timberlake)                                                       | 2008 |
| Verenigde Staten                     | Madonna                           | Give It 2 Me                                                                            | 2008 |
| Roemenië                             | Peter Maffay                      | Du                                                                                      | 1971 |
| Verenigde Staten                     | Major Lazer                       | Lean On (met DJ Snake & MØ)                                                             | 2015 |
| Verenigde Staten                     | Major Lazer                       | Cold Water (met Justin Bieber & MØ)                                                     | 2016 |
| Verenigd Koninkrijk                  | Manfred Mann                      | Ha ha said the clown                                                                    | 1967 |
| Verenigde Staten                     | The Manhattans                    | Kiss and say goodbye                                                                    | 1976 |
| Verenigde Staten                     | Mario                             | Let me love you                                                                         | 2005 |
| Verenigde Staten                     | Maroon 5                          | Moves like Jagger (met Christina Aguilera)                                              | 2011 |
| Verenigd Koninkrijk                  | M/A/R/R/S                         | Pump up the volume                                                                      | 1987 |
| Verenigde Staten                     | Bruno Mars                        | Nothin' on you (met B.o.B)                                                              | 2010 |
| Verenigde Staten                     | Bruno Mars                        | Billionaire (met Travie McCoy)                                                          | 2010 |
| Verenigde Staten                     | Bruno Mars                        | Just the way you are                                                                    | 2010 |
| Verenigde Staten                     | Bruno Mars                        | Die with a Smile (met Lady Gaga)                                                        | 2024 |
| Verenigde Staten                     | Bruno Mars                        | Apt. (met Rosé)                                                                         | 2025 |
| Nederland                            | Massada                           | Sajang é                                                                                | 1980 |
| Verenigd Koninkrijk                  | Massive                           | Unfinished sympathy                                                                     | 1991 |
| Zuid-Afrika                          | Master KG                         | Jerusalema (met Nomcebo)                                                                | 2019 |
| Verenigde Staten                     | Ava Max                           | Sweet But Psycho                                                                        | 2018 |
| Verenigde Staten                     | Ava Max                           | The Motto (met Tiësto)                                                                  | 2021 |
| Verenigd Koninkrijk                  | Brian May                         | Too much love will kill you                                                             | 1992 |
| Roemenië                             | Edward Maya                       | Stereo Love (met Vika Jigulina)                                                         | 2009 |
| Nederland                            | Maywood                           | Late at night                                                                           | 1980 |
| Verenigde Staten                     | MC Hammer                         | U Can't Touch This                                                                      | 1990 |
| Nederland                            | MC Miker G & DJ Sven              | Holiday rap                                                                             | 1986 |
| Verenigde Staten                     | Travie McCoy                      | Billionaire (met Bruno Mars)                                                            | 2010 |
| Verenigde Staten                     | George McCrae                     | Rock your baby                                                                          | 1974 |
| Verenigde Staten                     | Maria McKee                       | Show Me Heaven                                                                          | 1990 |
| Verenigde Staten                     | Scott McKenzie                    | San Francisco (Be Sure to Wear Flowers in Your Hair)                                    | 1967 |
| Verenigde Staten                     | Rod McKuen                        | Soldiers who want to be heroes                                                          | 1971 |
| Verenigde Staten                     | Rod McKuen                        | Without a worry in the world                                                            | 1971 |
| Verenigd Koninkrijk                  | Bitty McLean                      | It keeps rainin' (Tears from my eyes)                                                   | 1993 |
| Verenigde Staten                     | Don McLean                        | Crying                                                                                  | 1980 |
| Canada                               | Tate McRae                        | Greedy                                                                                  | 2023 |
| Verenigde Staten                     | Meat Loaf                         | Paradise by the dashboard light (met Ellen Foley)                                       | 1978 |
| Verenigde Staten                     | Meat Loaf                         | I'd do anything for love (But I won't do that)                                          | 1993 |
| Nederland                            | MEAU                              | Dat heb jij gedaan                                                                      | 2022 |
| Verenigde Staten                     | Glenn Medeiros                    | Nothing's Gonna Change My Love for You                                                  | 1988 |
| Verenigde Staten                     | Bill Medley                       | (I've Had) The Time of My Life (met Jennifer Warnes)                                    | 1987 |
| Nederland                            | Guus Meeuwis                      | Het is een nacht (Levensecht) (met Vagant)                                              | 1995 |
| Nederland                            | Guus Meeuwis                      | Per spoor (Kedeng kedeng) (met Vagant)                                                  | 1996 |
| Nederland                            | Guus Meeuwis                      | Geef mij je angst                                                                       | 2005 |
| Nederland                            | Guus Meeuwis                      | Tranen gelachen                                                                         | 2007 |
| Verenigd Koninkrijk                  | Mel & Kim                         | Showing Out (Get Fresh at the Weekend)                                                  | 1986 |
| Verenigd Koninkrijk                  | Mel & Kim                         | Respectable                                                                             | 1987 |
| Verenigde Staten                     | Melanie                           | Lay Down (Candles in the Rain) (met Edwin Hawkins Singers)                              | 1970 |
| Nederland                            | Men2B                             | Bigger than that                                                                        | 2004 |
| Brazilië                             | Sérgio Mendes                     | Mas que nada (met The Black Eyed Peas)                                                  | 2006 |
| Canada                               | Shawn Mendes                      | Señorita (met Camila Cabello)                                                           | 2019 |
| Nederland                            | Don Mercedes                      | Rocky                                                                                   | 1976 |
| Verenigde Staten                     | Pat Metheny Group                 | This is not America (met David Bowie)                                                   | 1985 |
| Nederland                            | Anita Meyer                       | The alternative way                                                                     | 1976 |
| Nederland                            | Anita Meyer                       | Why tell me why                                                                         | 1981 |
| Verenigde Staten                     | Miami Sound Machine               | Can't stay away from you (met Gloria Estefan)                                           | 1988 |
| Verenigd Koninkrijk                  | George Michael                    | Careless Whisper                                                                        | 1984 |
| Verenigd Koninkrijk                  | George Michael                    | A Different Corner                                                                      | 1986 |
| Verenigd Koninkrijk                  | George Michael                    | I Knew You Were Waiting (For Me) (met Aretha Franklin)                                  | 1987 |
| Verenigd Koninkrijk                  | George Michael                    | I Want Your Sex                                                                         | 1987 |
| Verenigd Koninkrijk                  | George Michael                    | Faith                                                                                   | 1987 |
| Verenigd Koninkrijk                  | George Michael                    | Don't Let the Sun Go Down On Me (met Elton John)                                        | 1991 |
| Verenigde Staten                     | Pras Michel                       | Ghetto supastar (That is what you are) (met ODB en Mýa)                                 | 1998 |
| Verenigde Staten                     | Pras Michel                       | Miss California (met Dante Thomas)                                                      | 2001 |
| Verenigd Koninkrijk                  | Middle of the Road                | Soley soley                                                                             | 1971 |
| Verenigd Koninkrijk                  | Middle of the Road                | Sacramento (A Wonderful Town)                                                           | 1971 |
| Verenigd Koninkrijk                  | Middle of the Road                | The Talk of All the U.S.A.                                                              | 1972 |
| Verenigd Koninkrijk                  | Mika                              | Relax, Take It Easy                                                                     | 2007 |
| Verenigde Staten                     | Steve Miller Band                 | The joker                                                                               | 1973 |
| Frankrijk Duitsland                  | Milli Vanilli                     | Girl I'm gonna miss you                                                                 | 1989 |
| Verenigde Staten                     | Stephanie Mills                   | Never knew love like this before                                                        | 1980 |
| België                               | Milow                             | Ayo technology                                                                          | 2008 |
| Australië                            | Kylie Minogue                     | Can't Get You Out of My Head                                                            | 2001 |
| Nederland                            | Danny Mirror                      | I remember Elvis Presley                                                                | 1977 |
| Duitsland                            | Mixed Emotions                    | You Want Love (Maria, Maria...)                                                         | 1987 |
| Verenigde Staten                     | Hank Mizell                       | Jungle rock                                                                             | 1976 |
| Zweden                               | Mohombi                           | Bumpy Ride                                                                              | 2010 |
| Verenigde Staten                     | The Moments                       | Girls (met The Whatnauts)                                                               | 1975 |
| Verenigde Staten                     | Monica                            | The boy is mine (met Brandy)                                                            | 1998 |
| Verenigde Staten                     | The Monkees                       | I'm a Believer                                                                          | 1966 |
| Verenigde Staten                     | Moody Blues                       | Question                                                                                | 1970 |
| Nederland                            | Irene Moors                       | No limit (met De Smurfen)                                                               | 1995 |
| Griekenland                          | Nana Mouskouri                    | Only love                                                                               | 1985 |
| Nederland                            | Mouth & MacNeal                   | How Do You Do                                                                           | 1971 |
| Nederland                            | Mouth & MacNeal                   | Hello-a                                                                                 | 1972 |
| Verenigde Staten                     | Mr. Big                           | To Be with You                                                                          | 1992 |
| Nederland                            | Mr. Probz                         | Nothing really matters                                                                  | 2014 |
| Verenigd Koninkrijk                  | Mud                               | Dyna-mite                                                                               | 1974 |
| Verenigd Koninkrijk                  | Mud                               | Tiger feet                                                                              | 1974 |
| Verenigd Koninkrijk                  | Mud                               | Lonely this Christmas                                                                   | 1974 |
| Verenigd Koninkrijk                  | Mungo Jerry                       | In the summertime                                                                       | 1970 |
| Nederland                            | Danny de Munk                     | Ik voel me zo verdomd alleen                                                            | 1984 |
| Verenigd Koninkrijk                  | Musical Youth                     | Pass the dutchie                                                                        | 1982 |
| Verenigde Staten                     | Mýa                               | Ghetto supastar (That is what you are) (met Pras Michel en ODB)                         | 1998 |
| Denemarken                           | MØ                                | Lean On (met Major Lazer & DJ Snake)                                                    | 2015 |
| Denemarken                           | MØ                                | Cold Water (met Major Lazer & Justin Bieber)                                            | 2016 |
| Verenigde Staten                     | Nayer                             | Give me everything (met Pitbull, Ne-Yo en Afrojack)                                     | 2011 |
| Verenigd Koninkrijk                  | Nazareth                          | Love Hurts                                                                              | 1976 |
| Verenigde Staten                     | Nelly                             | Dilemma (met Kelly Rowland)                                                             | 2002 |
| Duitsland                            | Nena                              | 99 Luftballons (als de band Nena)                                                       | 1983 |
| Duitsland                            | Nena                              | Anyplace, Anywhere, Anytime (met Kim Wilde)                                             | 2003 |
| Verenigde Staten                     | Jason Nevins                      | It's like that (met Run-D.M.C.)                                                         | 1998 |
| Verenigd Koninkrijk                  | John Newman (zanger)              | Blame (met Calvin Harris)                                                               | 2014 |
| Australië                            | Olivia Newton-John                | You're the One That I Want (met John Travolta)                                          | 1978 |
| Australië                            | Olivia Newton-John                | Hopelessly Devoted to You                                                               | 1978 |
| Australië                            | Olivia Newton-John                | Xanadu (met Electric Light Orchestra)                                                   | 1980 |
| Nederland                            | Benny Neyman                      | Waarom fluister ik je naam nog                                                          | 1985 |
| Verenigde Staten                     | Ne-Yo                             | Give me everything (met Pitbull, Afrojack en Nayer)                                     | 2011 |
| Nederland                            | Nick & Simon                      | Julia                                                                                   | 2013 |
| Noorwegen                            | Nico & Vinz                       | Am I wrong                                                                              | 2014 |
| Duitsland                            | Nicole                            | Ein bißchen Frieden / Een beetje vrede                                                  | 1982 |
| Nederland                            | Nienke                            | Het Huis Anubis                                                                         | 2007 |
| Nederland                            | Sandra van Nieuwland              | Keep your head up                                                                       | 2012 |
| Nederland                            | Rob de Nijs                       | Banger Hart                                                                             | 1996 |
| Nederland                            | Nikki                             | Hello world                                                                             | 2008 |
| Noorwegen                            | Anders Nilsen                     | Salsa Tequila                                                                           | 2014 |
| Verenigde Staten                     | No Doubt                          | Don't Speak                                                                             | 1996 |
| Verenigde Staten                     | No Mercy                          | When I die                                                                              | 1997 |
| Spanje                               | Sak Noel                          | Loca people (la gente está muy loca)                                                    | 2011 |
| Nederland                            | Nova                              | Aurora                                                                                  | 1982 |
| Verenigd Koninkrijk                  | Billy Ocean                       | When the Going Gets Tough, the Tough Get Going                                          | 1986 |
| Verenigd Koninkrijk                  | Billy Ocean                       | Get Outta My Dreams, Get into My Car                                                    | 1988 |
| Ierland                              | Sinéad O'Connor                   | Nothing Compares 2 U                                                                    | 1990 |
| Verenigde Staten                     | Colby O'Donis                     | Just Dance (met Lady Gaga)                                                              | 2008 |
| Israël                               | Esther & Abi Ofarim               | Cinderella rockefella                                                                   | 1968 |
| Verenigde Staten                     | The Offspring                     | Pretty Fly (for a White Guy)                                                            | 1998 |
| Verenigde Staten                     | ODB                               | Ghetto supastar (That is what you are) (met Pras Michel & Mýa)                          | 1998 |
| Jamaica                              | OMI                               | Cheerleader (Felix Jaehn remix)                                                         | 2014 |
| Nederland                            | One Day Fly                       | I wanna be a one day fly                                                                | 2001 |
| Verenigde Staten                     | 112                               | I'll Be Missing You (met Puff Daddy & Faith Evans)                                      | 1997 |
| Verenigde Staten                     | OneRepublic                       | Apologize (met Timbaland)                                                               | 2007 |
| Nederland                            | The Opposites                     | Slapeloze nachten                                                                       | 2012 |
| Verenigd Koninkrijk                  | Orchestral Manoeuvres in the Dark | Maid of Orleans (The Waltz Joan of Arc)                                                 | 1982 |
| Argentinië                           | Orchestre Manuel de Falla         | Mozart symphony no. 40 in g klein, KV 550, 1st movement (met Waldo de los Ríos)         | 1971 |
| Verenigde Staten                     | The Osmonds                       | Crazy horses                                                                            | 1973 |
| Verenigde Staten                     | The Osmonds                       | Down by the Lazy River                                                                  | 1973 |
| Ierland                              | Gilbert O'Sullivan                | Nothing rhymed                                                                          | 1970 |
| Ierland                              | Gilbert O'Sullivan                | Underneath the blanket go                                                               | 1971 |
| Verenigde Staten                     | OutKast                           | Ms. Jackson                                                                             | 2001 |
| Denemarken                           | Outlandish                        | Aïcha                                                                                   | 2003 |
| Verenigd Koninkrijk                  | The Overlanders                   | Michelle                                                                                | 1966 |
| Verenigde Staten                     | Owl City                          | Fireflies                                                                               | 2009 |
| Moldavië                             | O-Zone                            | Dragostea din tei                                                                       | 2004 |
| Verenigde Staten                     | P!nk                              | Just Give Me a Reason (met Nate Ruess)                                                  | 2012 |
| Nederland                            | Gers Pardoel                      | Ik neem je mee                                                                          | 2011 |
| Italië                               | Ryan Paris                        | Dolce vita                                                                              | 1983 |
| Verenigde Staten                     | Dolly Parton                      | You are                                                                                 | 1983 |
| Nederland                            | Party Animals                     | Have You Ever Been Mellow                                                               | 1996 |
| Nederland                            | Party Animals                     | Hava Naquila                                                                            | 1996 |
| Nederland                            | Party Animals                     | Aquarius                                                                                | 1996 |
| Verenigd Koninkrijk                  | The Pasadenas                     | Tribute (Right On)                                                                      | 1988 |
| Verenigd Koninkrijk                  | Passenger                         | Let her go                                                                              | 2012 |
| Verenigd Koninkrijk                  | Lynsey de Paul                    | Sugar me                                                                                | 1972 |
| Italië                               | Laura Pausini                     | La solitudine                                                                           | 1993 |
| Verenigde Staten                     | Peaches & Herb                    | Reunited                                                                                | 1979 |
| Spanje                               | Peret                             | Borriquito                                                                              | 1971 |
| Verenigde Staten                     | Katy Perry                        | I kissed a girl                                                                         | 2008 |
| Verenigde Staten                     | Katy Perry                        | Hot N Cold                                                                              | 2008 |
| Verenigde Staten                     | Katy Perry                        | Dark horse (met Juicy J)                                                                | 2013 |
| Verenigde Staten                     | Pharrell                          | One (Your Name) (met Swedish House Mafia)                                               | 2010 |
| Verenigde Staten                     | Pharrell                          | Blurred Lines (met Robin Thicke en T.I.)                                                | 2013 |
| Verenigde Staten                     | Pharrell                          | Happy                                                                                   | 2013 |
| Verenigd Koninkrijk                  | Ph.D.                             | I Won't Let You Down                                                                    | 1981 |
| Verenigde Staten                     | Pitbull                           | I Know You Want Me (Calle Ocho)                                                         | 2009 |
| Verenigde Staten                     | Pitbull                           | Give me everything (met Ne-Yo, Afrojack en Nayer)                                       | 2011 |
| Verenigde Staten                     | Pitbull                           | Timber (met Ke$ha)                                                                      | 2013 |
| Verenigde Staten                     | Pitbull                           | Fireball (met John Ryan)                                                                | 2014 |
| Verenigd Koninkrijk Verenigde Staten | Plastic Ono Band                  | Give Peace a Chance                                                                     | 1969 |
| Nederland                            | De Poema's                        | Zij maakt het verschil                                                                  | 2001 |
| Verenigde Staten                     | The Pointer Sisters               | Fire                                                                                    | 1979 |
| Verenigd Koninkrijk                  | The Police                        | Every Little Thing She Does Is Magic                                                    | 1981 |
| Duitsland                            | The Pop-corn Makers               | Popcorn                                                                                 | 1972 |
| Frankrijk                            | Les Poppys                        | Non, non, rien n'a changé                                                               | 1971 |
| Verenigde Staten                     | Mike Posner                       | I took a pill in Ibiza (SeeB remix)                                                     | 2016 |
| Verenigd Koninkrijk                  | Alan Price                        | Rosetta (met Georgie Fame)                                                              | 1971 |
| Verenigde Staten                     | Prince                            | Purple Rain (als Prince & The Revolution)                                               | 1984 |
| Verenigde Staten                     | Prince                            | The Most Beautiful Girl in the World (als O(+>)                                         | 1994 |
| Jamaica                              | Prince Mohammed                   | Someone loves you honey (met June Lodge)                                                | 1982 |
| Verenigd Koninkrijk                  | Procol Harum                      | A whiter shade of pale                                                                  | 1967 |
| Verenigd Koninkrijk                  | Procol Harum                      | Homburg                                                                                 | 1967 |
| Zuid-Korea                           | PSY                               | Gangnam Style                                                                           | 2012 |
| Verenigde Staten                     | Puff Daddy                        | I'll Be Missing You (met Faith Evans en 112)                                            | 1997 |
| Verenigde Staten                     | Puff Daddy                        | I Don't Wanna Know (als P Diddy met Mario Winans en Enya)                               | 2004 |
| Nederland                            | Pussycat                          | Mississippi                                                                             | 1975 |
| Nederland                            | Pussycat                          | My broken souvenirs                                                                     | 1977 |
| Verenigd Koninkrijk                  | Queen                             | Bohemian Rhapsody                                                                       | 1975 |
| Verenigd Koninkrijk                  | Queen                             | Somebody to Love                                                                        | 1976 |
| Verenigd Koninkrijk                  | Queen                             | Crazy Little Thing Called Love                                                          | 1979 |
| Verenigd Koninkrijk                  | Queen                             | Under Pressure (met David Bowie)                                                        | 1981 |
| Verenigd Koninkrijk                  | Queen                             | Radio Ga Ga                                                                             | 1984 |
| Verenigd Koninkrijk                  | Queen                             | I Want to Break Free                                                                    | 1984 |
| Nederland                            | Quintino                          | Epic (met Sandro Silva)                                                                 | 2011 |
| Verenigd Koninkrijk                  | Racey                             | Lay your love on me                                                                     | 1979 |
| Nederland                            | Raffaëla                          | Right Here, Right Now (My Heart Belongs to You)                                         | 2006 |
| Nederland                            | Raffish                           | Plaything                                                                               | 2004 |
| Finland                              | Stig Rauno                        | Letkis                                                                                  | 1965 |
| Barbados                             | Rayvon                            | Angel (met Shaggy)                                                                      | 2001 |
| Verenigde Staten                     | Red Hot Chili Peppers             | Under the Bridge                                                                        | 1992 |
| Verenigde Staten                     | Redbone                           | We Were All Wounded at Wounded Knee                                                     | 1973 |
| Zweden                               | Rednex                            | Cotton Eye Joe                                                                          | 1994 |
| Verenigde Staten                     | Reel 2 Real                       | I Like to Move It (met The Mad Stuntman)                                                | 1994 |
| Nederland                            | Jaap Reesema                      | Nu wij niet meer praten (met Pommelien Thijs)                                           | 2021 |
| Duitsland                            | Matthias Reim                     | Verdammt, ich lieb' Dich                                                                | 1990 |
| Verenigde Staten                     | R.E.M.                            | Losing My Religion                                                                      | 1991 |
| Nigeria                              | Rema                              | Calm Down (met Selena Gomez)                                                            | 2022 |
| Verenigd Koninkrijk Italië           | Renée & Renato                    | Save your love                                                                          | 1983 |
| Duitsland                            | Revolution System                 | Popcorn                                                                                 | 1972 |
| Verenigde Staten                     | Bebe Rexha                        | I'm Good (Blue) (met David Guetta)                                                      | 2022 |
| Suriname                             | Def Rhymz                         | Doekoe                                                                                  | 1999 |
| Suriname                             | Def Rhymz                         | Puf / Schudden                                                                          | 2001 |
| Verenigd Koninkrijk                  | Cliff Richard                     | Congratulations                                                                         | 1968 |
| Verenigd Koninkrijk                  | Cliff Richard                     | Power to all our friends                                                                | 1973 |
| Verenigd Koninkrijk                  | Cliff Richard                     | Living doll (met The Young Ones)                                                        | 1986 |
| Verenigde Staten                     | Lionel Richie                     | All Night Long (All Night)                                                              | 1983 |
| Verenigde Staten                     | Lionel Richie                     | Hello                                                                                   | 1984 |
| Verenigde Staten                     | Righteous Brothers                | Unchained melody                                                                        | 1990 |
| Barbados                             | Rihanna                           | Don't Stop the Music                                                                    | 2007 |
| Verenigd Koninkrijk                  | Rikrok                            | It Wasn't Me (met Shaggy)                                                               | 2001 |
| Verenigde Staten                     | LeAnn Rimes                       | Can't fight the moonlight                                                               | 2000 |
| Argentinië                           | Waldo de los Ríos                 | Mozart symphony no. 40 in g klein, KV 550, 1st movement (met Orchestre Manuel de Falla) | 1971 |
| Nederland                            | De Riwi's                         | Manuela (met Jacques Herb)                                                              | 1971 |
| Verenigde Staten                     | Rock Steady Crew                  | (Hey You) The Rock Steady Crew                                                          | 1983 |
| Verenigde Staten                     | Olivia Rodrigo                    | Drivers License                                                                         | 2021 |
| Verenigde Staten                     | Olivia Rodrigo                    | Good 4 U                                                                                | 2021 |
| Verenigd Koninkrijk                  | The Rolling Stones                | (I Can't Get No) Satisfaction                                                           | 1965 |
| Verenigd Koninkrijk                  | The Rolling Stones                | Paint It, Black                                                                         | 1966 |
| Verenigd Koninkrijk                  | The Rolling Stones                | We Love You / Dandelion                                                                 | 1967 |
| Verenigd Koninkrijk                  | The Rolling Stones                | Brown Sugar                                                                             | 1971 |
| Verenigd Koninkrijk                  | The Rolling Stones                | Angie                                                                                   | 1973 |
| Verenigd Koninkrijk                  | Mark Ronson                       | Valerie (met Amy Winehouse)                                                             | 2007 |
| Nederland                            | Roots Syndicate                   | Mockin' Bird Hill                                                                       | 1993 |
| Nieuw-Zeeland                        | Rosé                              | Apt. (met Bruno Mars)                                                                   | 2025 |
| Verenigde Staten                     | Diana Ross                        | Why do fools fall in love                                                               | 1981 |
| Griekenland                          | Demis Roussos                     | My Friend the Wind                                                                      | 1973 |
| Griekenland                          | Demis Roussos                     | Schönes Mädchen aus Arcadia                                                             | 1973 |
| Verenigde Staten                     | Kelly Rowland                     | Dilemma (met Nelly)                                                                     | 2002 |
| Zweden                               | Roxette                           | Joyride                                                                                 | 1991 |
| Nederland                            | Rubberen Robbie                   | De Nederlandse sterre die strale overal!                                                | 1981 |
| Verenigd Koninkrijk                  | The Rubettes                      | Sugar baby love                                                                         | 1974 |
| Verenigde Staten                     | Nate Ruess                        | Just Give Me a Reason (met P!nk)                                                        | 2012 |
| Verenigde Staten                     | Run-D.M.C.                        | It's like that (met Jason Nevins)                                                       | 1998 |
| Verenigd Koninkrijk                  | Barry Ryan                        | Eloise                                                                                  | 1968 |
| Verenigde Staten                     | John Ryan                         | Fireball (met Pitbull)                                                                  | 2014 |
| Verenigde Staten                     | Robin S                           | Show me love 2008                                                                       | 2008 |
| Verenigde Staten                     | SAINt JHN                         | Roses (Imanbek remix)                                                                   | 2020 |
| Verenigde Staten                     | Salt-n-Pepa                       | Push it                                                                                 | 1988 |
| Verenigde Staten                     | Salt-n-Pepa                       | Let's talk about sex                                                                    | 1991 |
| Nederland                            | Rolf Sanchez                      | Más más más                                                                             | 2020 |
| Duitsland                            | Sandra                            | (I'll never be) Maria Magdalena                                                         | 1985 |
| Verenigd Koninkrijk                  | Leo Sayer                         | Long tall glasses                                                                       | 1974 |
| Duitsland                            | Schnappi                          | Das kleine Krokodil                                                                     | 2005 |
| Duitsland                            | Robin Schulz                      | Prayer in C (Robin Schulz remix) (met Lilly Wood & The Prick)                           | 2014 |
| België                               | Scoop                             | Drop it                                                                                 | 1999 |
| Duitsland                            | Scorpions                         | Wind of change                                                                          | 1991 |
| Verenigd Koninkrijk                  | Seal                              | Crazy                                                                                   | 1991 |
| Jamaica                              | Sean Paul                         | Get busy                                                                                | 2003 |
| Jamaica                              | Sean Paul                         | Rockabye (met Clean Bandit en Anne-Marie)                                               | 2016 |
| Verenigd Koninkrijk                  | Harry Secombe                     | This is my song                                                                         | 1967 |
| Verenigd Koninkrijk                  | The Shadows                       | Theme from The Deer Hunter                                                              | 1979 |
| Verenigde Staten                     | Shaggy                            | It Wasn't Me (met RikRok)                                                               | 2001 |
| Verenigde Staten                     | Shaggy                            | Angel (met Rayvon)                                                                      | 2001 |
| Colombia                             | Shakira                           | Whenever, Wherever                                                                      | 2002 |
| Colombia                             | Shakira                           | Underneath your clothes                                                                 | 2002 |
| Colombia                             | Shakira                           | Hips Don't Lie (met Wyclef Jean)                                                        | 2006 |
| Colombia                             | Shakira                           | Beautiful Liar (met Beyoncé)                                                            | 2007 |
| Verenigde Staten                     | Sam the Sham & the Pharaohs       | Wooly bully                                                                             | 1965 |
| Verenigde Staten                     | Shanice                           | I Love Your Smile                                                                       | 1992 |
| Verenigd Koninkrijk                  | Feargal Sharkey                   | A Good Heart                                                                            | 1986 |
| Verenigd Koninkrijk                  | Sandie Shaw                       | Puppet on a string                                                                      | 1967 |
| Verenigd Koninkrijk                  | Ed Sheeran                        | Thinking Out Loud                                                                       | 2014 |
| Verenigd Koninkrijk                  | Ed Sheeran                        | Shape of You                                                                            | 2017 |
| Verenigd Koninkrijk                  | Ed Sheeran                        | Perfect                                                                                 | 2017 |
| Verenigd Koninkrijk                  | Ed Sheeran                        | Merry Christmas (met Elton John)                                                        | 2021 |
| Verenigd Koninkrijk                  | Ed Sheeran                        | Bad Habits                                                                              | 2021 |
| Verenigd Koninkrijk                  | Ed Sheeran                        | Azizam                                                                                  | 2025 |
| Verenigde Staten                     | Shirley & Company                 | Shame, shame, shame                                                                     | 1975 |
| Nederland                            | (The) Shocking Blue               | Mighty Joe                                                                              | 1970 |
| Nederland                            | (The) Shocking Blue               | Never Marry a Railroad Man                                                              | 1970 |
| Nederland                            | The Shorts                        | Comment ça va                                                                           | 1983 |
| Verenigde Staten                     | Mortimer Shuman                   | Le Lac Majeur                                                                           | 1973 |
| Nederland                            | Sandro Silva                      | Epic (met Quintino)                                                                     | 2011 |
| Verenigd Koninkrijk                  | Lucie Silvas                      | Everytime I think of you (met Marco Borsato)                                            | 2006 |
| Verenigde Staten                     | Simon & Garfunkel                 | El cóndor pasa                                                                          | 1970 |
| Verenigde Staten                     | Nina Simone                       | Ain't Got No - I Got Life                                                               | 1969 |
| Verenigde Staten                     | Nina Simone                       | My Baby Just Cares for Me                                                               | 1987 |
| Nederland                            | Eva Simons                        | This is love (met Will.i.am)                                                            | 2012 |
| Verenigd Koninkrijk                  | Simple Minds                      | Don't You (Forget About Me)                                                             | 1985 |
| Verenigd Koninkrijk                  | Simple Minds                      | Belfast Child                                                                           | 1989 |
| Verenigde Staten                     | Nancy Sinatra                     | These Boots Are Made for Walkin'                                                        | 1966 |
| Zuid-Afrika                          | Margaret Singana                  | We are growing (Shaka Zulu)                                                             | 1989 |
| Nederland                            | Sita                              | Happy                                                                                   | 2001 |
| Nederland                            | Sita                              | Lopen op het water (met Marco Borsato)                                                  | 2002 |
| Verenigde Staten                     | Percy Sledge                      | My special prayer                                                                       | 1974 |
| Verenigd Koninkrijk                  | Small Faces                       | Lazy Sunday                                                                             | 1968 |
| Nederland                            | Jan Smit                          | Ik zing dit lied voor jou alleen (als Jantje Smit)                                      | 1997 |
| Nederland                            | Jan Smit                          | Als de morgen is gekomen                                                                | 2006 |
| Nederland                            | Jan Smit                          | Cupido                                                                                  | 2006 |
| Nederland                            | Jan Smit                          | Op weg naar geluk                                                                       | 2007 |
| Nederland                            | Jan Smit                          | Dan volg je haar benen                                                                  | 2007 |
| Nederland                            | Jan Smit                          | Mi rowsu (Tuintje in mijn hart) (met Damaru)                                            | 2009 |
| Verenigd Koninkrijk                  | Smokie                            | Living Next Door to Alice                                                               | 1977 |
| Verenigd Koninkrijk                  | Smokie                            | Lay Back in the Arms of Someone                                                         | 1977 |
| Nederland                            | De Smurfen                        | No Limit (met Irene Moors)                                                              | 1995 |
| Duitsland                            | Snap!                             | The Power                                                                               | 1990 |
| Duitsland                            | Snap!                             | Rhythm Is a Dancer                                                                      | 1992 |
| Nederland                            | Snelle                            | Reünie                                                                                  | 2019 |
| Nederland                            | Snelle                            | Smoorverliefd                                                                           | 2020 |
| Nederland                            | Snelle                            | 17 miljoen mensen (met Davina Michelle)                                                 | 2020 |
| Nederland                            | Snelle                            | Blijven slapen (met Maan)                                                               | 2021 |
| Verenigd Koninkrijk                  | Sniff 'n' the Tears               | Driver's Seat                                                                           | 1980 |
| Verenigd Koninkrijk                  | Snow Patrol                       | Just Say Yes                                                                            | 2009 |
| Suriname                             | The Soca Boys                     | Follow the Leader (met Van B. King)                                                     | 1998 |
| Frankrijk                            | Martin Solveig                    | Hello (met Dragonette)                                                                  | 2010 |
| Verenigde Staten                     | Sonny & Cher                      | Little man                                                                              | 1966 |
| Verenigd Koninkrijk                  | Soul II Soul                      | Back to Life (However Do You Want Me)                                                   | 1989 |
| Nederland                            | Spargo                            | You and me                                                                              | 1980 |
| Verenigde Staten                     | Britney Spears                    | ...Baby one more time                                                                   | 1999 |
| Verenigde Staten                     | Britney Spears                    | Sometimes                                                                               | 1999 |
| Verenigde Staten                     | Britney Spears                    | Oops!... I did it again                                                                 | 2000 |
| Verenigde Staten                     | Britney Spears                    | Scream & shout (met will.i.am)                                                          | 2012 |
| Verenigd Koninkrijk                  | Spice Girls                       | Wannabe                                                                                 | 1996 |
| Verenigde Staten                     | Bruce Springsteen                 | Dancing in the Dark                                                                     | 1985 |
| Verenigde Staten                     | Bruce Springsteen                 | I'm on fire                                                                             | 1985 |
| Verenigd Koninkrijk                  | Lisa Stansfield                   | All Around the World                                                                    | 1989 |
| Verenigd Koninkrijk                  | Alvin Stardust                    | Pretend                                                                                 | 1981 |
| Nederland                            | Starmaker                         | Damn (I think I love you)                                                               | 2001 |
| Canada                               | Lucille Starr                     | The French Song (Quand le soleil dit bonjour aux montagnes)                             | 1965 |
| Nederland                            | Stars on 45                       | Stars on 45                                                                             | 1981 |
| Nederland                            | Stars on 45                       | Proudly presents The Star Sisters                                                       | 1983 |
| Nederland                            | Berdien Stenberg                  | Rondo russo                                                                             | 1983 |
| Verenigd Koninkrijk                  | David A. Stewart                  | Lily was here (met Candy Dulfer)                                                        | 1989 |
| Verenigd Koninkrijk                  | Rod Stewart                       | Sailing                                                                                 | 1975 |
| Nederland                            | Stips                             | Leven na de dood (met Freek de Jonge)                                                   | 1997 |
| Verenigd Koninkrijk                  | Barbra Streisand                  | Woman in love                                                                           | 1980 |
| Verenigd Koninkrijk                  | Barbra Streisand                  | Tell him (met Céline Dion)                                                              | 1997 |
| België                               | Stromae                           | Alors on danse                                                                          | 2009 |
| Denemarken                           | Studio Killers                    | Ode to the bouncer                                                                      | 2011 |
| Verenigd Koninkrijk                  | Harry Styles                      | As It Was                                                                               | 2022 |
| Verenigde Staten                     | The Sugarhill Gang                | Rapper's Delight                                                                        | 1980 |
| Verenigde Staten                     | Donna Summer                      | I Feel Love                                                                             | 1977 |
| Verenigde Staten                     | Donna Summer                      | State of Independence                                                                   | 1982 |
| Nederland                            | The Sunclub                       | Summer jam 2003 (met The Underdog Project)                                              | 2003 |
| Verenigd Koninkrijk                  | Sutherland Brothers & Quiver      | Arms of Mary                                                                            | 1976 |
| Nederland                            | Suzan & Freek                     | Als Het Avond Is                                                                        | 2018 |
| Verenigde Staten                     | Billy Swan                        | I can help                                                                              | 1974 |
| Zweden                               | Swedish House Mafia               | One (Your name) (met Pharrell)                                                          | 2010 |
| Verenigd Koninkrijk                  | The Sweet                         | Funny, Funny                                                                            | 1971 |
| Verenigd Koninkrijk                  | The Sweet                         | Poppa Joe                                                                               | 1972 |
| Verenigd Koninkrijk                  | The Sweet                         | Block buster                                                                            | 1973 |
| Nederland                            | S10                               | De diepte                                                                               | 2022 |
| Verenigde Staten                     | Timmy T                           | One more try                                                                            | 1991 |
| Verenigde Staten                     | T.I.                              | Blurred Lines (met Robin Thicke en Pharrell)                                            | 2013 |
| Verenigde Staten                     | Tavares                           | Heaven must be missing an angel                                                         | 1976 |
| Verenigd Koninkrijk                  | Tears for Fears                   | Shout                                                                                   | 1985 |
| Verenigd Koninkrijk                  | Technohead                        | I wanna be a hippy                                                                      | 1995 |
| Nederland                            | Tee Set                           | She likes weeds                                                                         | 1970 |
| Brazilië                             | Michel Teló                       | Ai se eu te pego!                                                                       | 2011 |
| Verenigd Koninkrijk                  | 10cc                              | The Wall Street Shuffle                                                                 | 1974 |
| Verenigd Koninkrijk                  | 10cc                              | Dreadlock Holiday                                                                       | 1978 |
| Verenigde Staten                     | Robin Thicke                      | Blurred Lines (met T.I. en Pharrell)                                                    | 2013 |
| België                               | Pommelien Thijs                   | Nu wij niet meer praten (met Jaap Reesema)                                              | 2021 |
| Verenigde Staten                     | Dante Thomas                      | Miss California (met Pras Michel)                                                       | 2001 |
| Verenigd Koninkrijk                  | Jasmine Thompson                  | Ain't nobody (Loves me better) (met Felix Jaehn)                                        | 2015 |
| Verenigde Staten                     | The Three Degrees                 | Dirty Ol' Man                                                                           | 1973 |
| Nederland                            | Tiësto                            | The Business                                                                            | 2020 |
| Nederland                            | Tiësto                            | The Motto (met Ava Max)                                                                 | 2022 |
| Verenigd Koninkrijk                  | Tight Fit                         | The Lion Sleeps Tonight                                                                 | 1982 |
| Verenigde Staten                     | Timbaland                         | Apologize (met OneRepublic)                                                             | 2007 |
| Verenigde Staten                     | Justin Timberlake                 | 4 Minutes (met Madonna)                                                                 | 2008 |
| Verenigde Staten                     | Justin Timberlake                 | Can't Stop the Feeling!                                                                 | 2016 |
| Nederland                            | Tom & Dick                        | Bloody Mary                                                                             | 1969 |
| Australië                            | Tones and I                       | Dance Monkey                                                                            | 2019 |
| Jamaica                              | Peter Tosh                        | (You Gotta Walk) Don't Look Back (met Mick Jagger)                                      | 1979 |
| Denemarken                           | Toy-Box                           | Best friend                                                                             | 1999 |
| Verenigd Koninkrijk                  | T'Pau                             | China in Your Hand                                                                      | 1987 |
| Verenigde Staten                     | Train                             | Hey, soul sister                                                                        | 2009 |
| Verenigde Staten                     | John Travolta                     | You're the One That I Want (met Olivia Newton-John)                                     | 1978 |
| Nederland                            | Treble                            | Ramaganana                                                                              | 2003 |
| België                               | Triggerfinger                     | I follow rivers                                                                         | 2012 |
| Verenigd Koninkrijk                  | The Troggs                        | With a girl like you                                                                    | 1966 |
| Verenigde Staten                     | 2Pac                              | Changes                                                                                 | 1999 |
| Verenigde Staten                     | Tina Turner                       | Tonight (Live) (met David Bowie)                                                        | 1989 |
| Nederland                            | Twarres                           | Wêr bisto                                                                               | 2000 |
| Nederland                            | 2 Brothers on the 4th Floor       | Dreams (Will come alive)                                                                | 1994 |
| Verenigde Staten                     | 2 Live Crew                       | Me so horny                                                                             | 1990 |
| België                               | 2 Unlimited                       | Twilight zone                                                                           | 1992 |
| België                               | 2 Unlimited                       | No limit                                                                                | 1993 |
| België                               | 2 Unlimited                       | The real thing                                                                          | 1994 |
| Verenigde Staten                     | Ty Dolla Sign                     | Work from Home (met Fifth Harmony)                                                      | 2016 |
| Verenigd Koninkrijk                  | UB40                              | Red red wine                                                                            | 1983 |
| Verenigd Koninkrijk                  | UB40                              | I got you babe (met Chrissie Hynde)                                                     | 1985 |
| Verenigd Koninkrijk                  | UB40                              | Sing our own song                                                                       | 1986 |
| Verenigd Koninkrijk                  | UB40                              | Kingston Town                                                                           | 1990 |
| Verenigd Koninkrijk                  | UB40                              | (I can't help) Falling in love with you                                                 | 1993 |
| Verenigd Koninkrijk                  | Ultravox                          | Vienna                                                                                  | 1981 |
| België Duitsland                     | The Underdog Project              | Summer jam 2003 (met The Sunclub)                                                       | 2003 |
| Verenigd Koninkrijk                  | Urban Cookie Collective           | The key: the secret                                                                     | 1993 |
| Verenigde Staten                     | USA for Africa                    | We Are the World                                                                        | 1985 |
| Verenigde Staten                     | Usher                             | Yeah! (met Lil' Jon en Ludacris)                                                        | 2004 |
| Ierland                              | U2                                | Beautiful day                                                                           | 2000 |
| Ierland                              | U2                                | Elevation                                                                               | 2001 |
| Ierland                              | U2                                | The Saints Are Coming (met Green Day)                                                   | 2006 |
| Ierland                              | U2                                | Window in the Skies                                                                     | 2007 |
| Nederland                            | Vader Abraham                     | Zou het erg zijn lieve opa (met Wilma)                                                  | 1971 |
| Nederland                            | Vader Abraham                     | Den Uyl is in den olie (met Boer Koekoek)                                               | 1974 |
| Nederland                            | Vader Abraham                     | 't Smurfenlied                                                                          | 1977 |
| Nederland                            | Vagant                            | Het is een nacht... (Levensecht) (met Guus Meeuwis)                                     | 1995 |
| Nederland                            | Vagant                            | Per spoor (Kedeng kedeng) (met Guus Meeuwis)                                            | 1996 |
| Verenigde Staten                     | Frankie Valli                     | Grease                                                                                  | 1978 |
| Griekenland                          | Vangelis                          | Conquest of paradise                                                                    | 1995 |
| Verenigde Staten                     | Vanilla Ice                       | Ice ice baby                                                                            | 1990 |
| België                               | Vaya Con Dios                     | What's a woman                                                                          | 1990 |
| Nederland                            | Piet Veerman                      | Sailin' home                                                                            | 1987 |
| Nederland                            | Vengaboys                         | Boom, Boom, Boom, Boom!!                                                                | 1998 |
| Nederland                            | Vengaboys                         | We're going to Ibiza!                                                                   | 1999 |
| Verenigde Staten                     | Village People                    | Y.M.C.A.                                                                                | 1978 |
| Verenigde Staten                     | Village People                    | In the Navy                                                                             | 1979 |
| Nederland                            | The voice of Holland              | One thousand voices                                                                     | 2011 |
| Verenigde Staten                     | Wanz                              | Thrift shop (met Macklemore en Ryan Lewis)                                              | 2012 |
| Verenigde Staten                     | Alex Warren                       | Ordinary                                                                                | 2025 |
| Verenigde Staten                     | Jennifer Warnes                   | (I've Had) The Time of My Life (met Bill Medley)                                        | 1987 |
| Verenigde Staten                     | Crystal Waters                    | Gypsy woman (La da dee la da da)                                                        | 1991 |
| Nederland                            | Marianne Weber                    | De regenboog (met Frans Bauer)                                                          | 1997 |
| Canada                               | The Weeknd                        | Starboy (met Daft Punk)                                                                 | 2016 |
| Canada                               | The Weeknd                        | Blinding Lights                                                                         | 2020 |
| Kameroen                             | Wes                               | Alane                                                                                   | 1998 |
| Verenigd Koninkrijk                  | Keith West                        | Excerpt from A Teenage Opera                                                            | 1967 |
| Verenigd Koninkrijk                  | Wet Wet Wet                       | Love is all around                                                                      | 1994 |
| Verenigd Koninkrijk                  | Wham!                             | Wake Me Up Before You Go-Go                                                             | 1984 |
| Verenigd Koninkrijk                  | Wham!                             | The edge of heaven                                                                      | 1986 |
| Verenigde Staten                     | The Whatnauts                     | Girls (met The Moments)                                                                 | 1975 |
| Verenigd Koninkrijk                  | Kim Wilde                         | Anyplace, Anywhere, Anytime (met Nena)                                                  | 2003 |
| Verenigde Staten                     | will.i.am                         | This is love (met Eva Simons)                                                           | 2012 |
| Verenigde Staten                     | will.i.am                         | Scream & shout (met Britney Spears)                                                     | 2012 |
| Verenigd Koninkrijk                  | Robbie Williams                   | Feel                                                                                    | 2002 |
| Verenigd Koninkrijk                  | Robbie Williams                   | Tripping                                                                                | 2005 |
| Verenigd Koninkrijk                  | Robbie Williams                   | Bodies                                                                                  | 2009 |
| Nederland                            | Wilma                             | Zou het erg zijn lieve opa (met Vader Abraham)                                          | 1971 |
| Verenigde Staten                     | Jackie Wilson                     | Reet petite                                                                             | 1987 |
| Verenigde Staten                     | Mario Winans                      | I Don't Wanna Know (met P Diddy en Enya)                                                | 2004 |
| Verenigd Koninkrijk                  | Amy Winehouse                     | Valerie (met Mark Ronson)                                                               | 2007 |
| Verenigd Koninkrijk                  | Wings                             | Mull of Kintyre                                                                         | 1977 |
| Verenigde Staten                     | The Wiz Stars                     | A brand new day                                                                         | 1978 |
| Nigeria                              | Wizkid                            | One Dance (met Drake & Kyla)                                                            | 2016 |
| Nederland                            | Dinand Woesthoff                  | Dreamer (Gussie's song)                                                                 | 2004 |
| Verenigde Staten                     | Womack & Womack                   | Teardrops                                                                               | 1988 |
| Verenigde Staten                     | Stevie Wonder                     | I Just Called to Say I Love You                                                         | 1984 |
| Verenigde Staten                     | Tammy Wynette                     | Stand By Your Man                                                                       | 1975 |
| Nederland Verenigd Koninkrijk        | XYP                               | Body to body                                                                            | 2006 |
| Puerto Rico                          | Daddy Yankee                      | Con Calma (met Snow)                                                                    | 2019 |
| Verenigd Koninkrijk                  | Yazz & the Plastic Population     | The only way is up                                                                      | 1988 |
| Australië                            | Yolanda Be Cool                   | We No Speak Americano (met DCUP)                                                        | 2010 |
| Verenigd Koninkrijk                  | Paul Young                        | Love of the common people                                                               | 1984 |
| Verenigde Staten                     | Pia Zadora                        | When the Rain Begins to Fall (met Jermaine Jackson)                                     | 1984 |
| Verenigde Staten                     | Zager & Evans                     | In the year 2525                                                                        | 1969 |
| Nederland                            | Zen                               | Hair                                                                                    | 1969 |

### Artiesten met een nummer 1-hit waarvan het de enige hit ooit in de Top 40 was

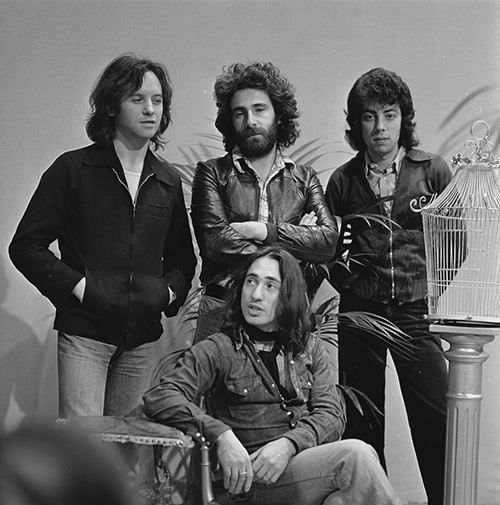
10cc

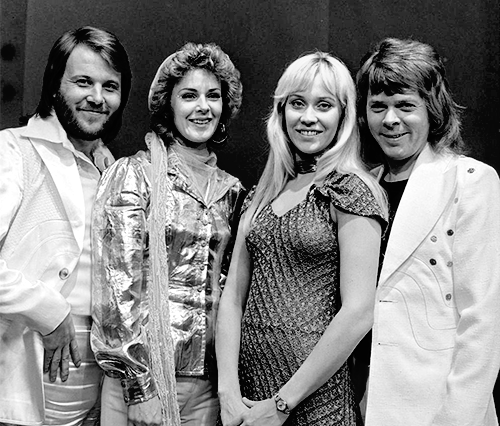
ABBA

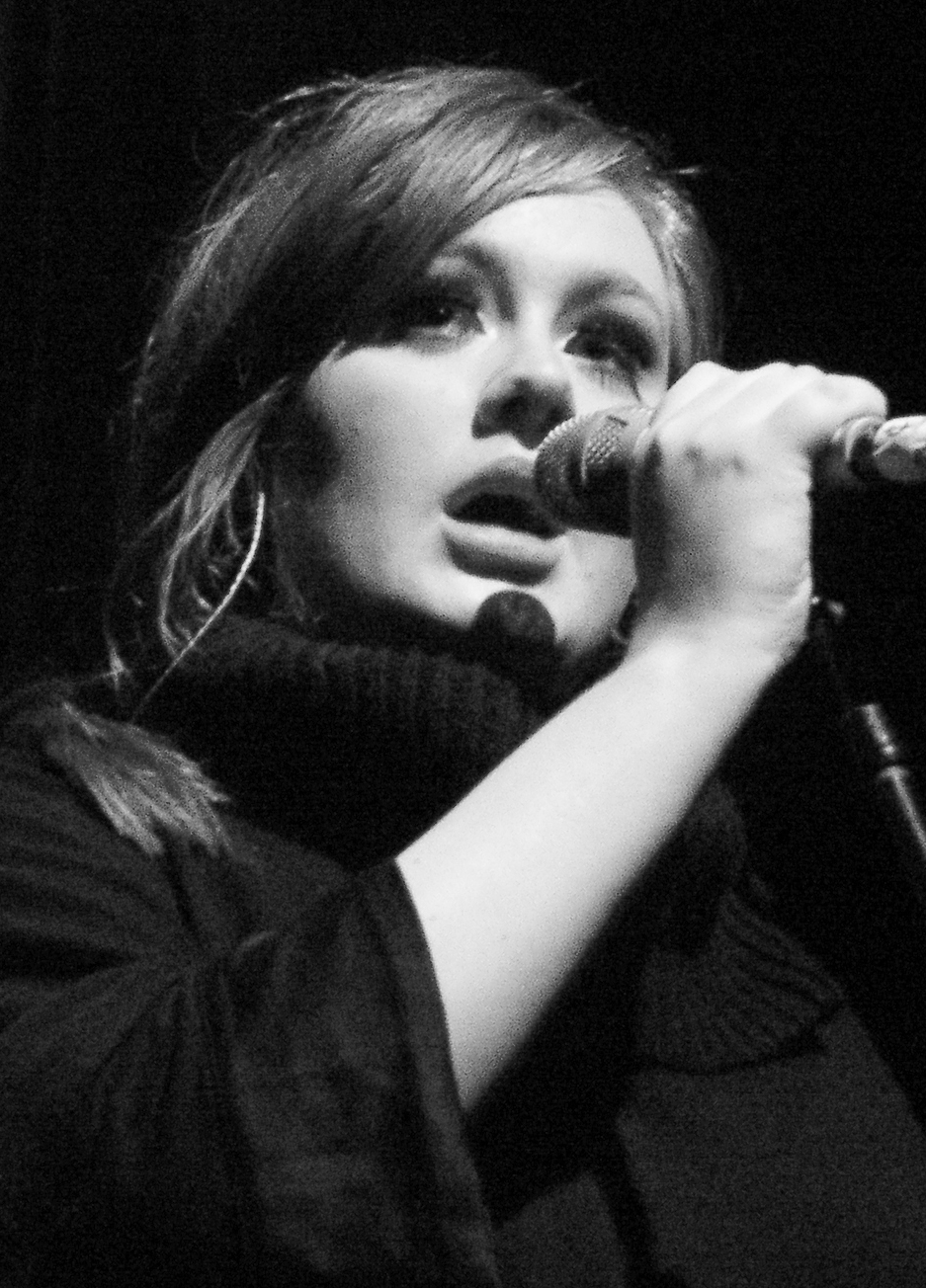
Adele

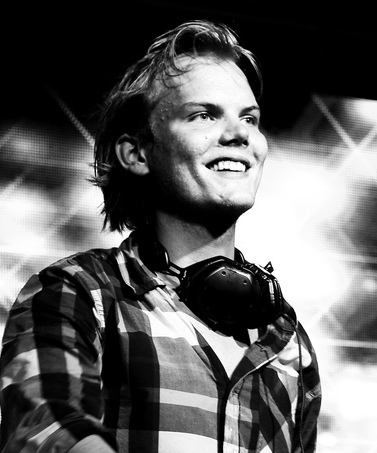
Avicii

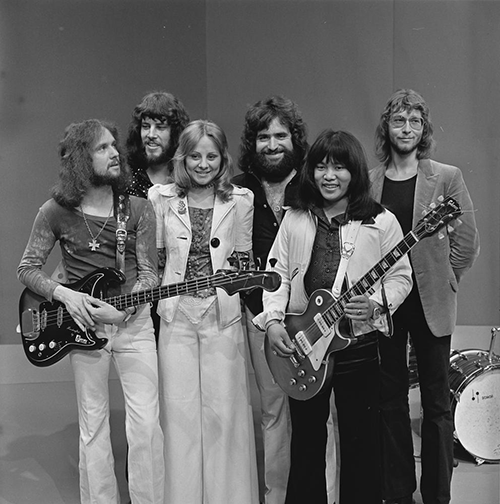
George Baker Selection

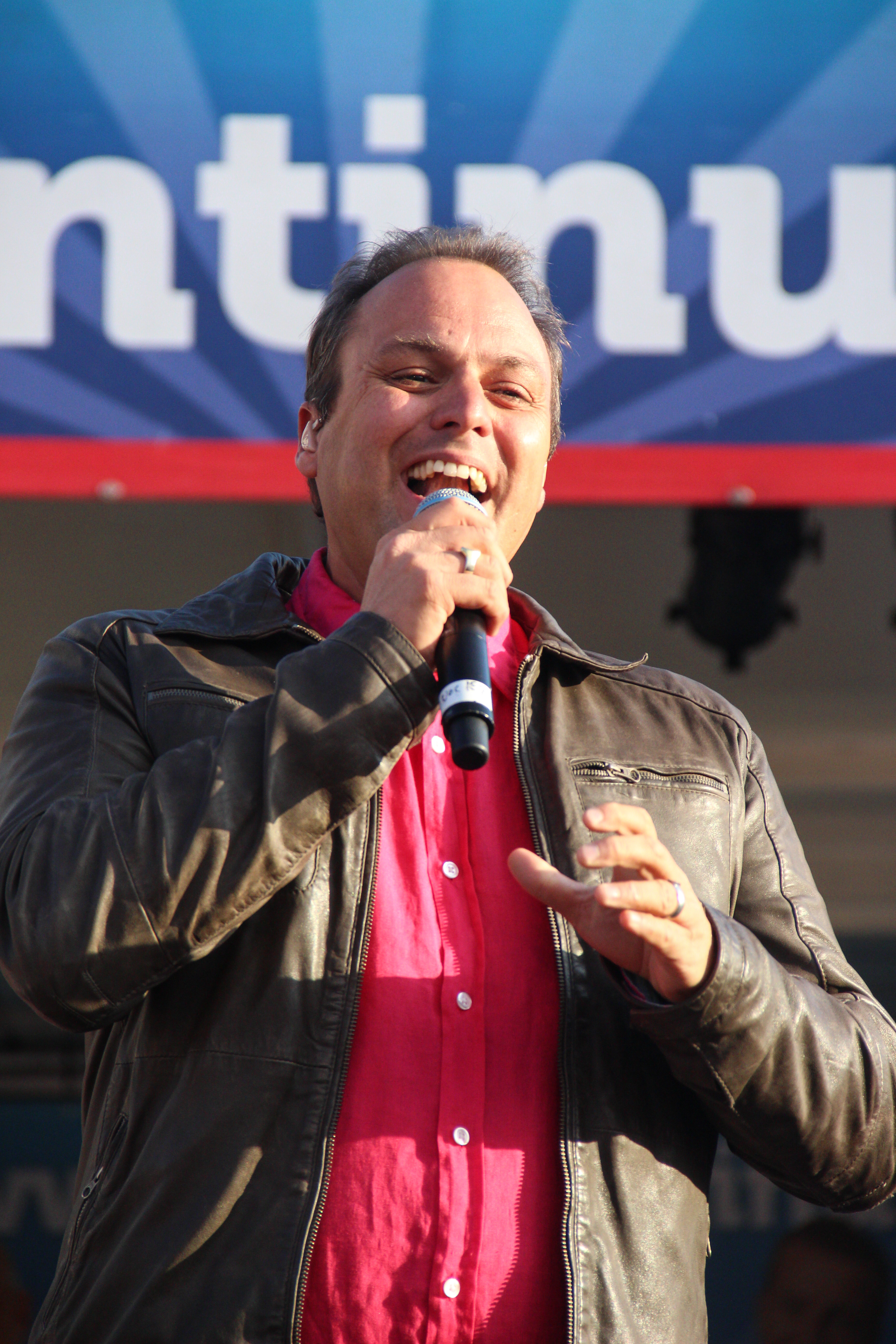
Frans Bauer

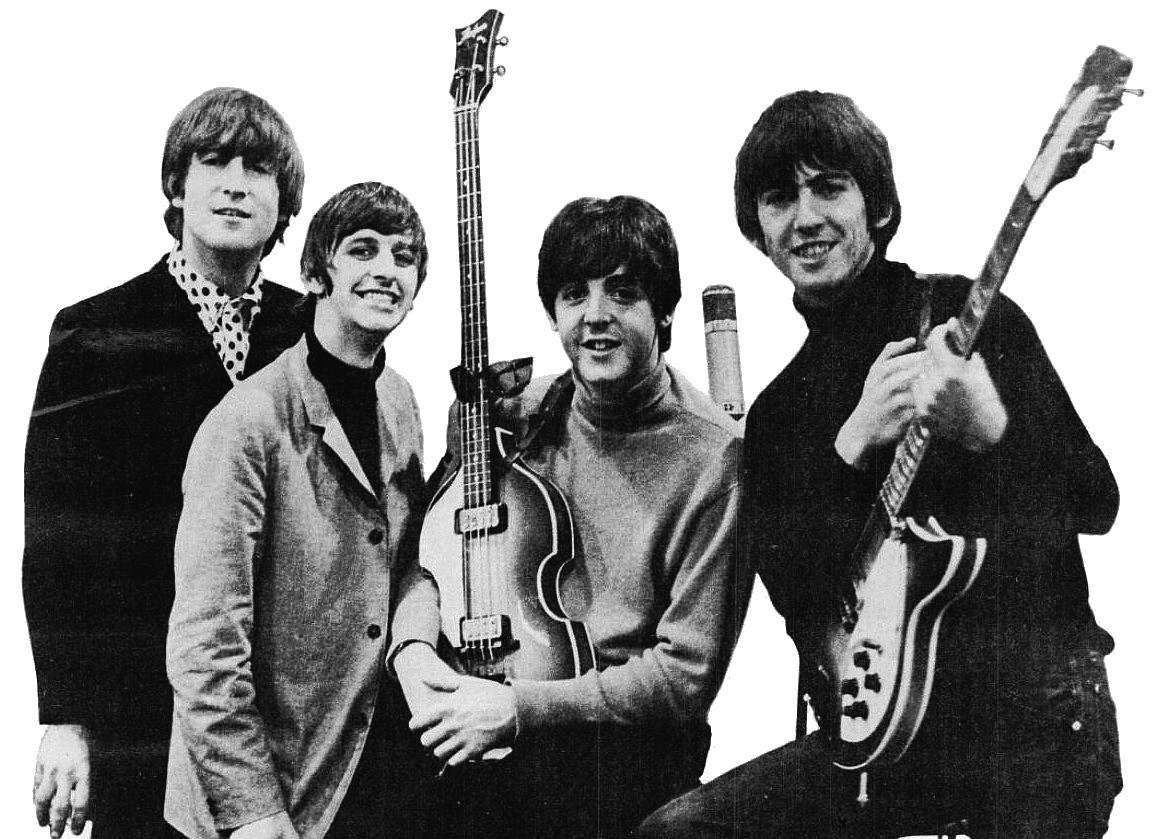
The Beatles

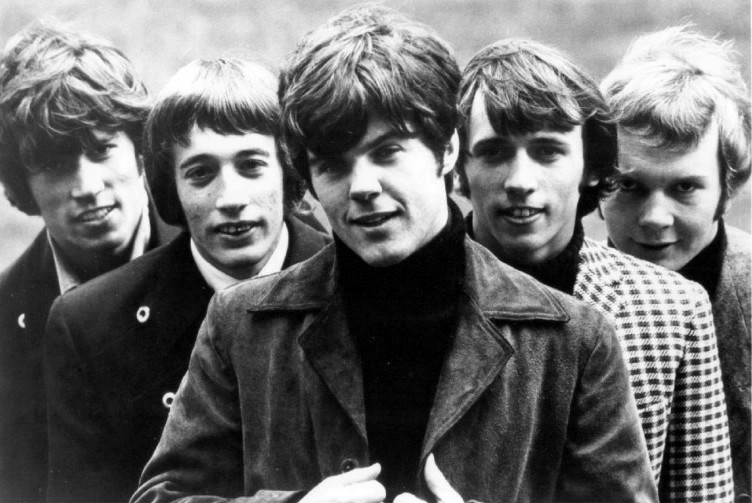
The Bee Gees

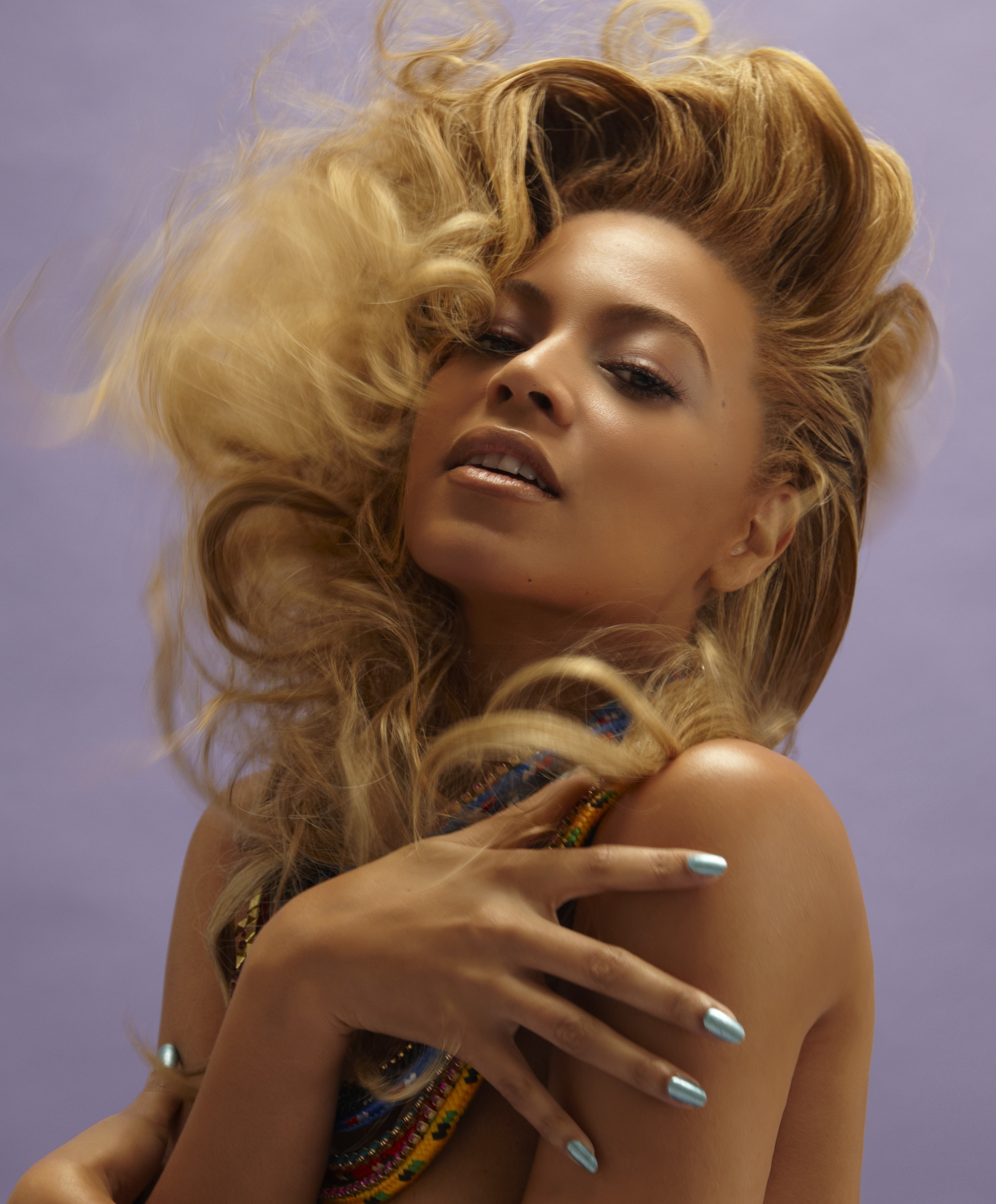
Beyoncé

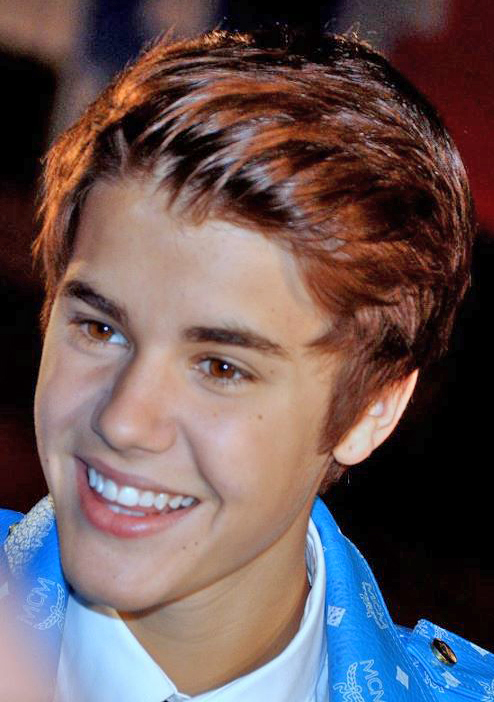
Justin Bieber

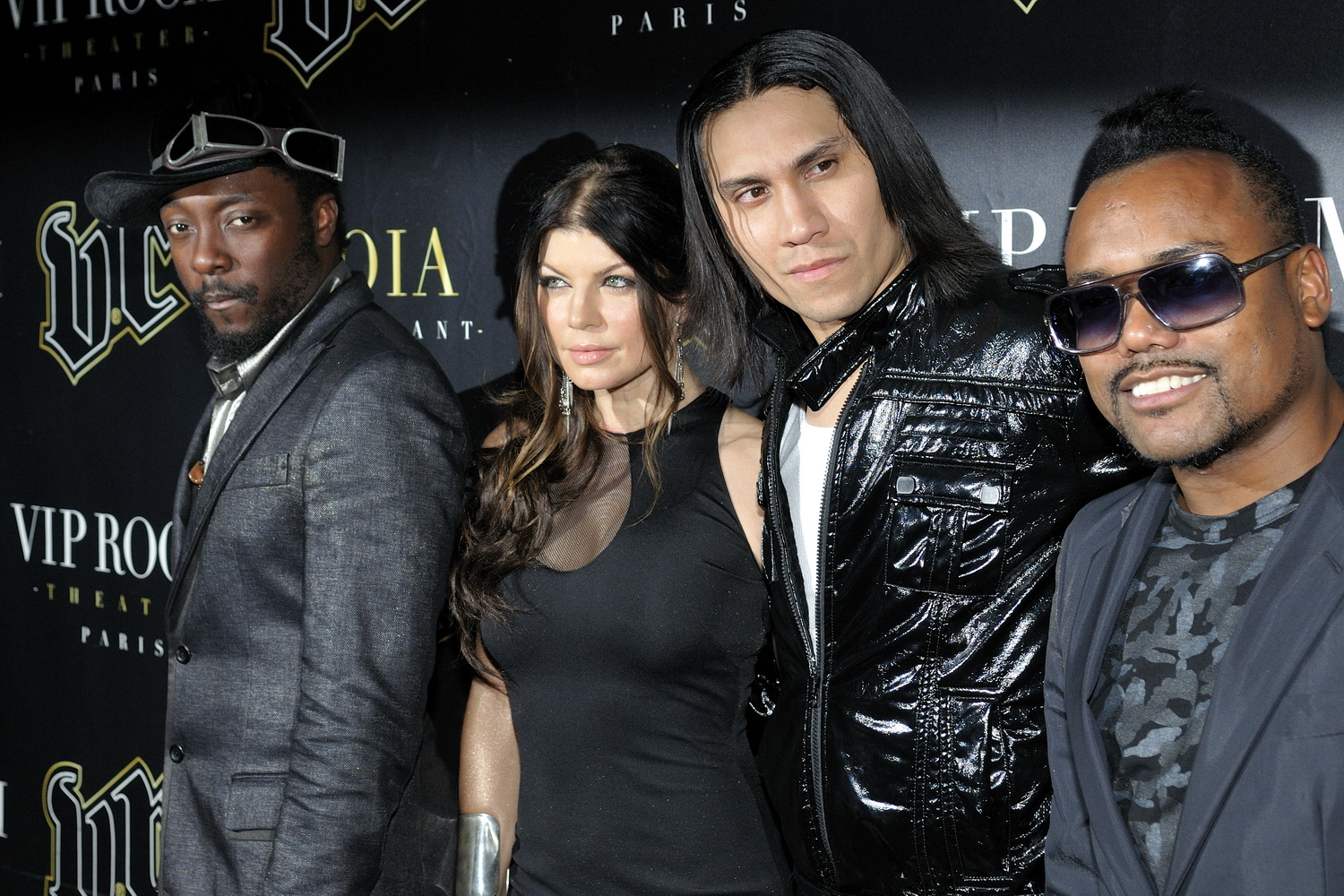
The Black Eyed Peas

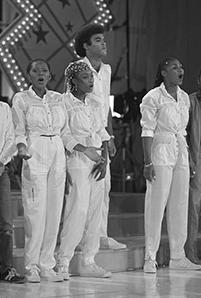
Boney M

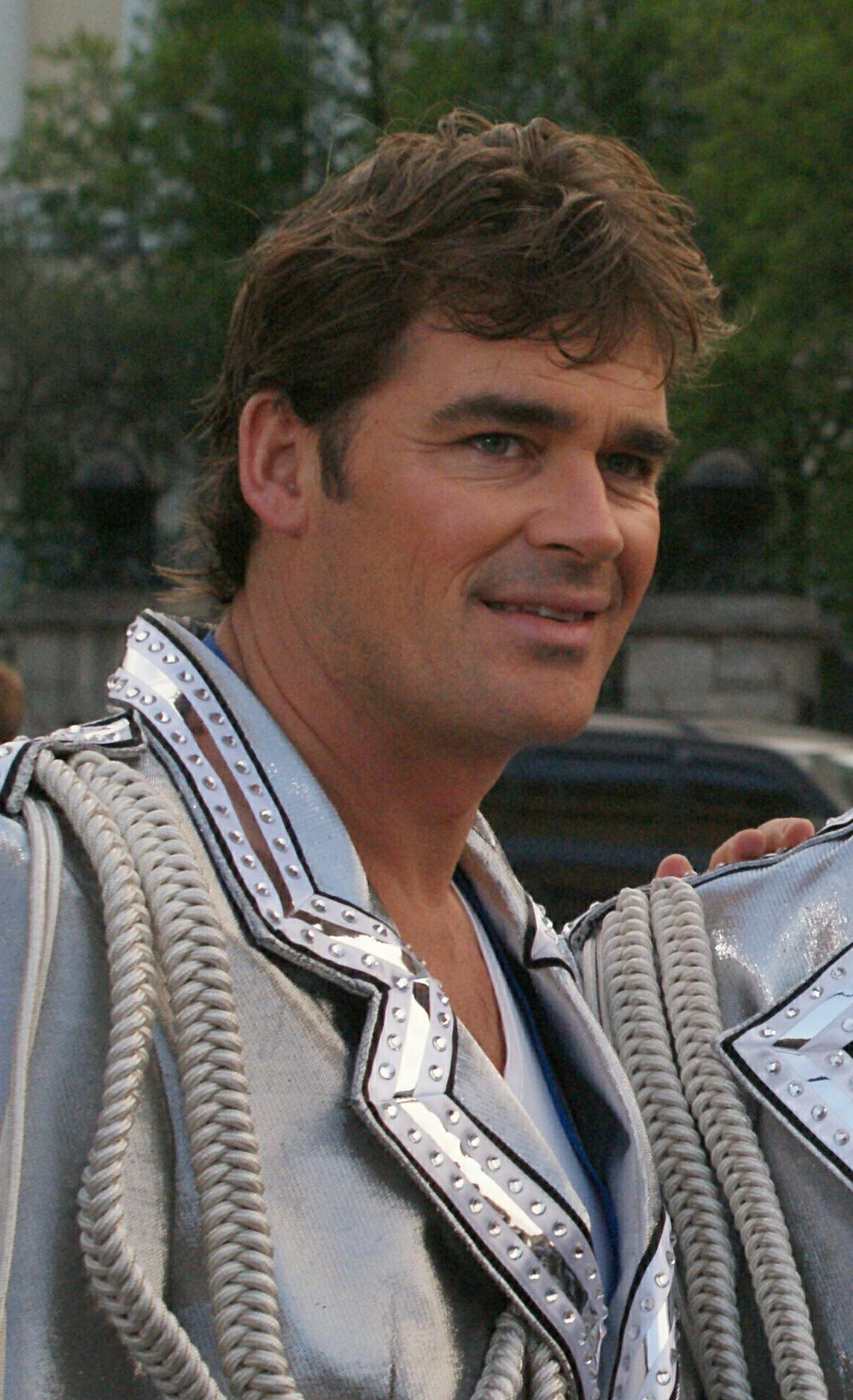
Jeroen van der Boom

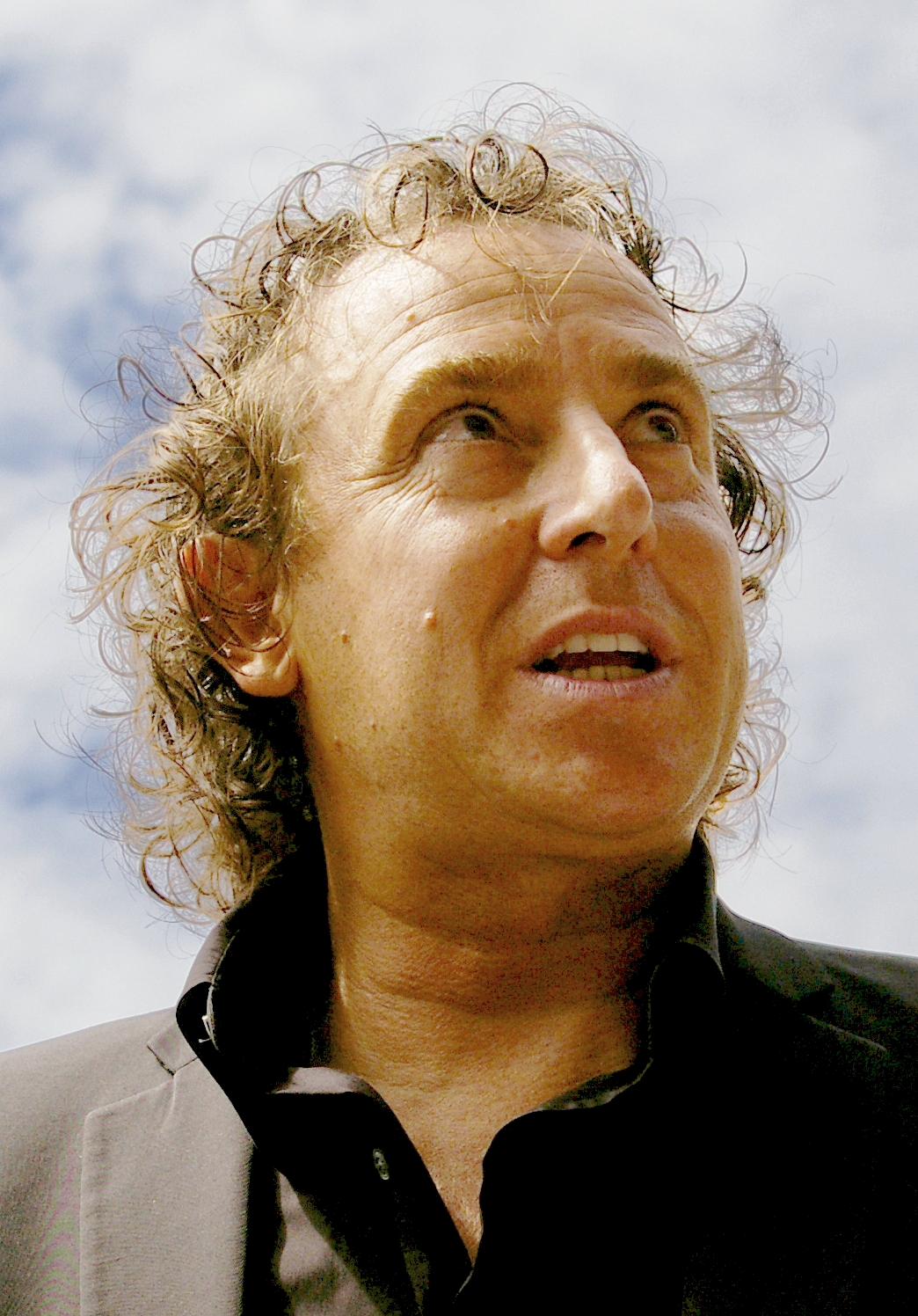
Marco Borsato

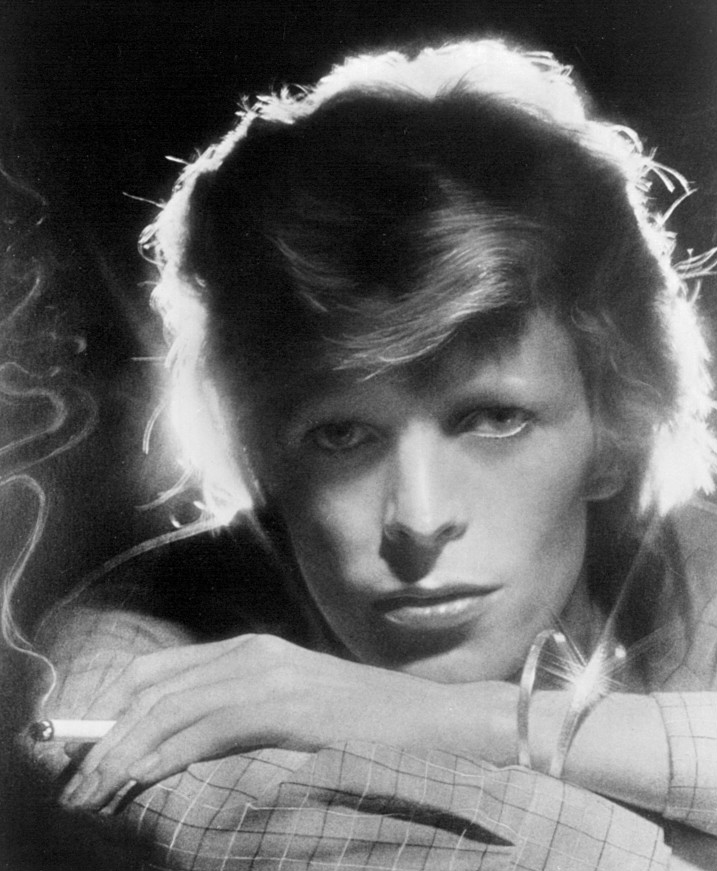
David Bowie

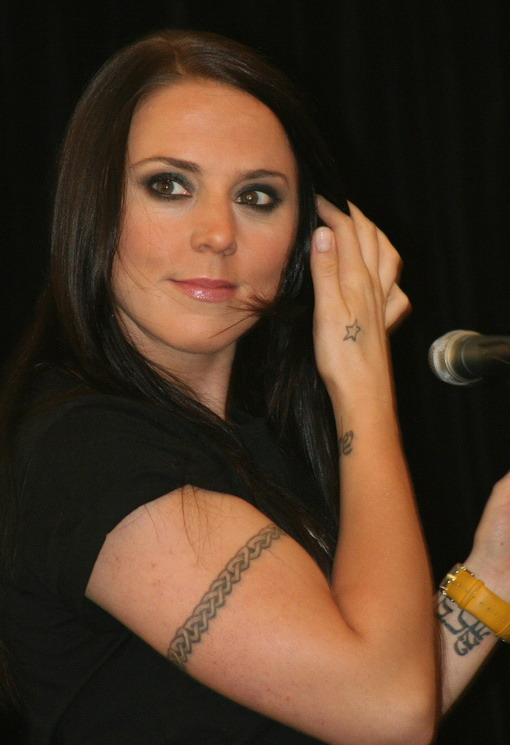
Melanie C

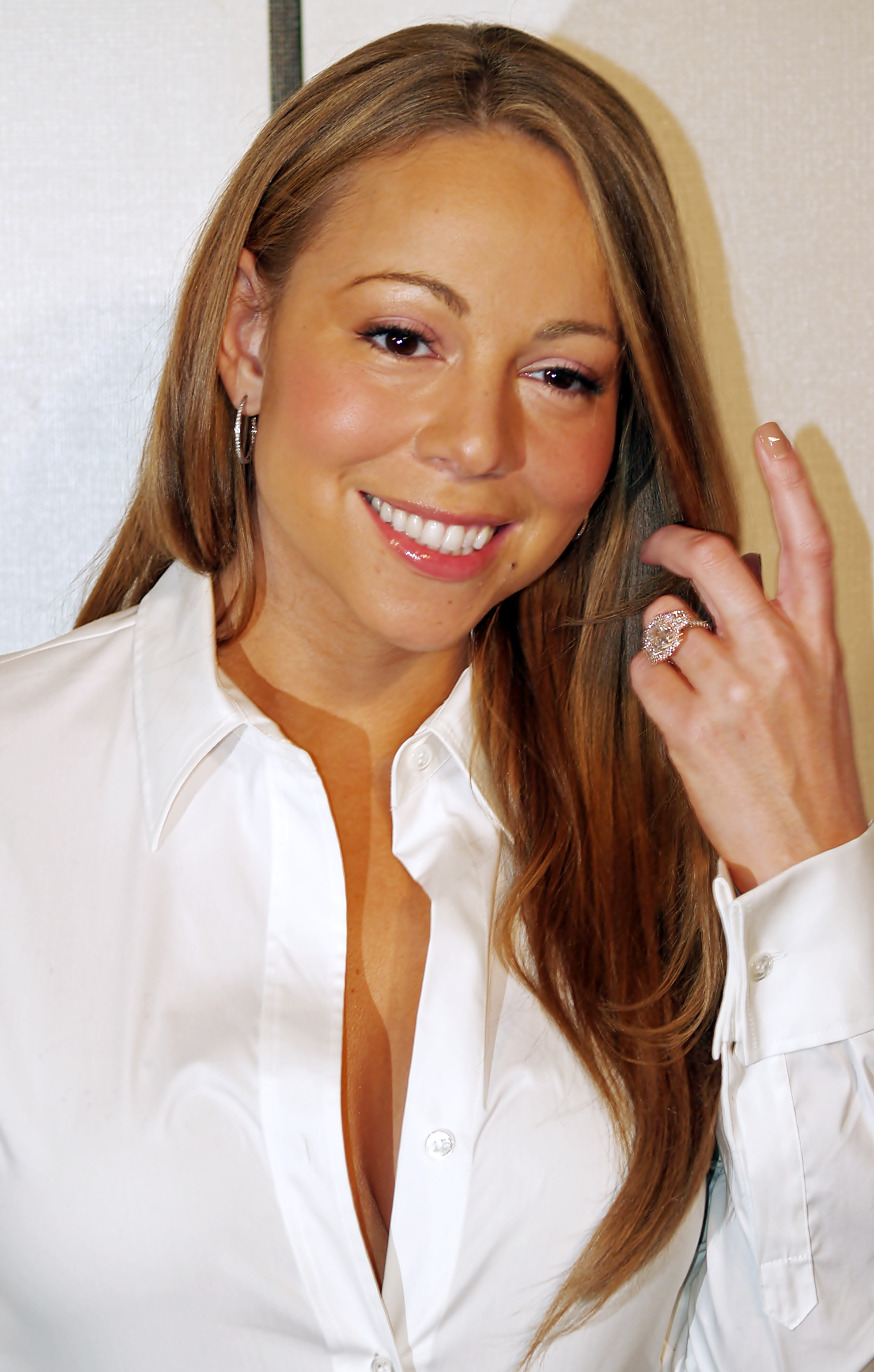
Mariah Carey

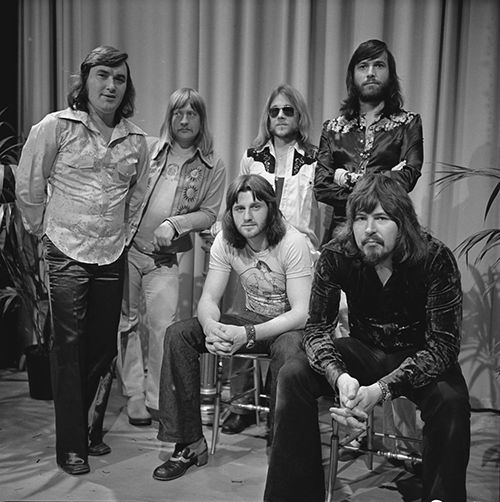
The Cats

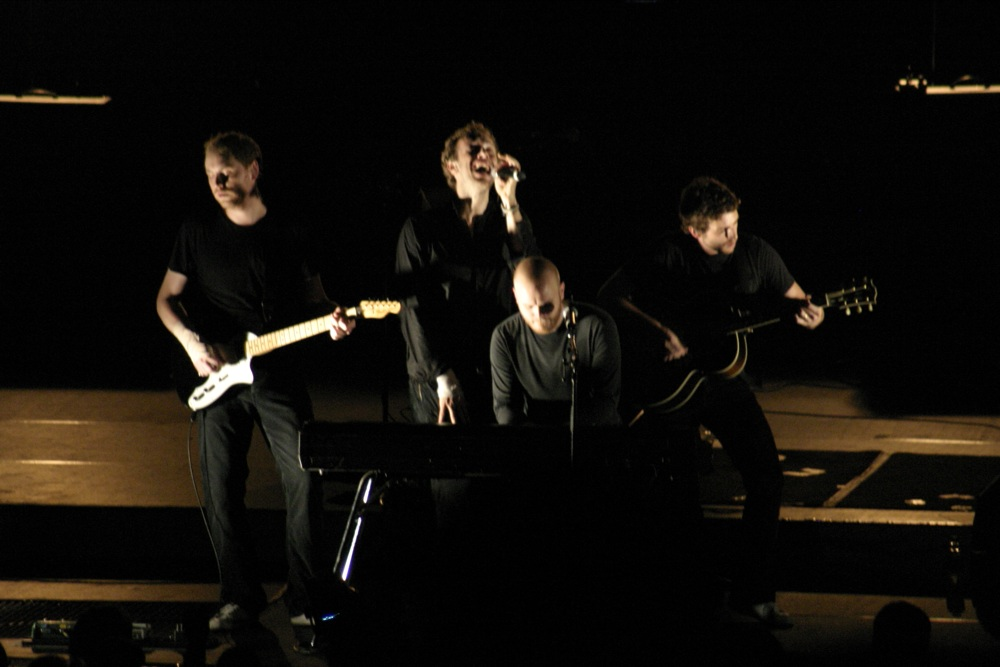
Coldplay